# 台湾鉄路管理局E200型・E300型・E400型電気機関車
台湾鉄路公司E200型・E300型・E400型電気機関車は台湾鉄路管理局（現台湾鉄路公司）の現在の電気機関車の主力車種である。本稿では、E200型・E300型・E400型電気機関車外観の差異がほとんどない。台湾鉄路管理局は西部幹線の1975年からの交流25000V電化に際して、E100型電気機関車に続き、97両のアメリカ合衆国のGE製の電気機関車を購入した。主電動機の総出力は2800kWで、サイリスタ位相制御により連続制御される。

## 形式別概説

### E200型
40両があり、全車が出力350kWの電動交流発電機を搭載しており、冷房つきの客車に三相交流60Hz440Vの電源を供給できる。1978年に35両が輸入され、1992年にはさらに5両が輸入された。重量は96tである。2019年1月より約半年間、日本の南海電鉄が訪日旅行者への宣伝のために当形式2両（E212/E213号機）の塗装を『ラピートブルー』とした特別編成で運行。

### E300型
39両があり、E200型と同時に1978年に輸入された。E301号機とE302号機を除き電動交流発電機が無く、過去には冷房つき客車の定期運用時には、電源荷物車を増結して対応したこともある。

### E400型
E400型は18両があり、1980年から1982年の間に輸入された。E200型同様、電動交流発電機を有する。メーカーでの元の設計では歯車比はE200型やE300型より小さく、最高速度は130km/hであるかわりに、牽引力や登坂能力が低かった。台湾鉄路管理局では、E200型の運用管理を簡略化するために、近年、E400型の歯車比をE200型やE300型と同じに改造したために、現在では最高速度は110km/hとなっている。

## 画像集

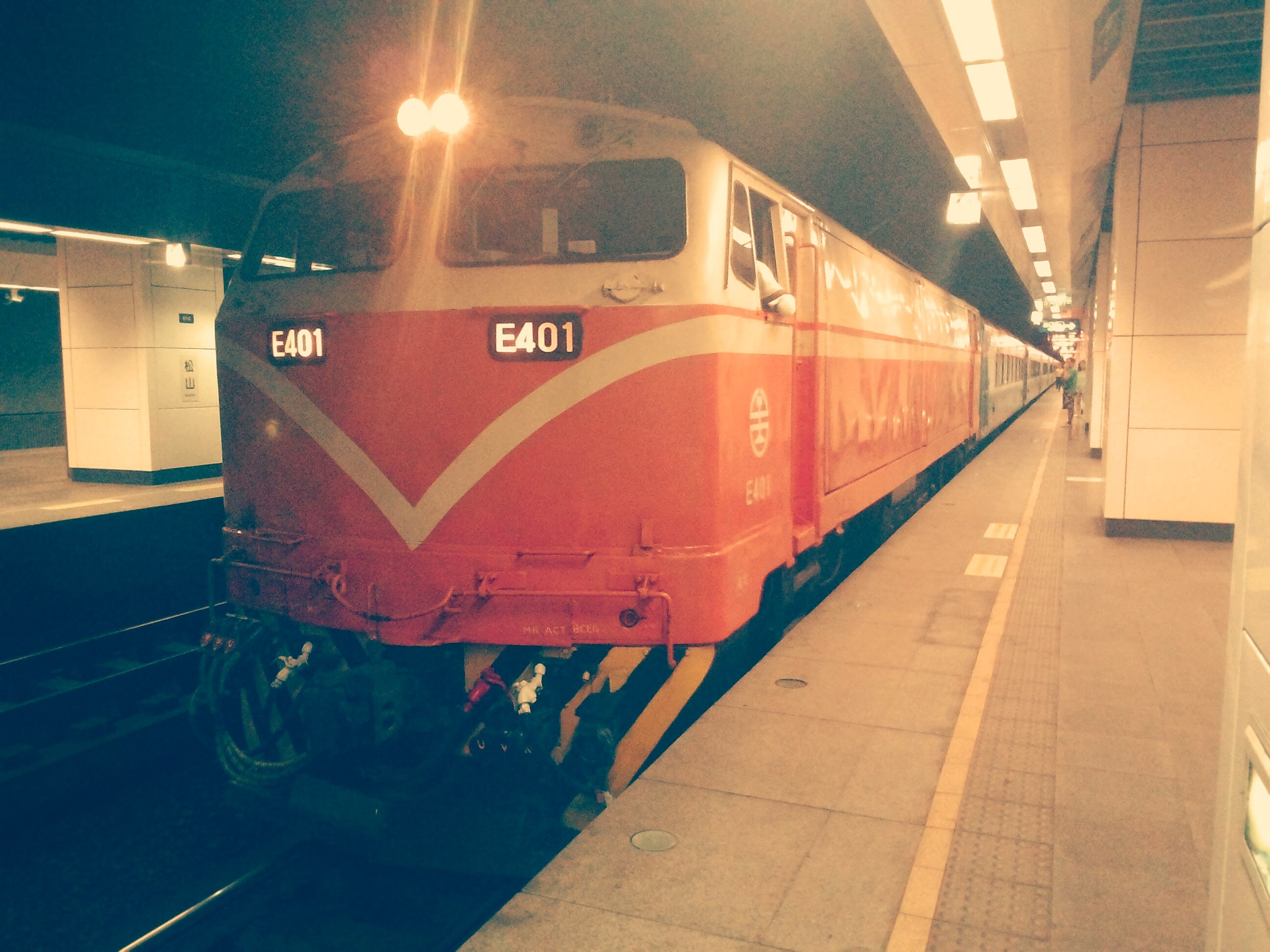
E401
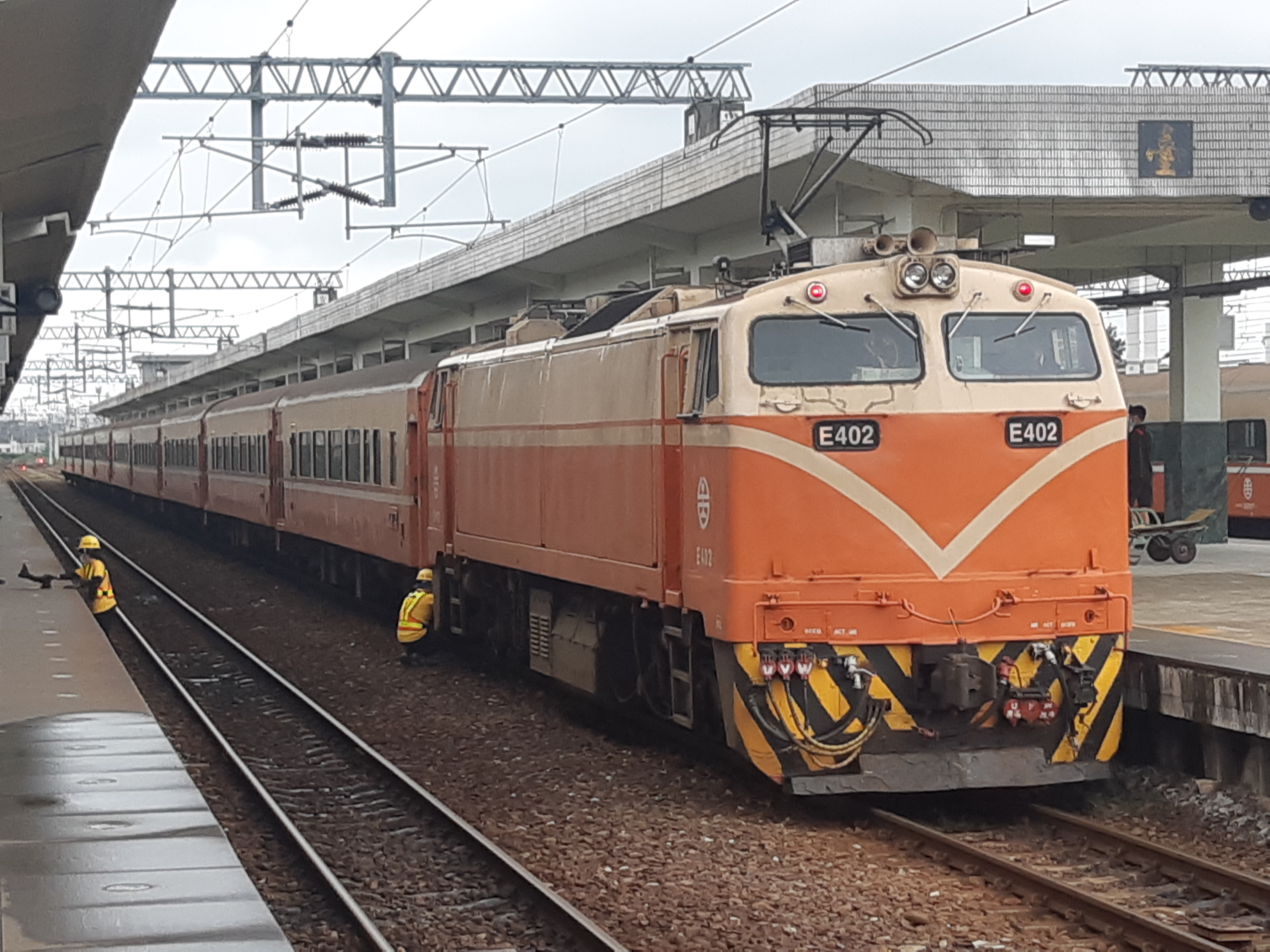
E402（廃車）
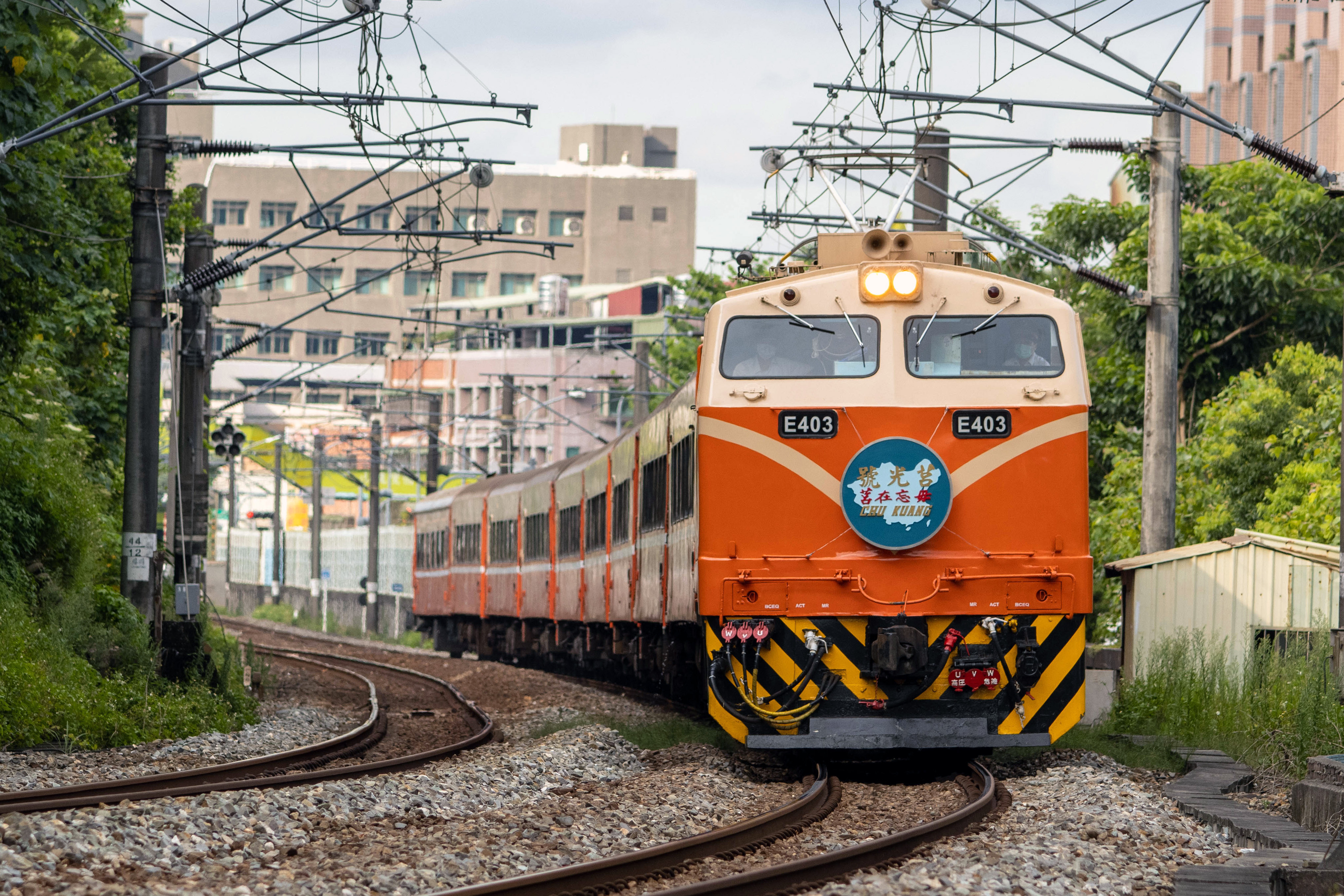
E403
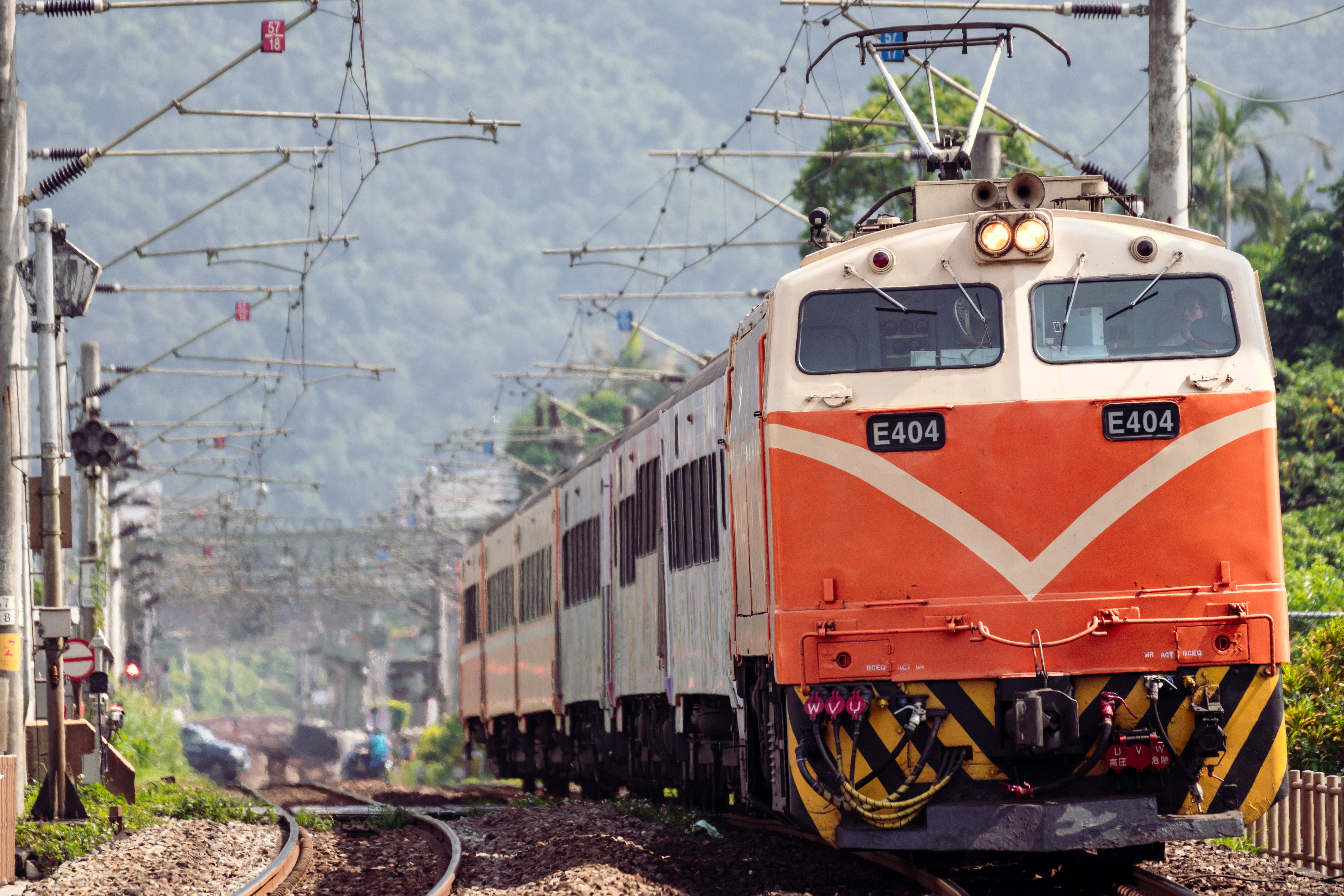
E404
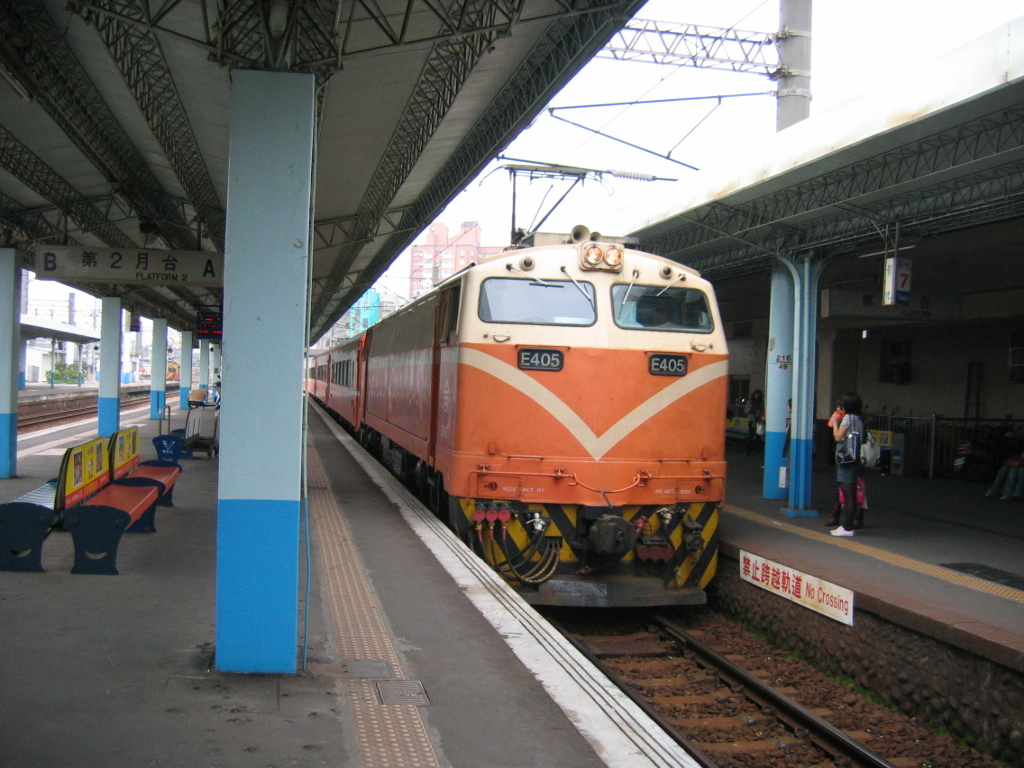
E405
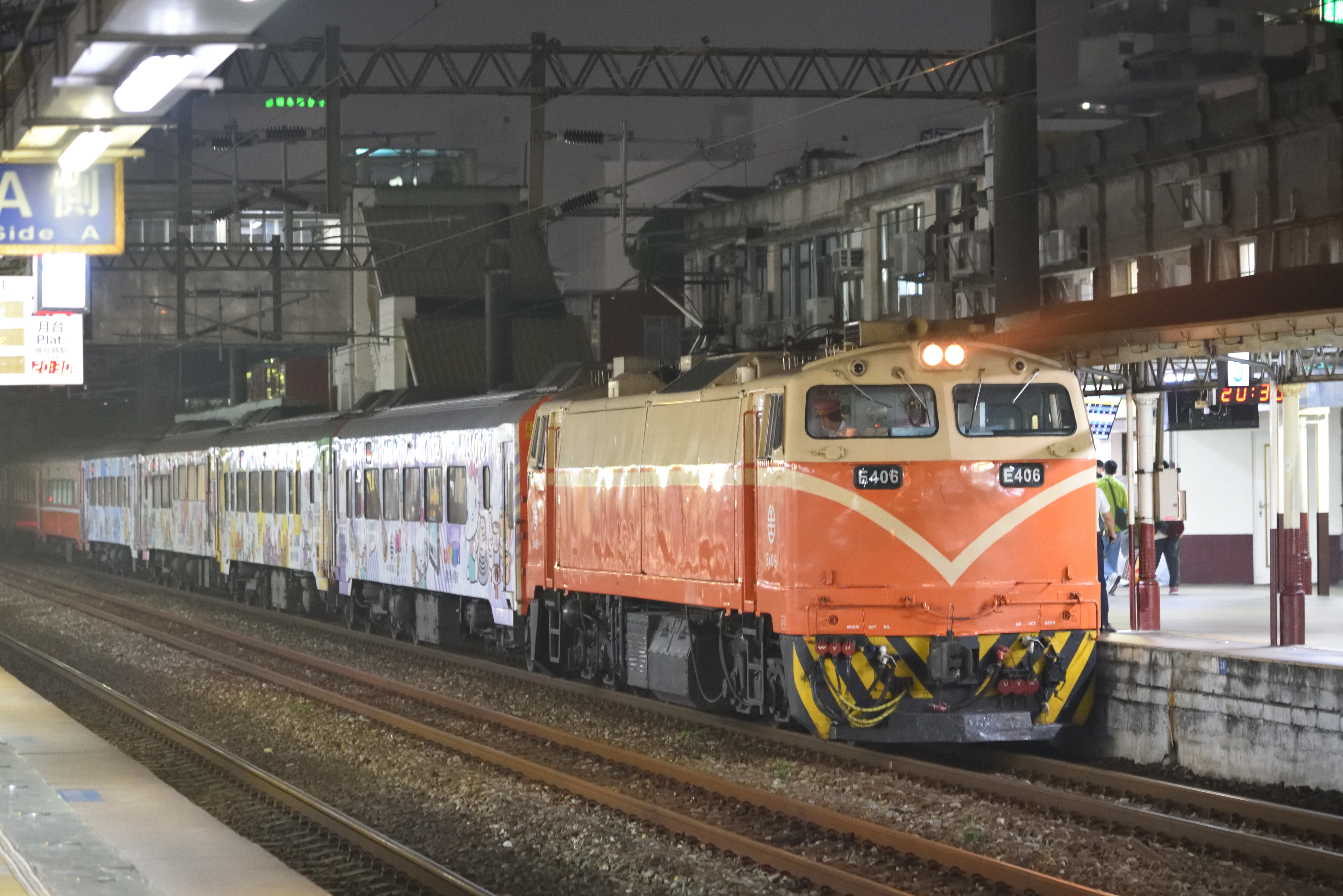
E406
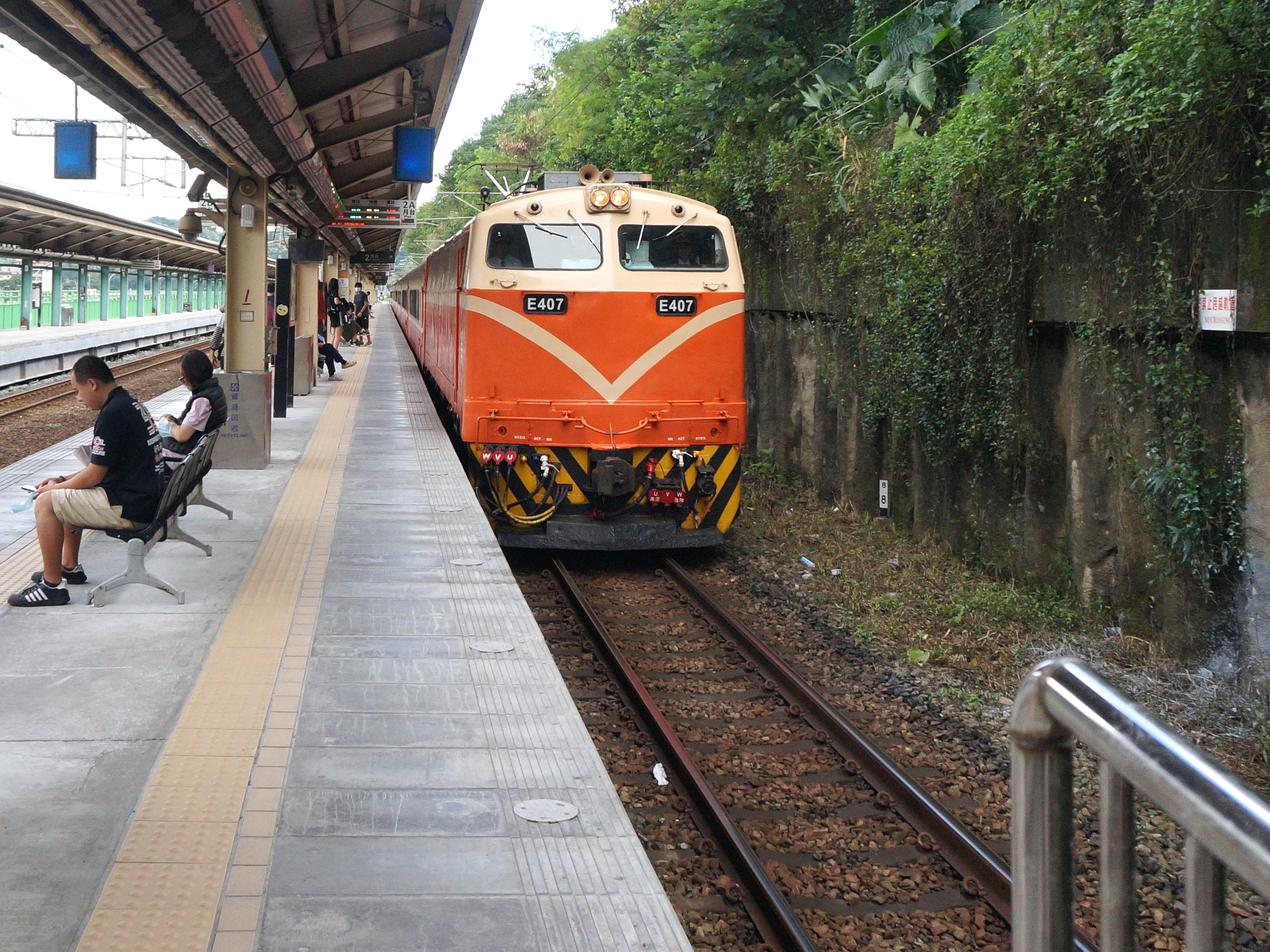
E407
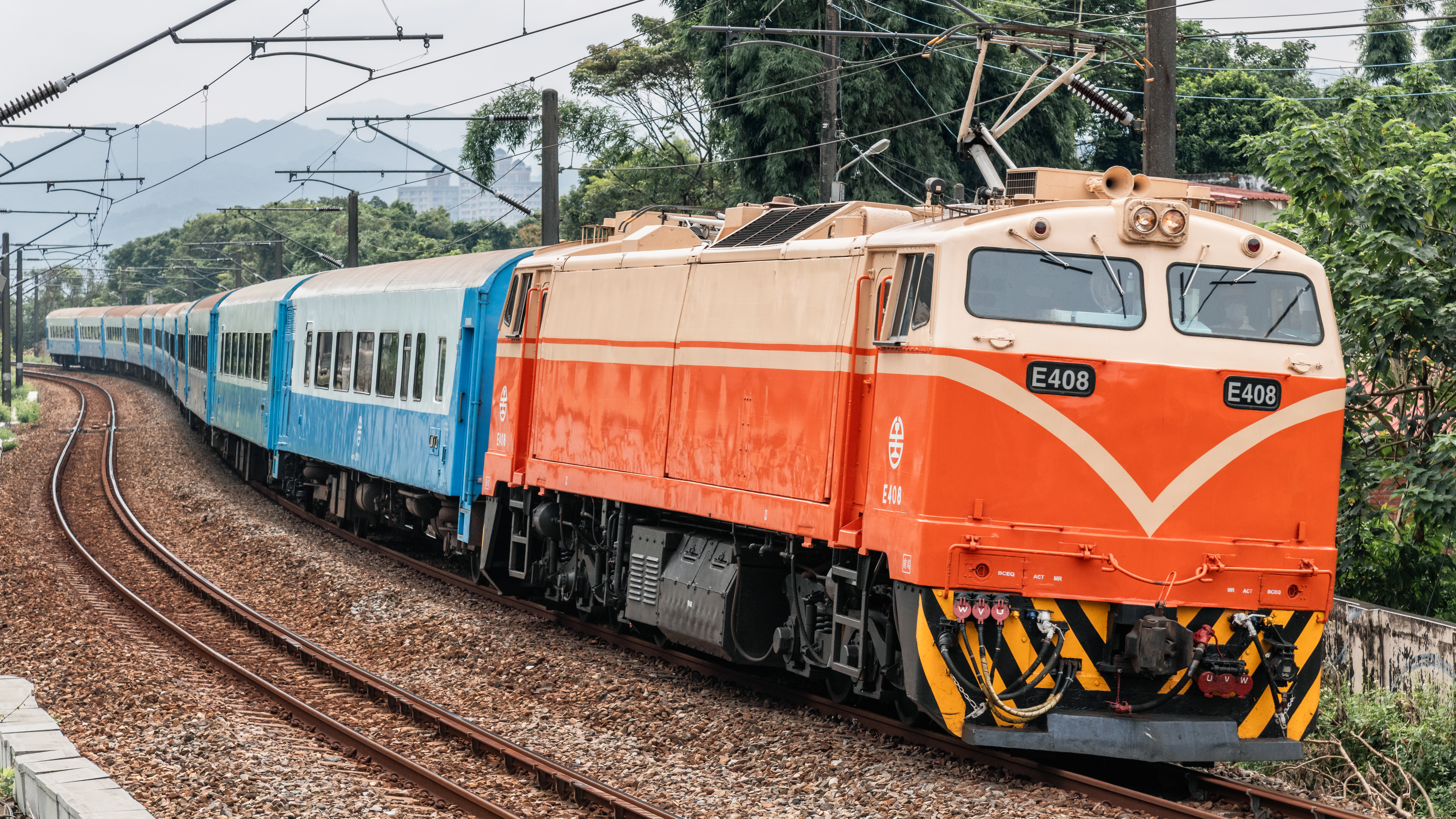
E408
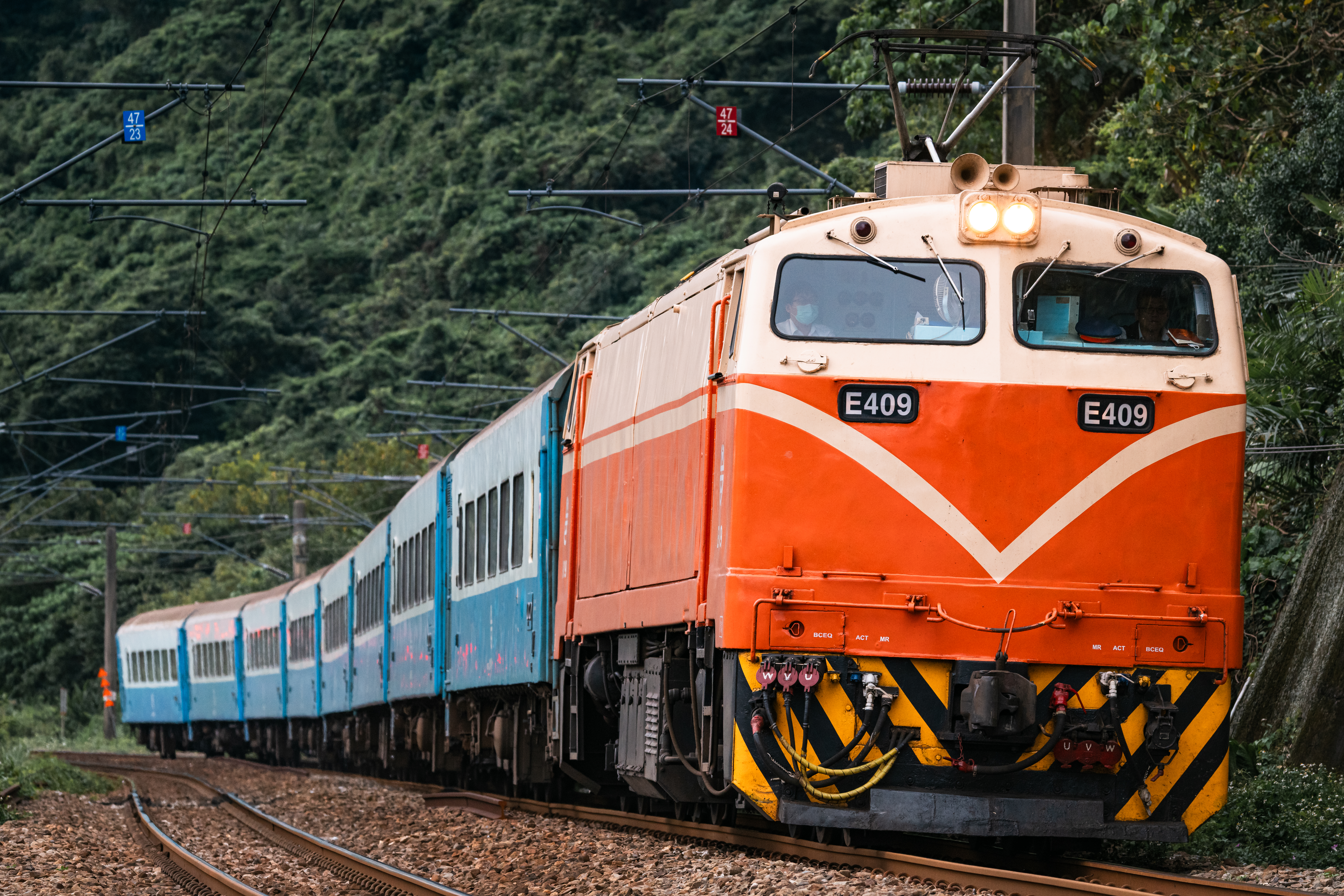
E409
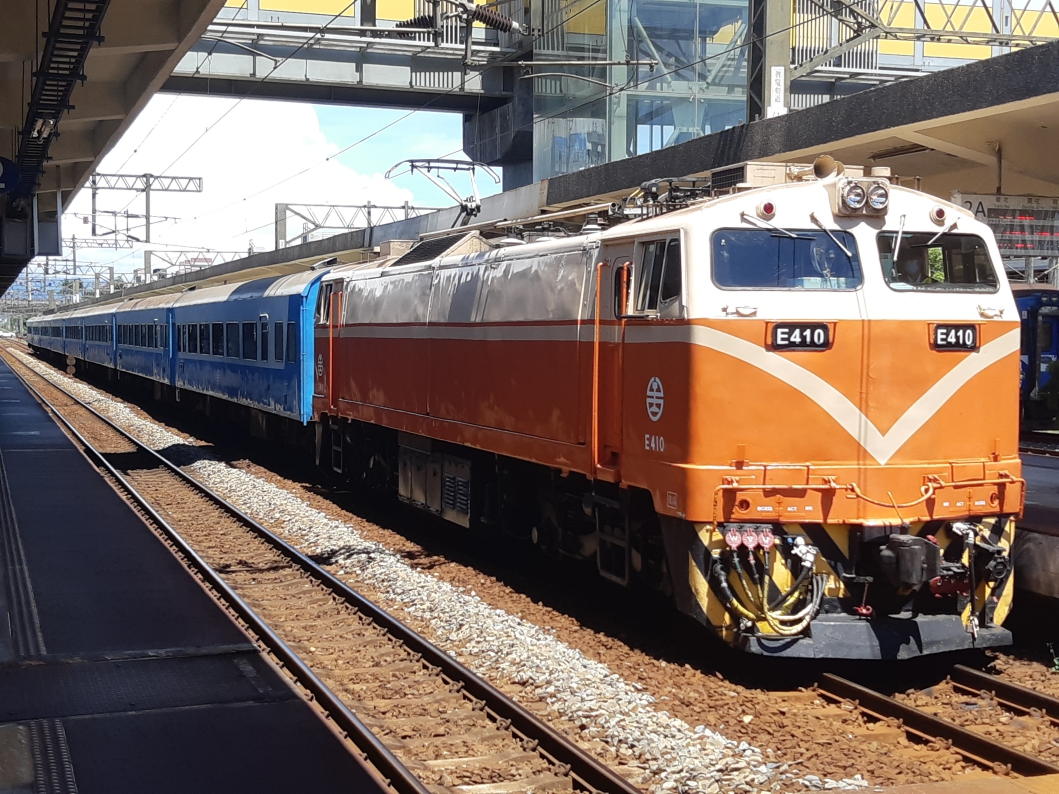
E410
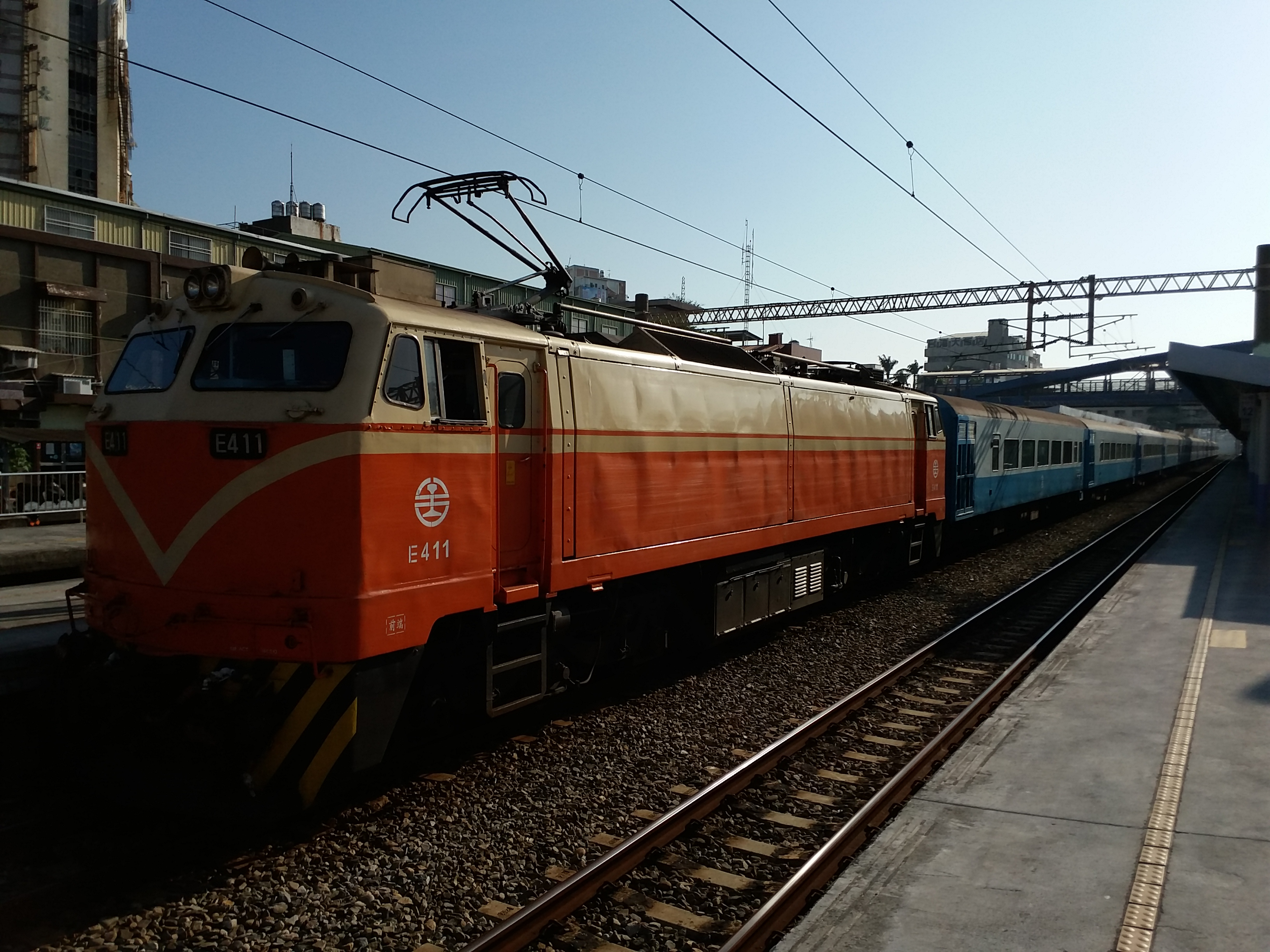
E411
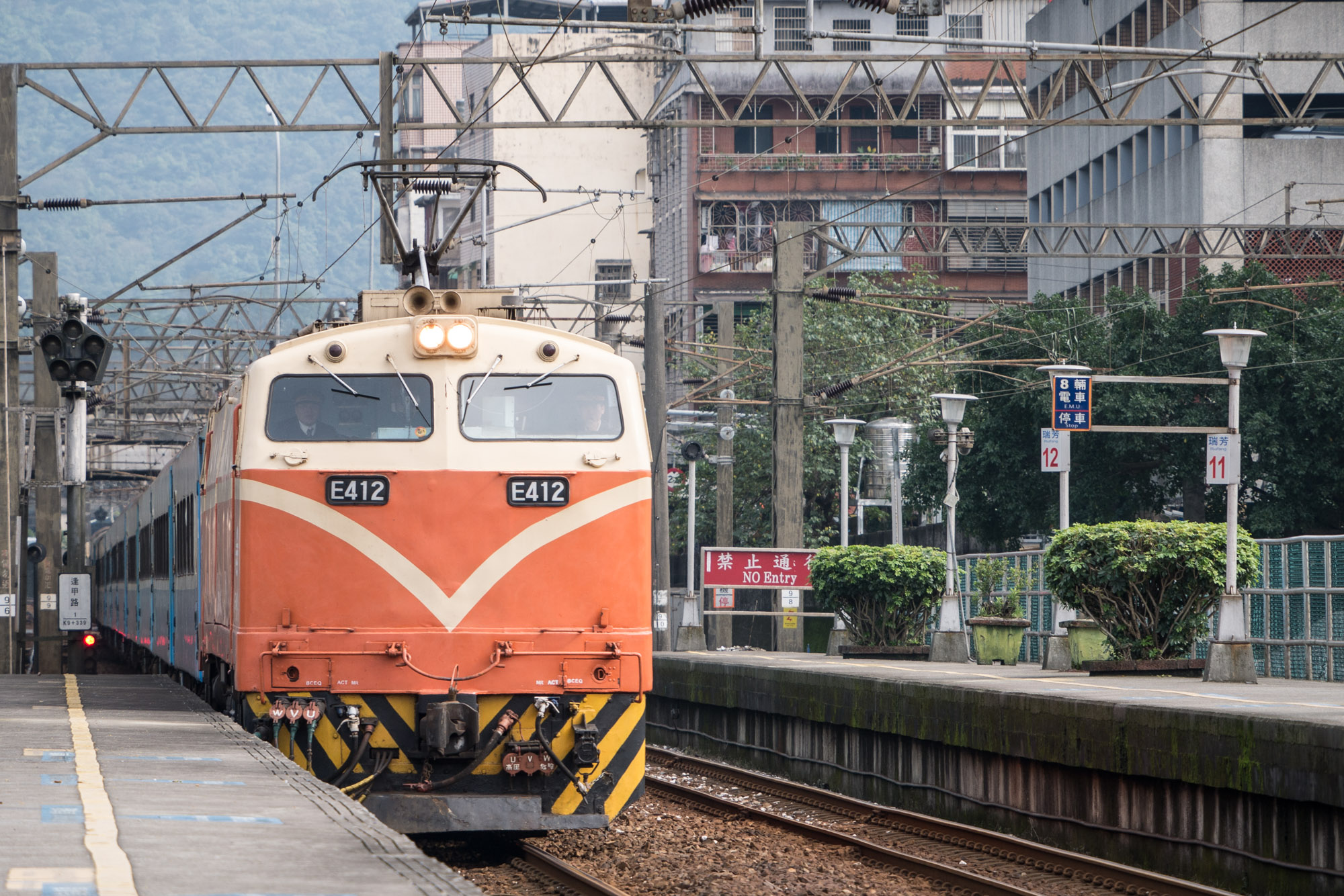
E412
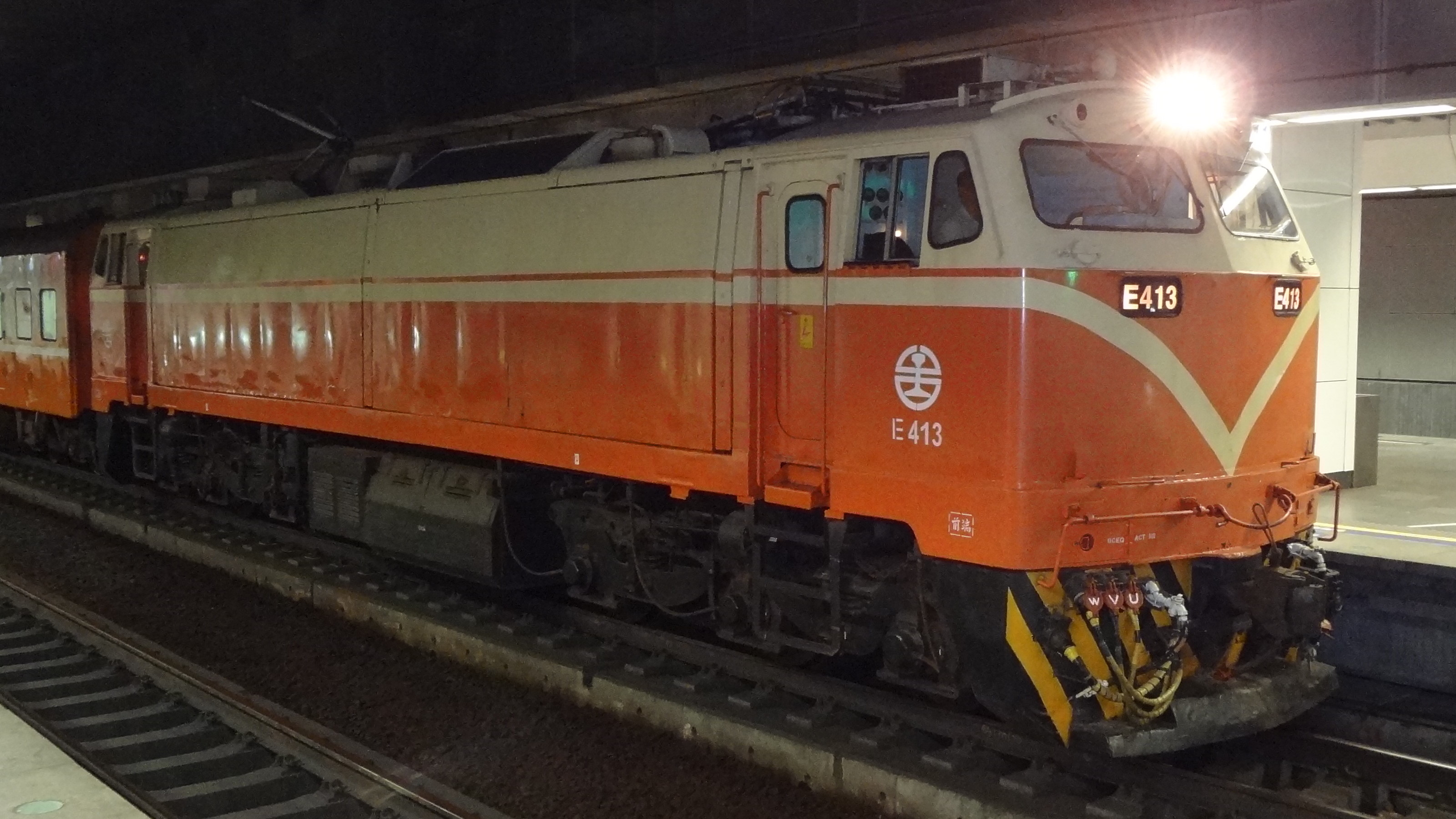
E413（廃車）
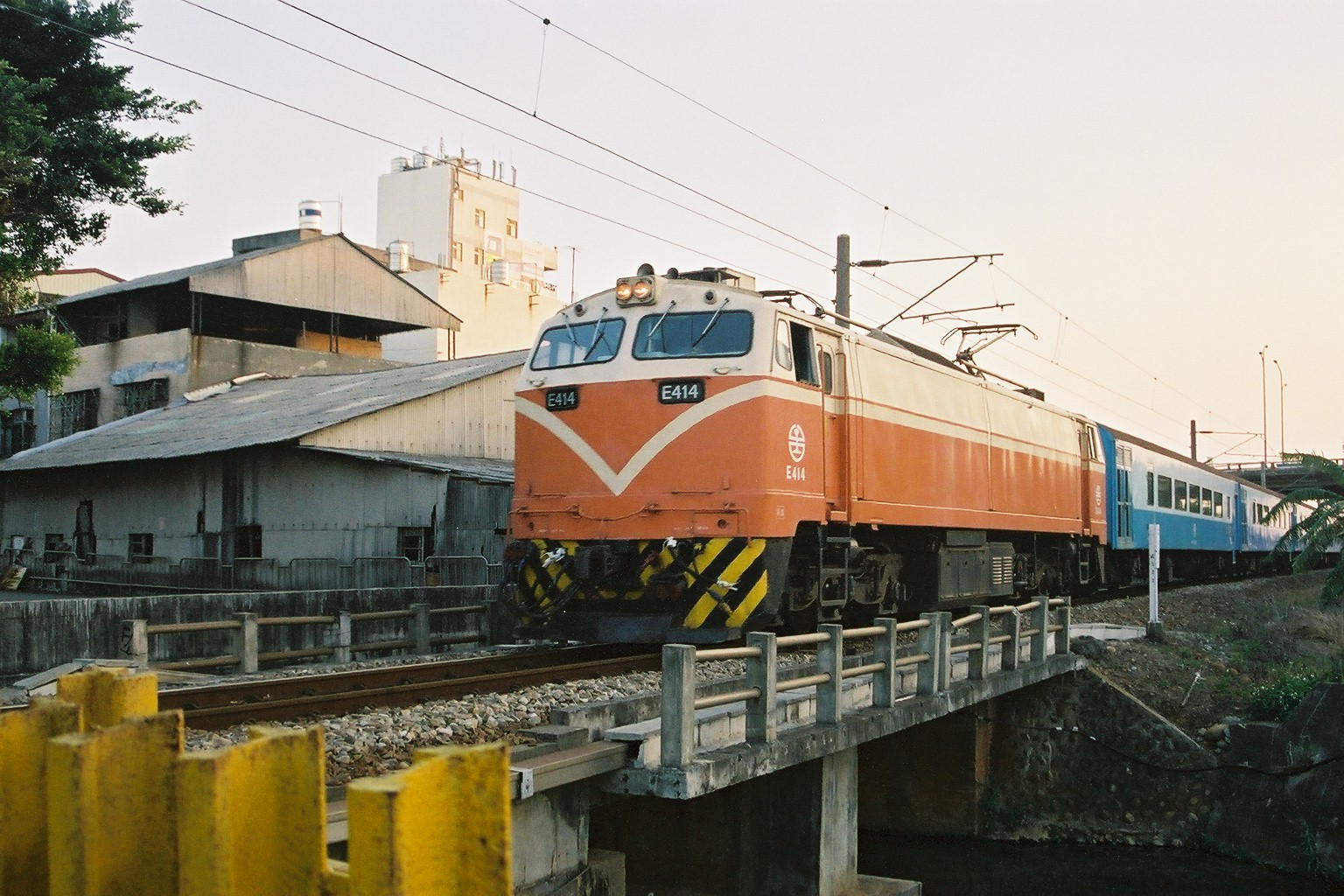
E414
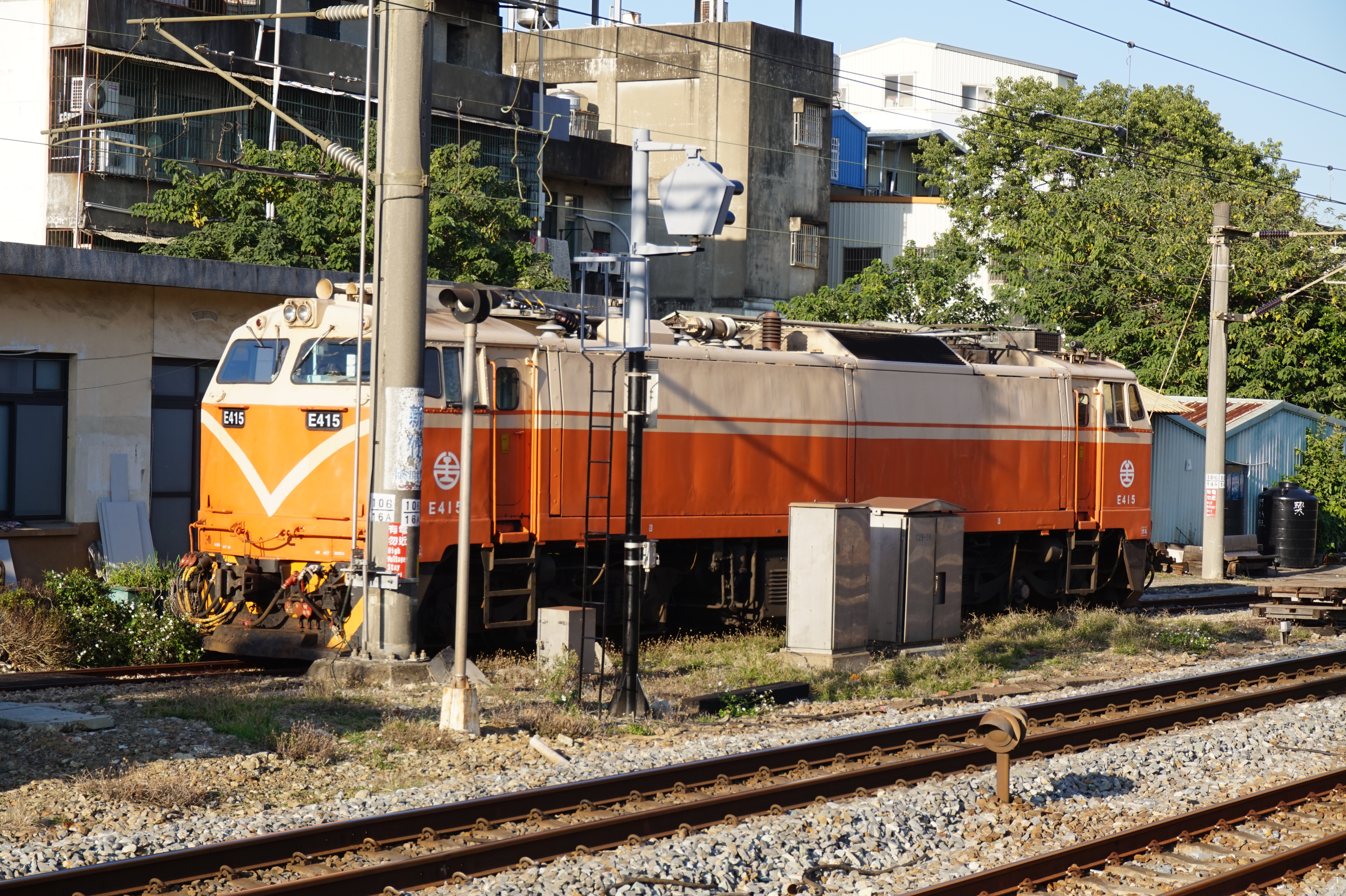
E415
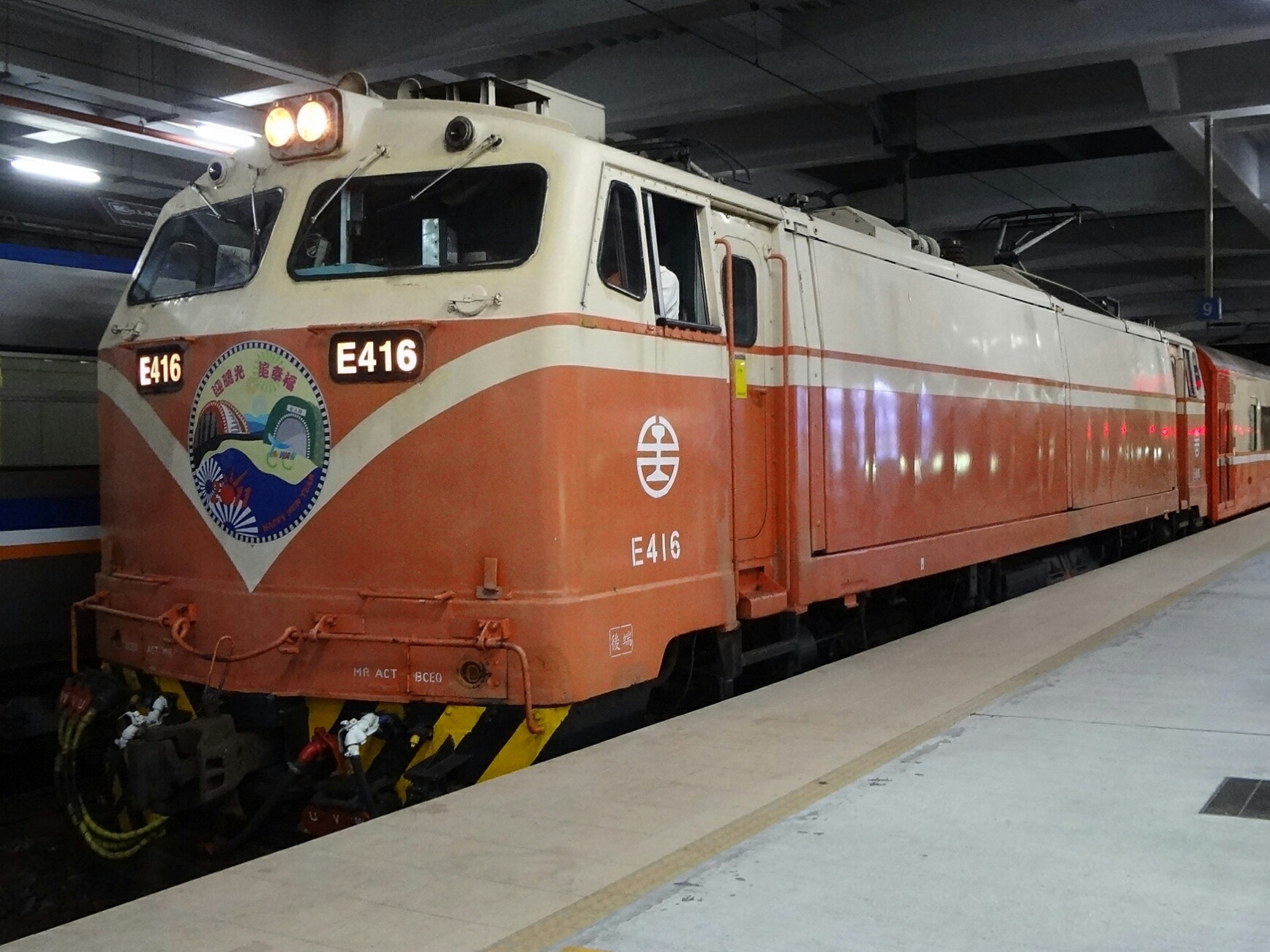
E416
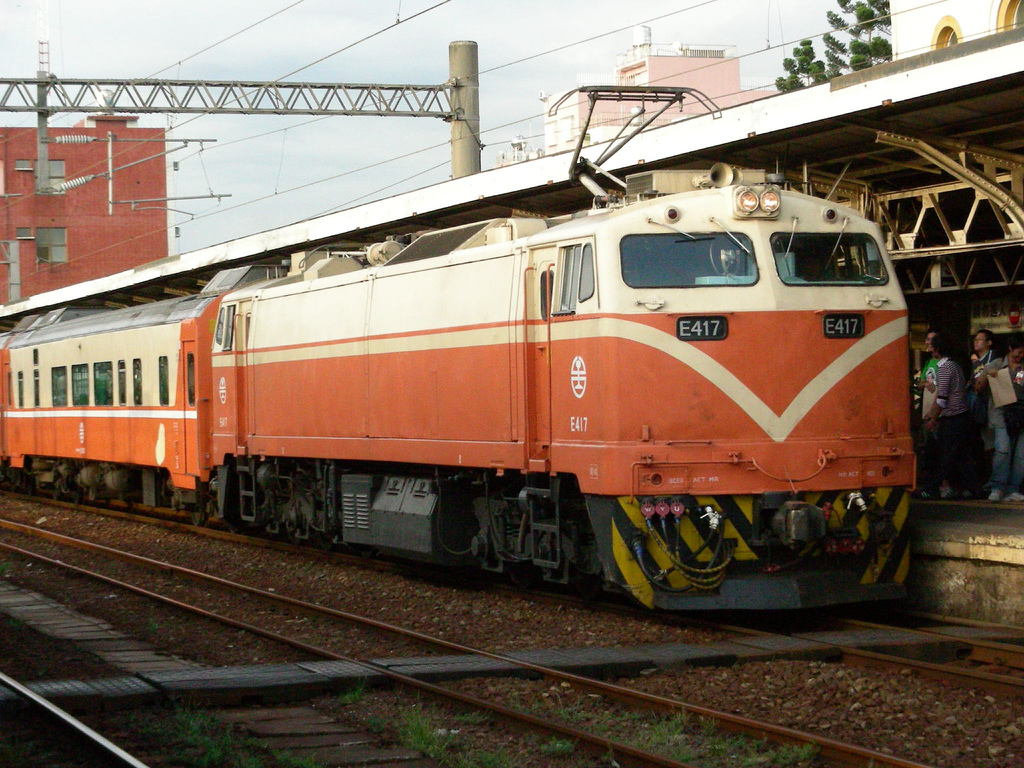
E417
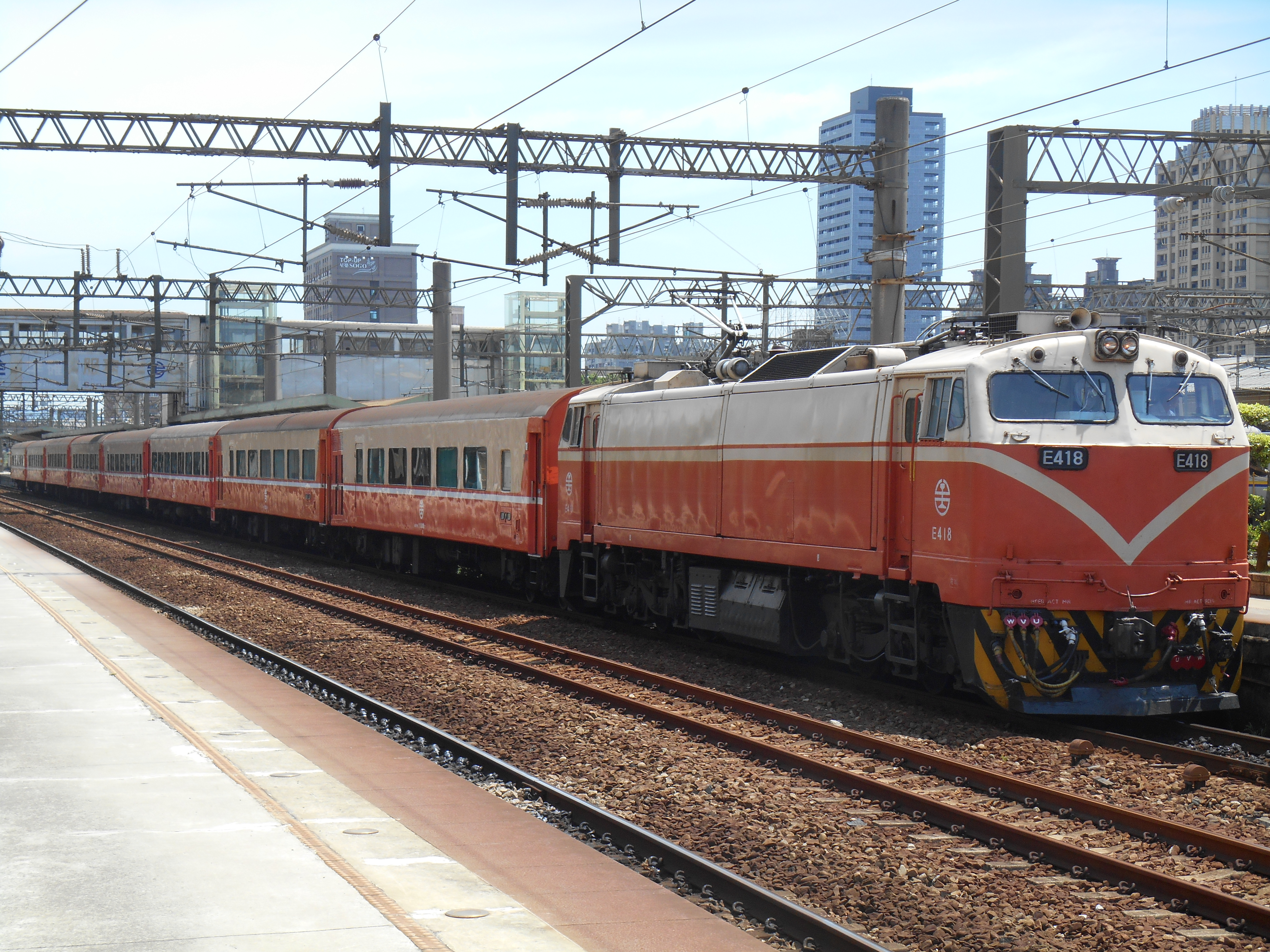
E418

E200型

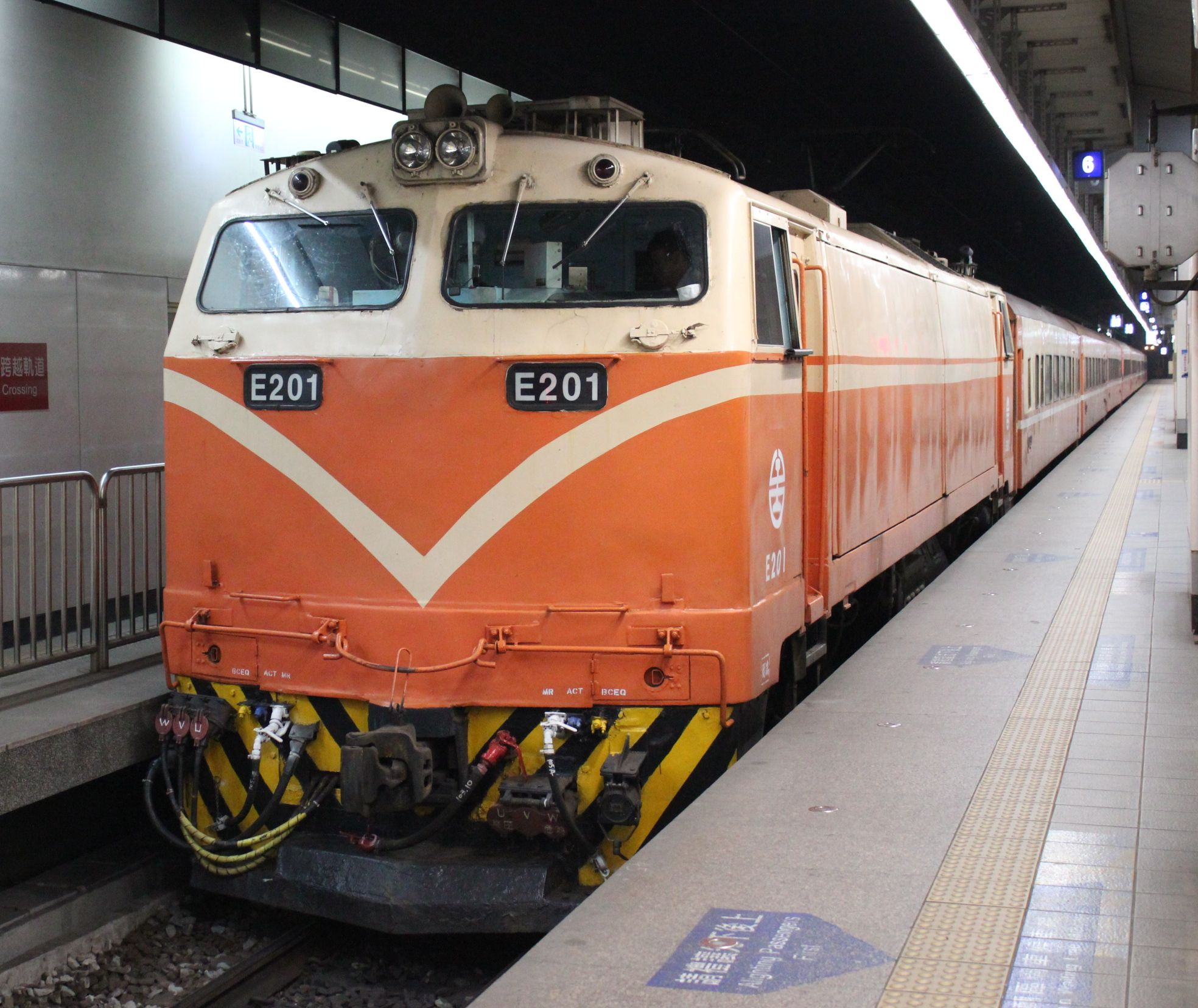
E201
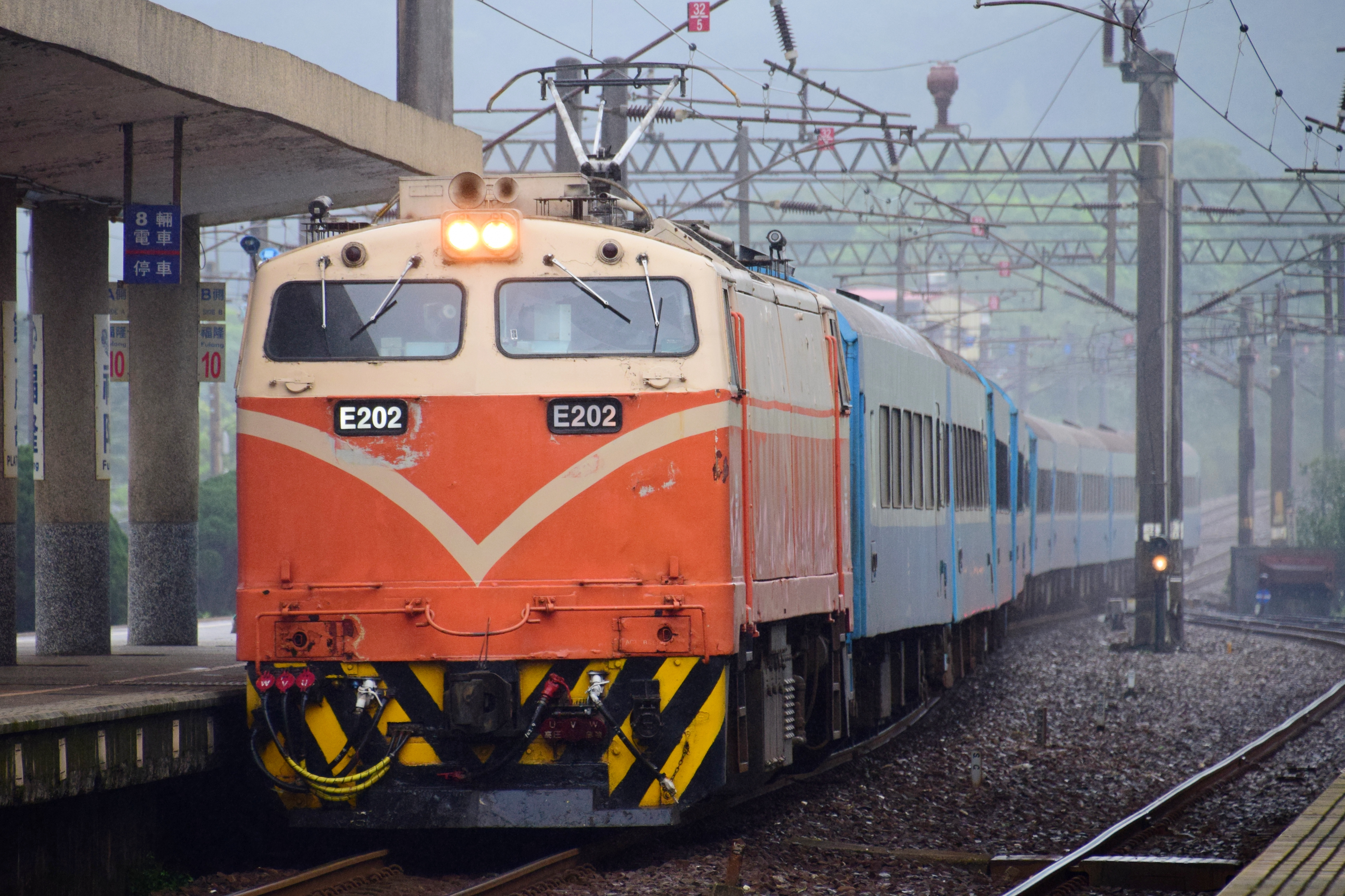
E202
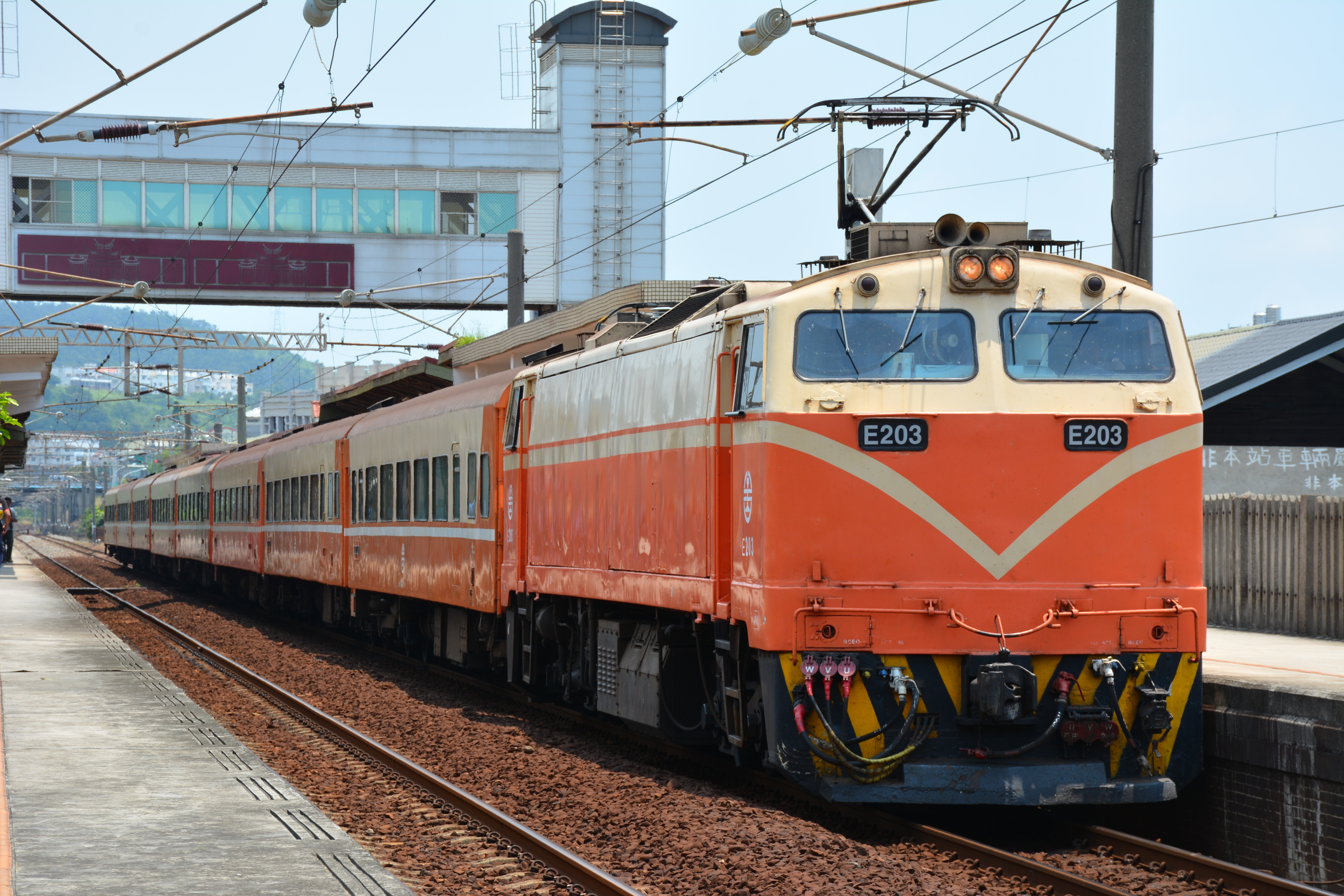
E203
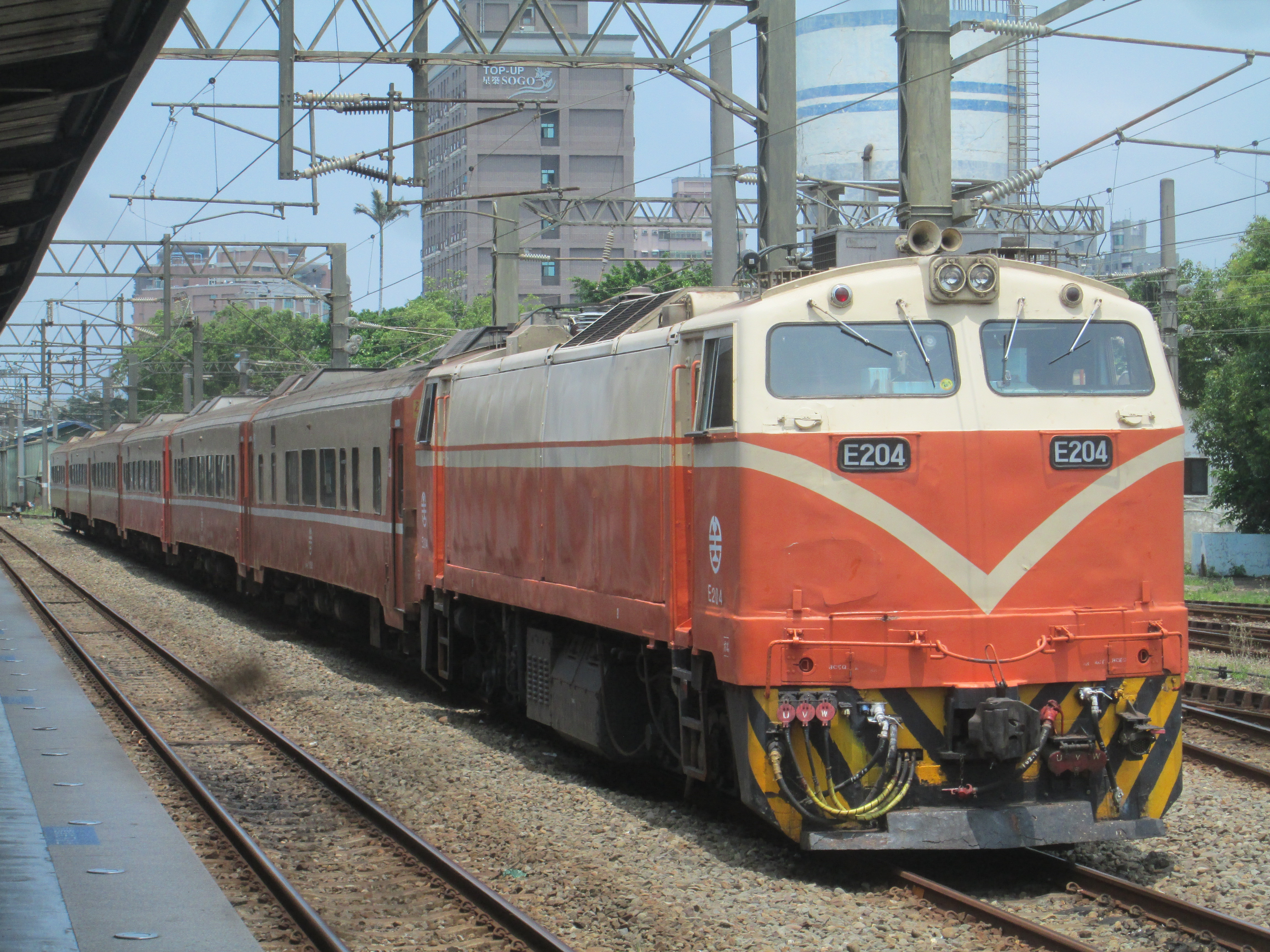
E204
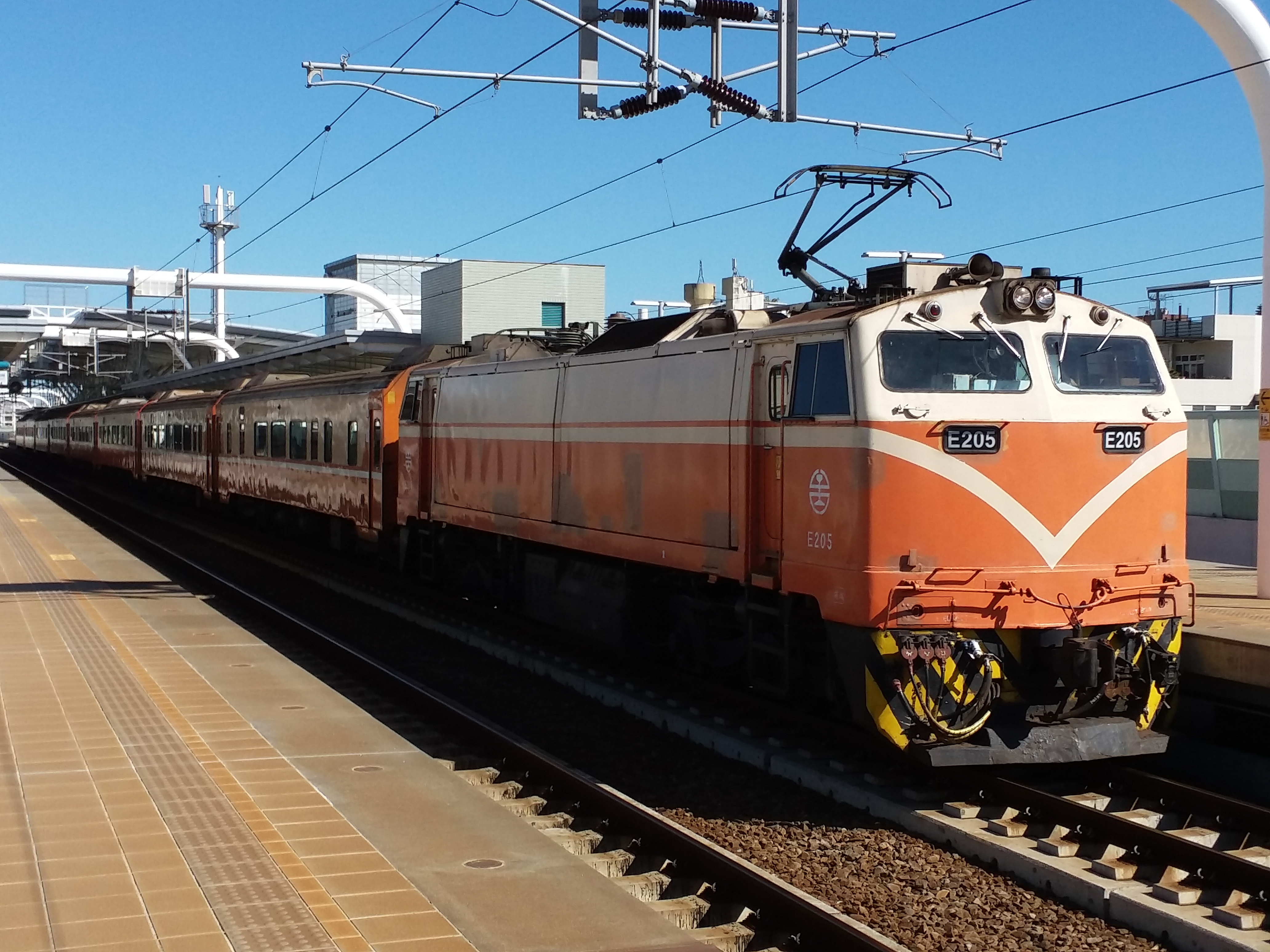
E205
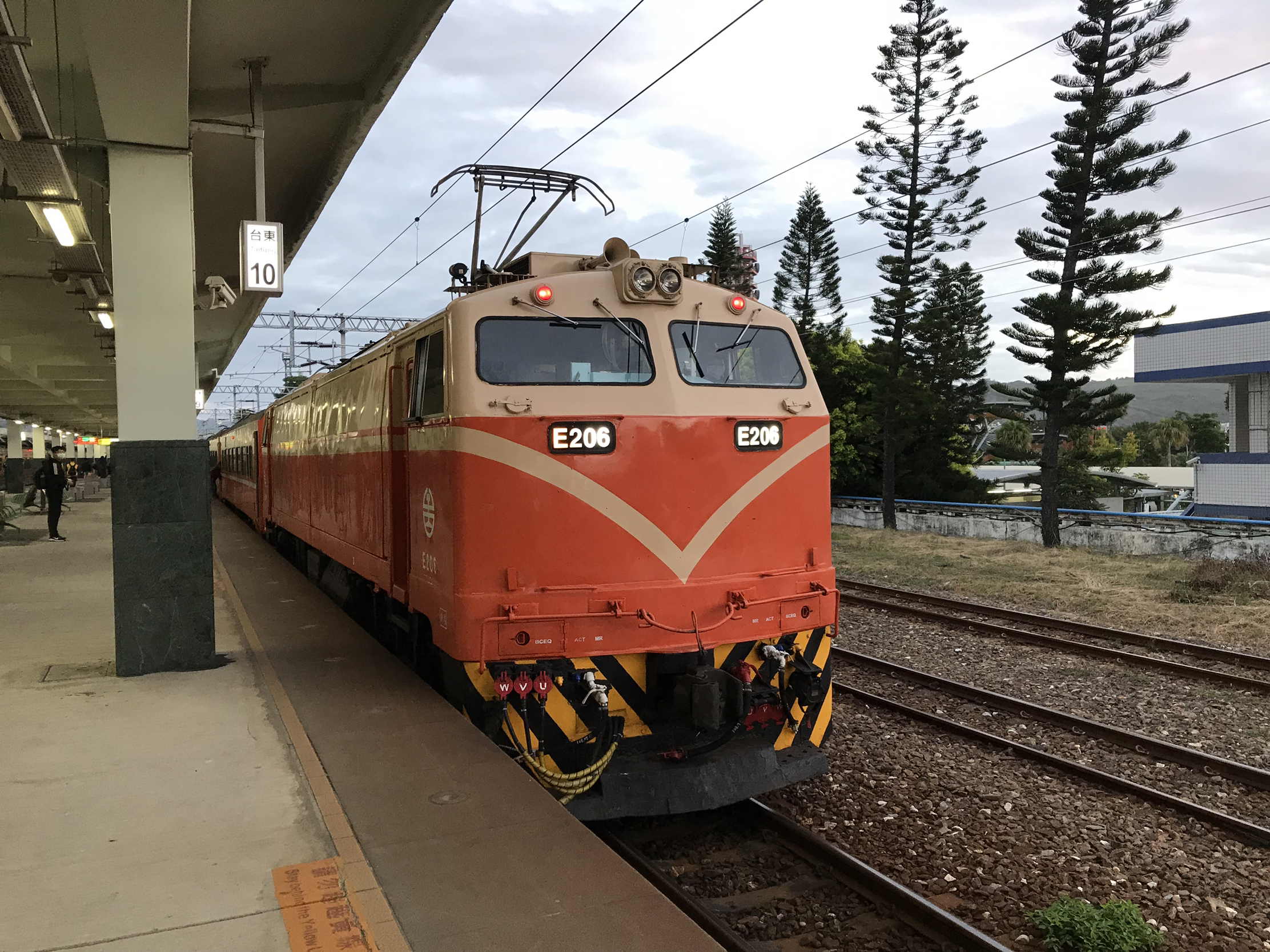
E206
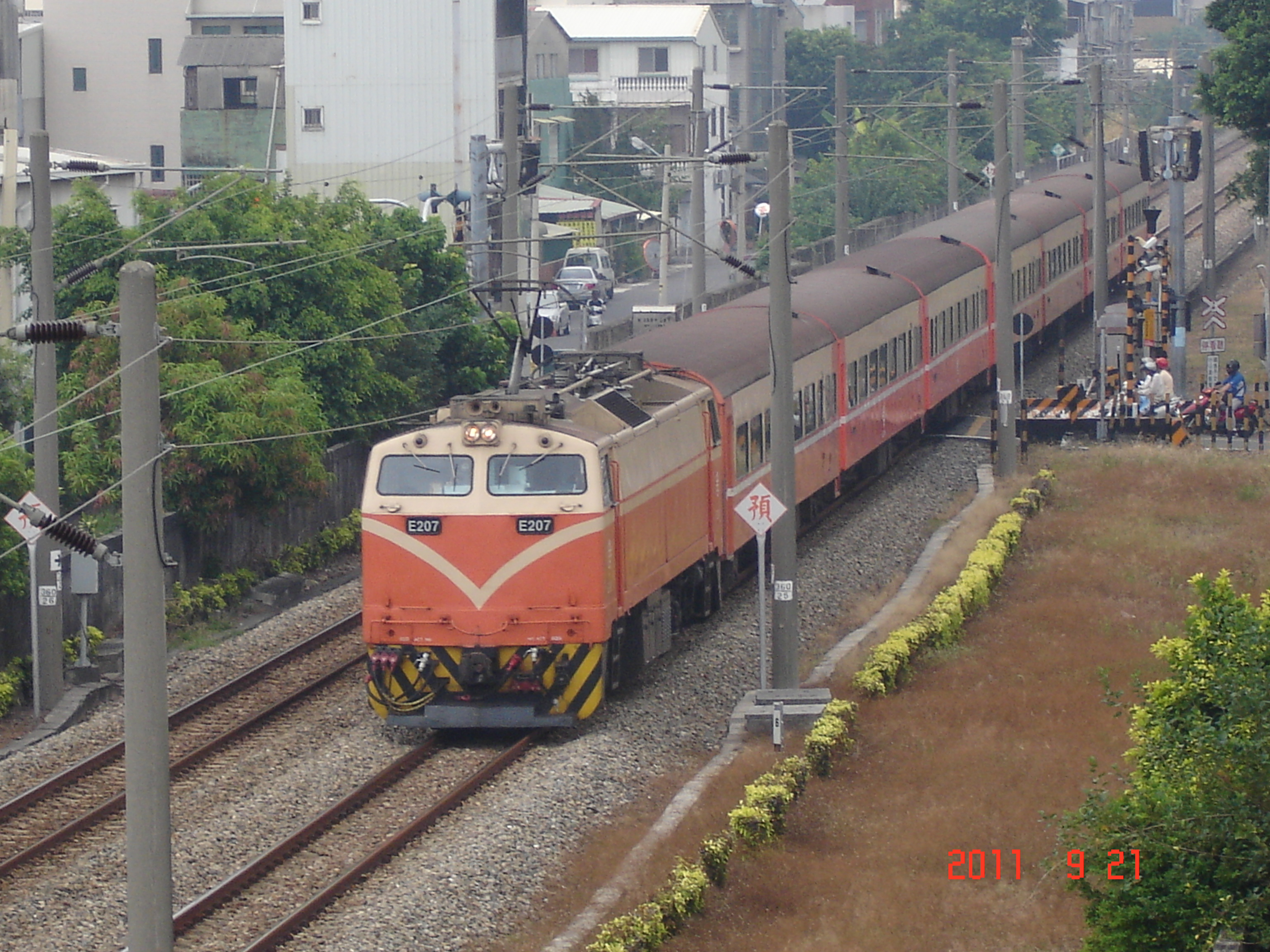
E207
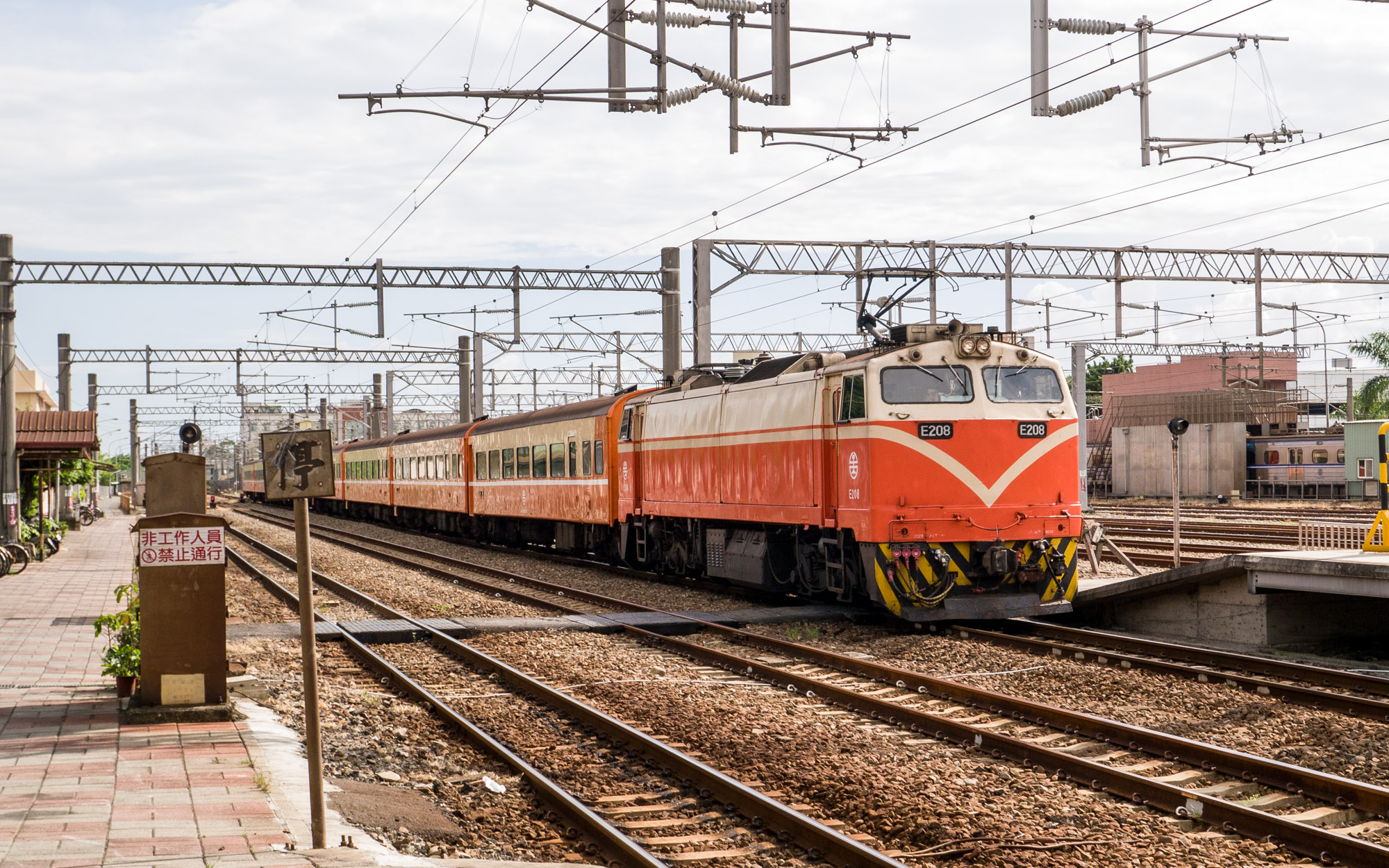
E208
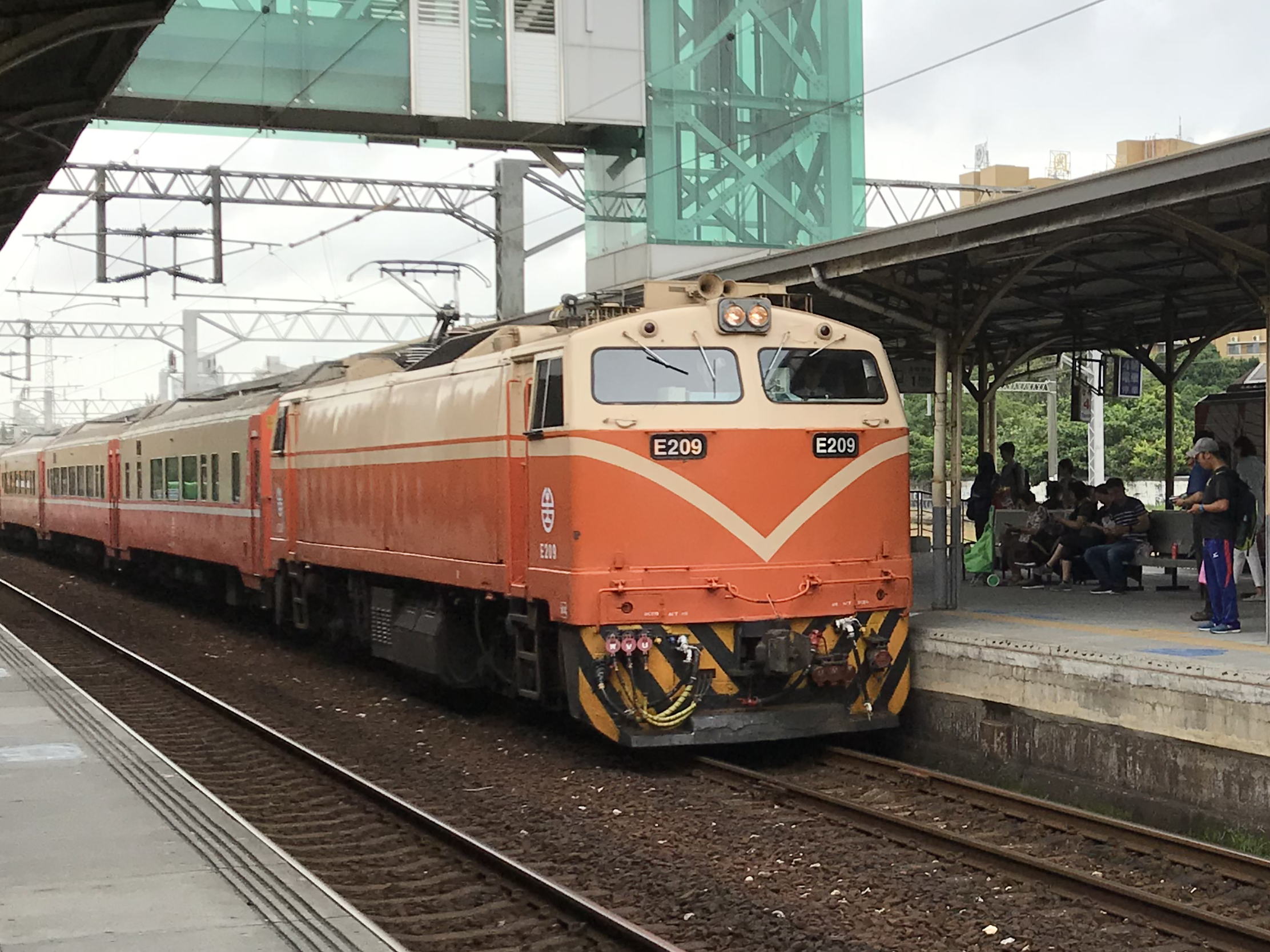
E209
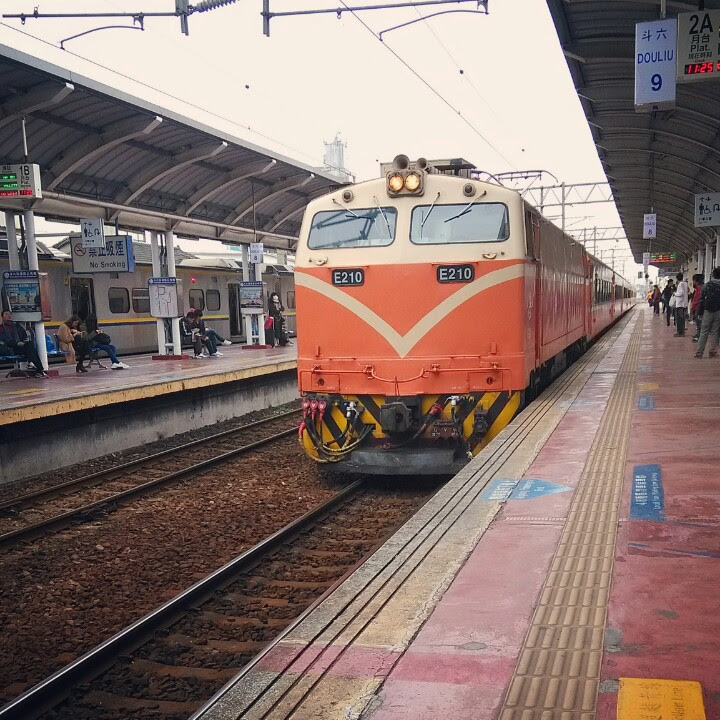
E210
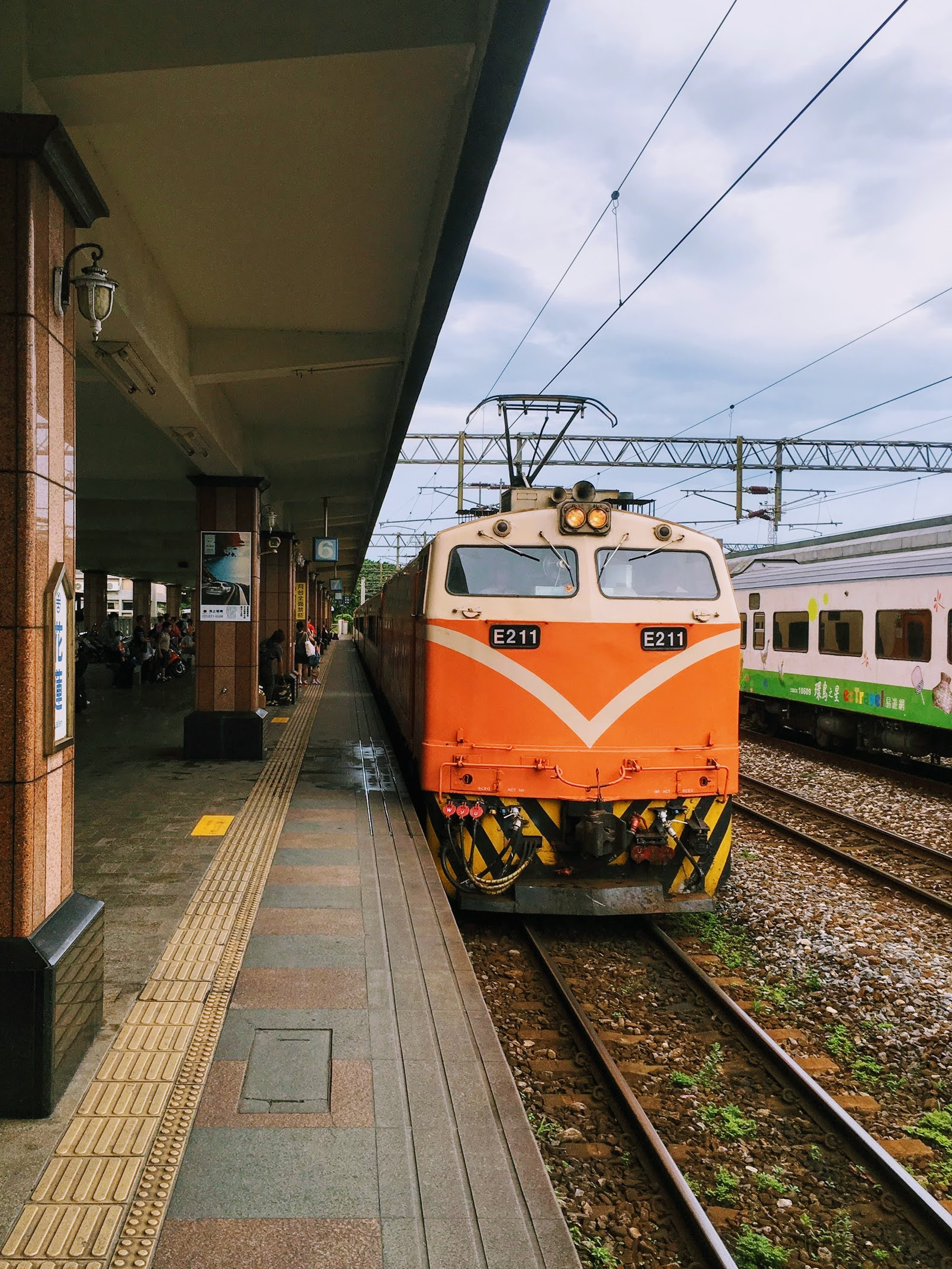
E211
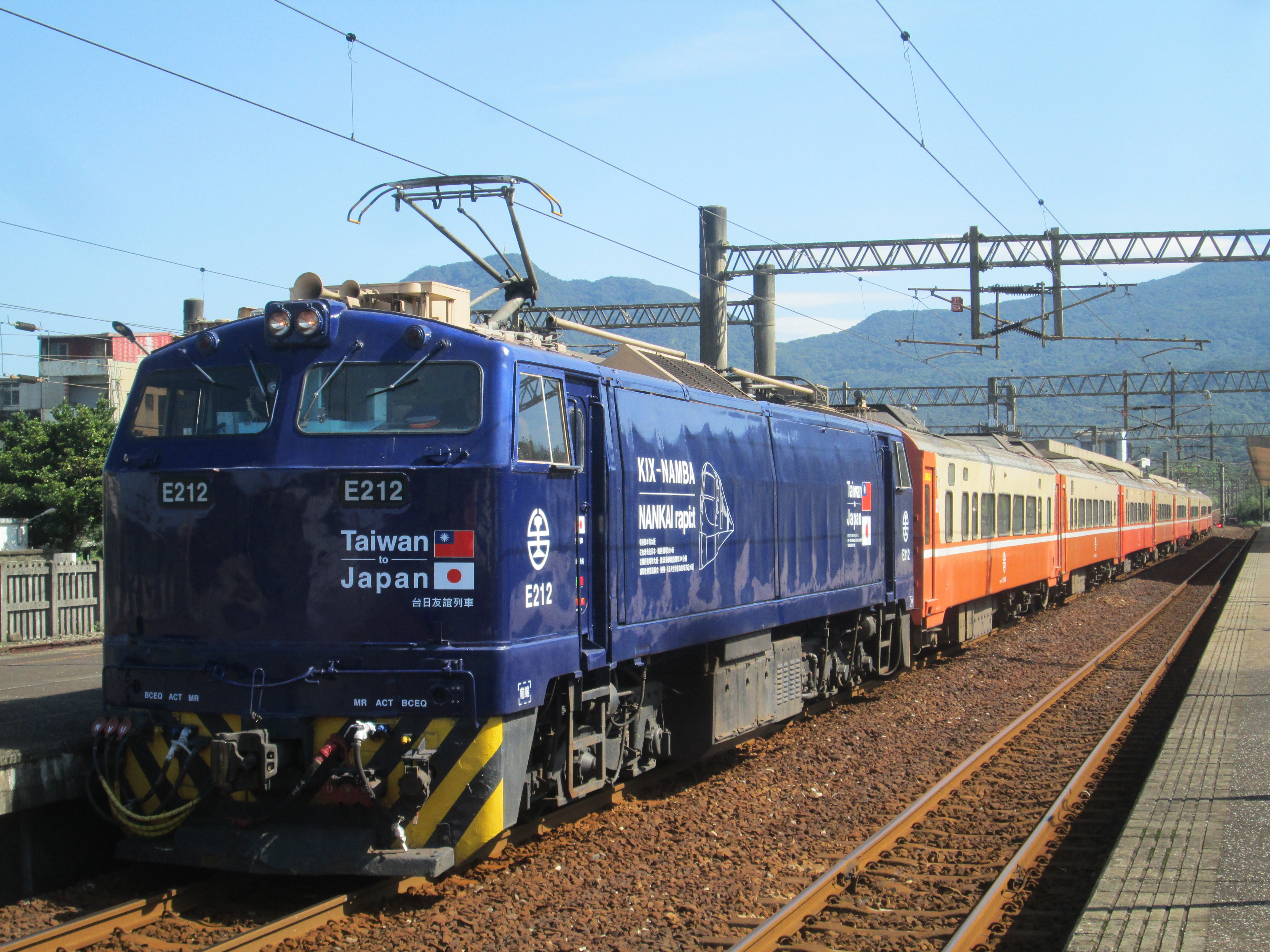
E212
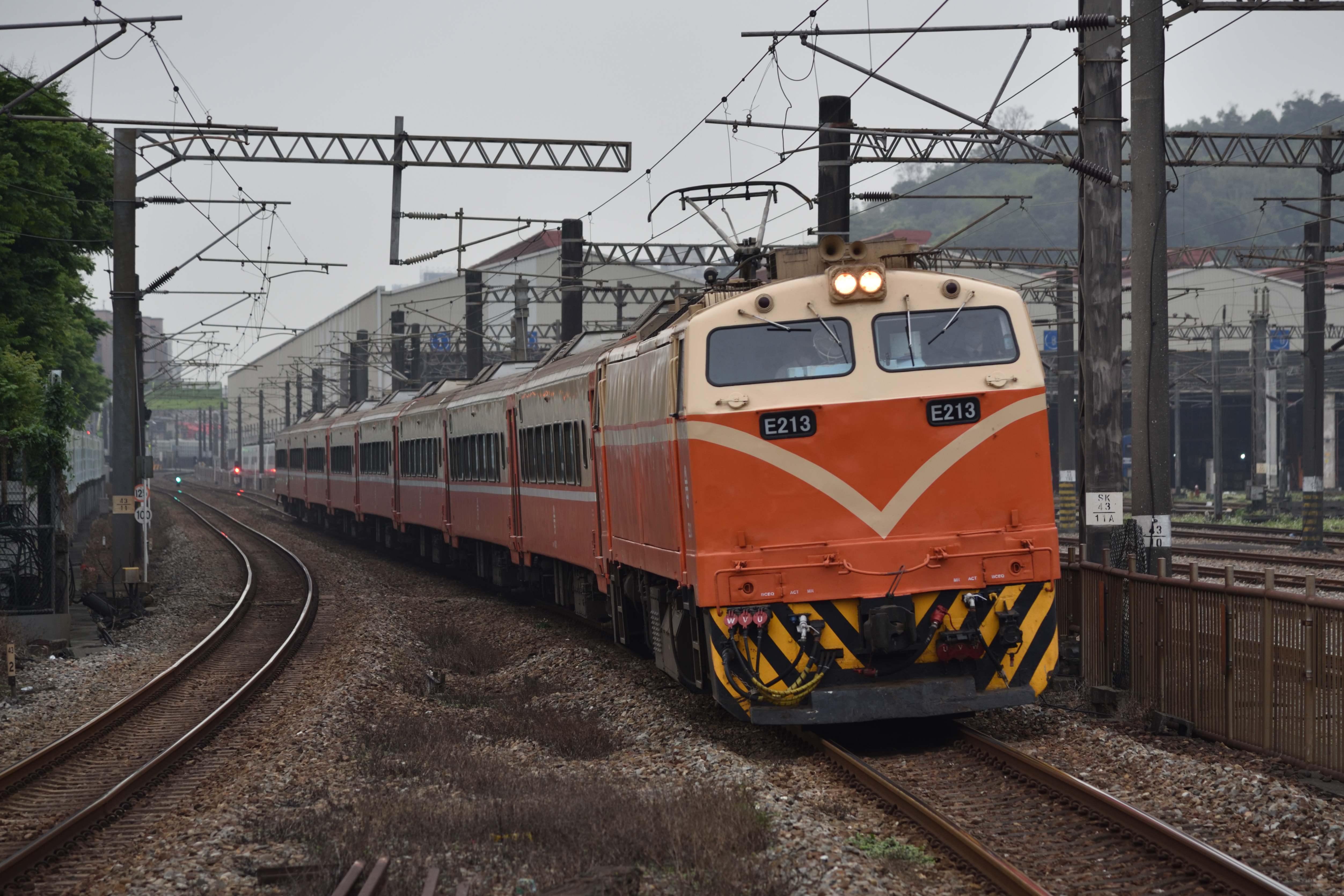
E213
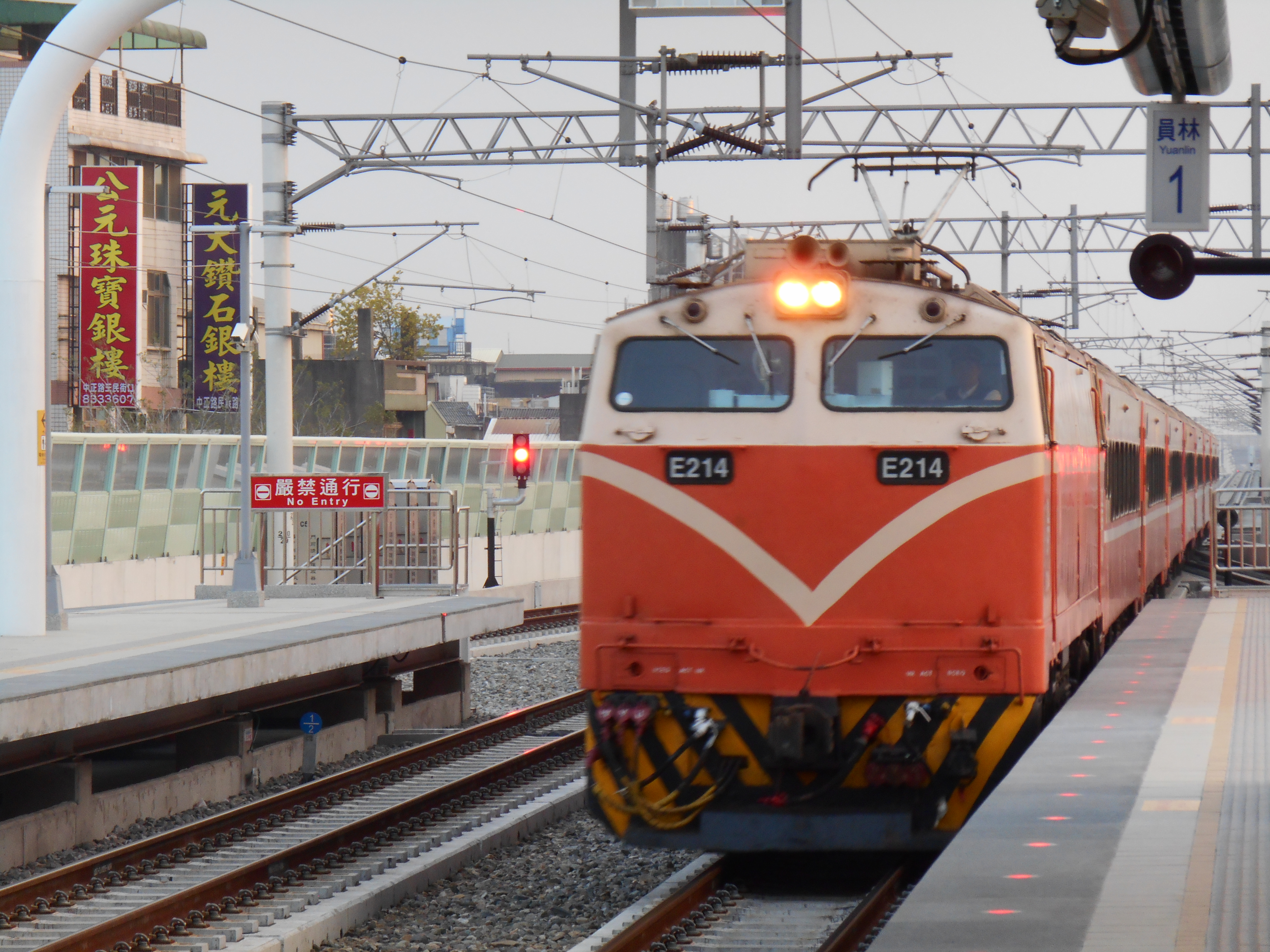
E214
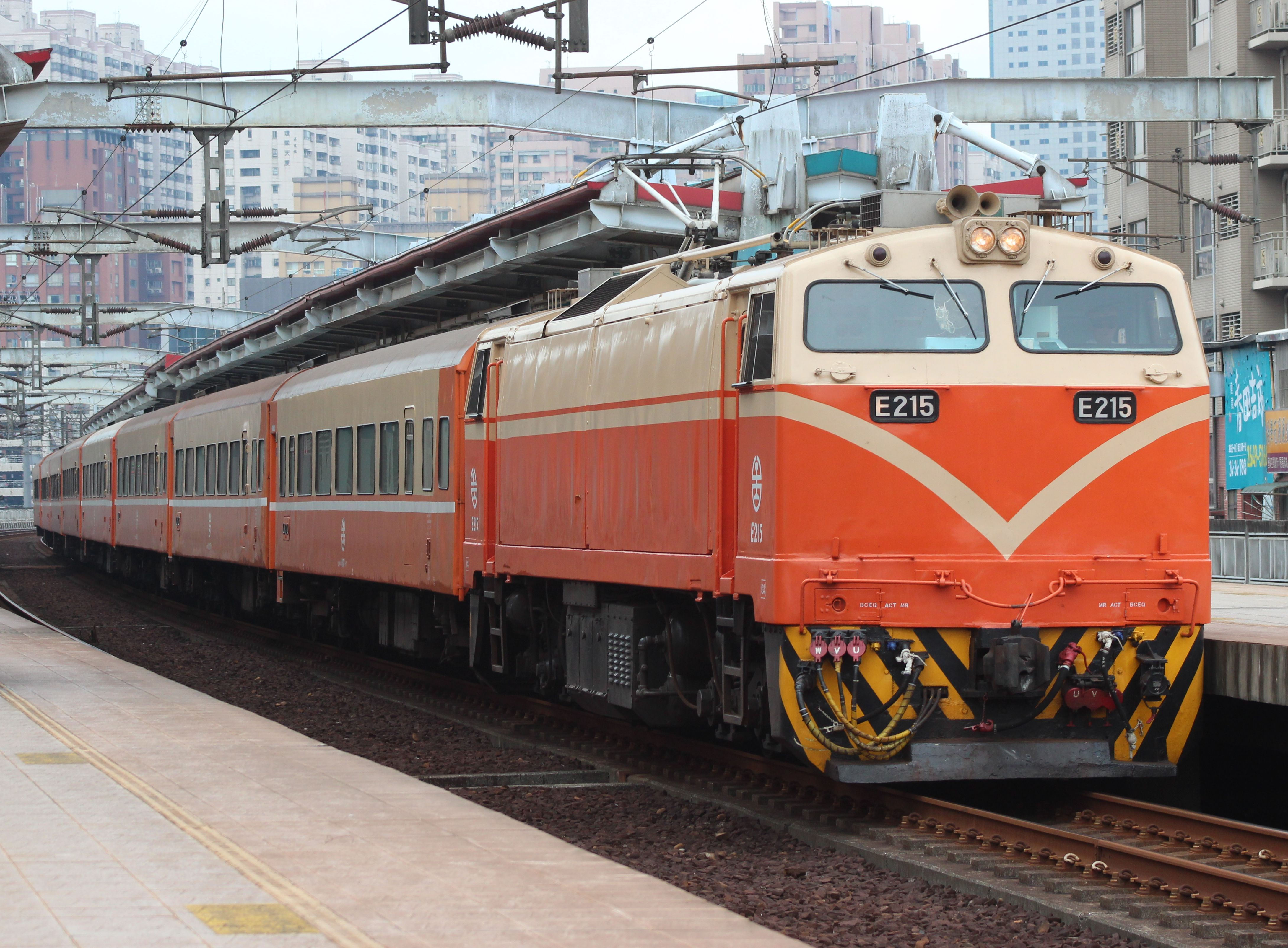
E215
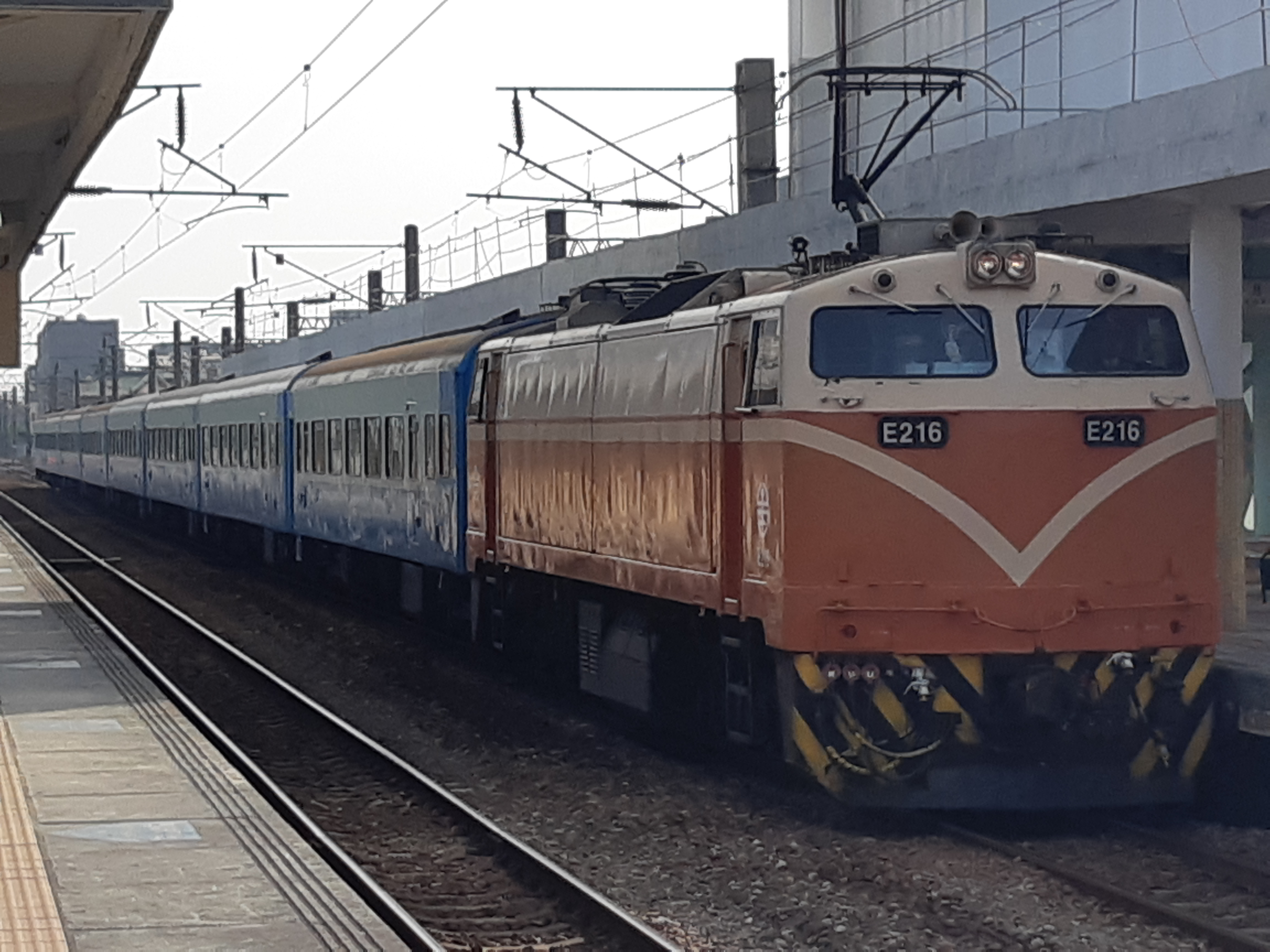
E216
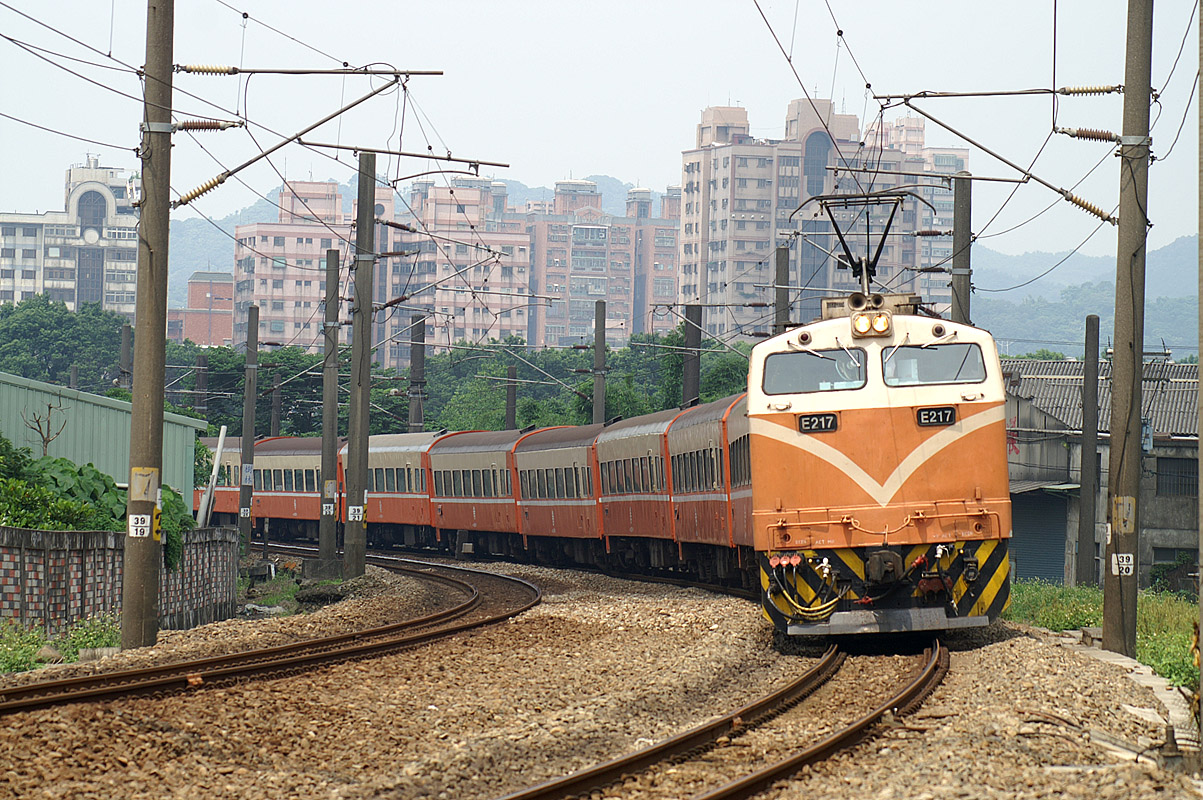
E217
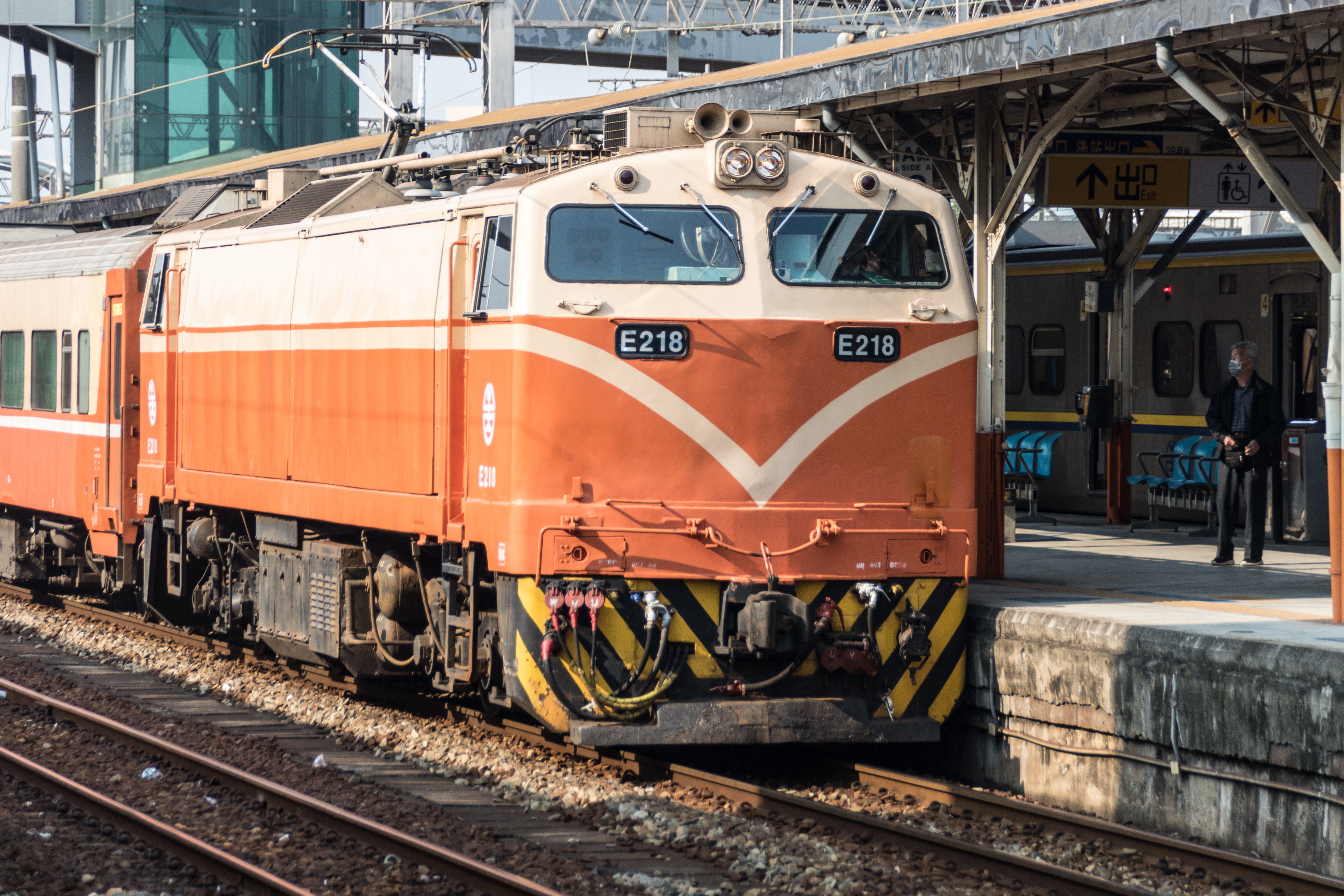
E218
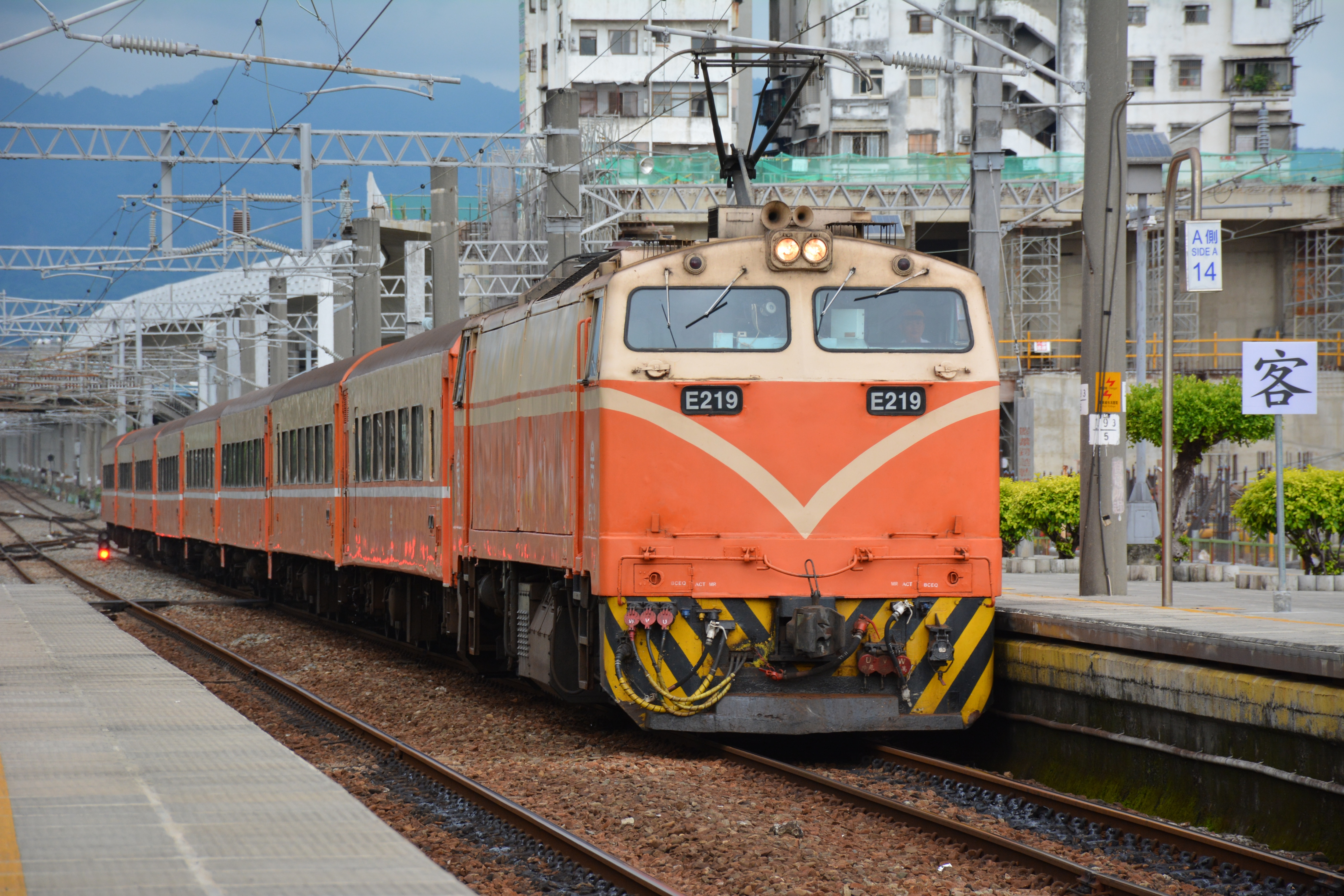
E219
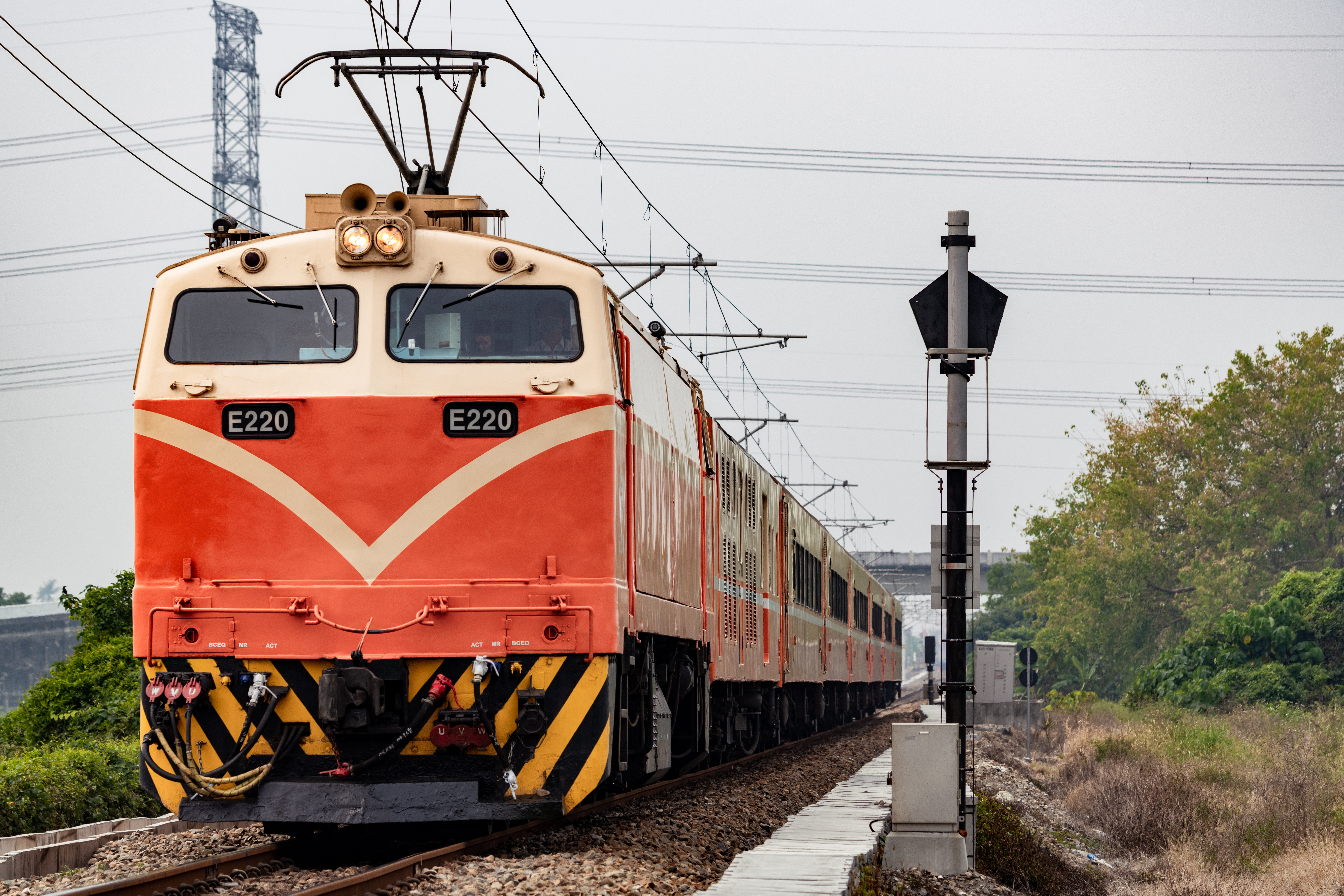
E220
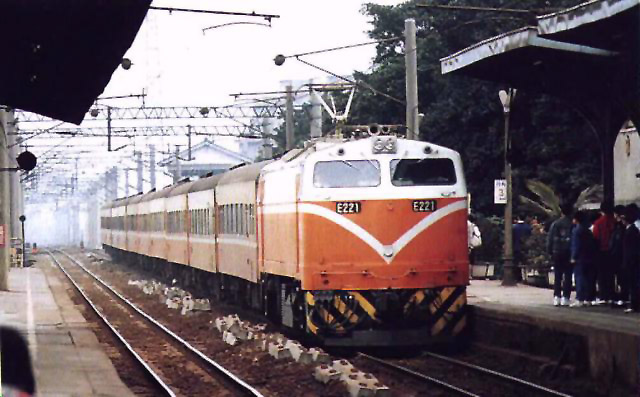
E221（廃車）
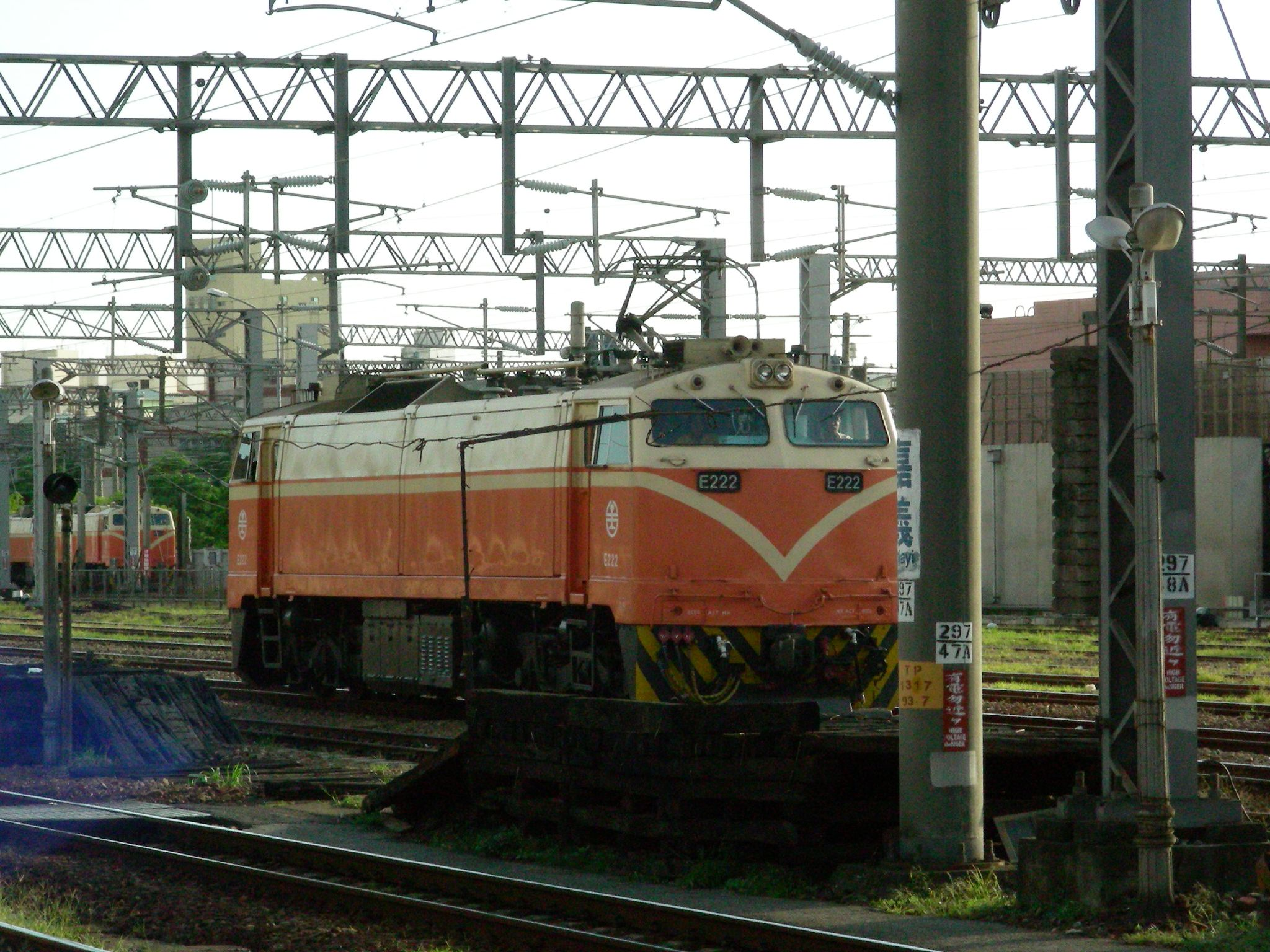
E222
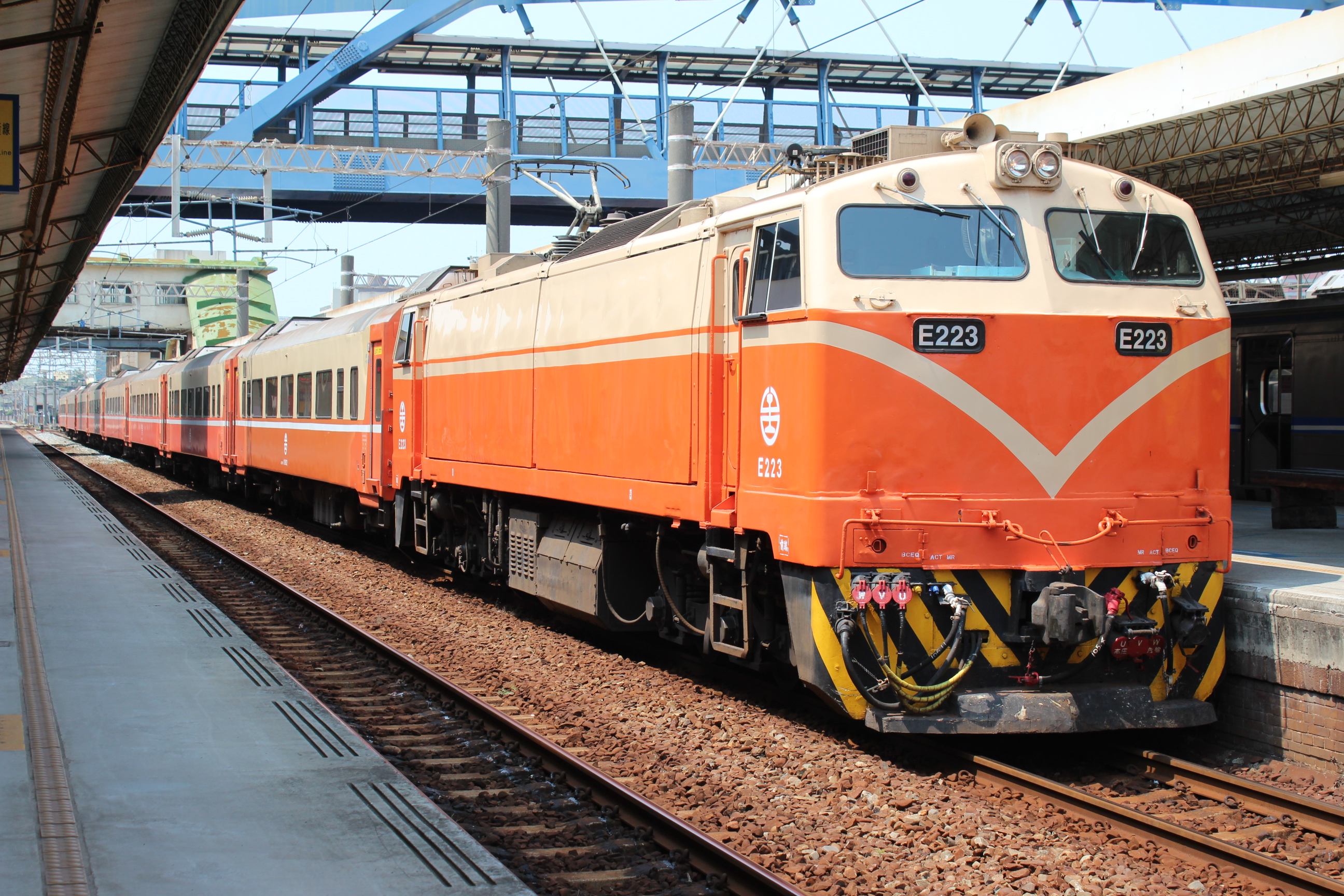
E223
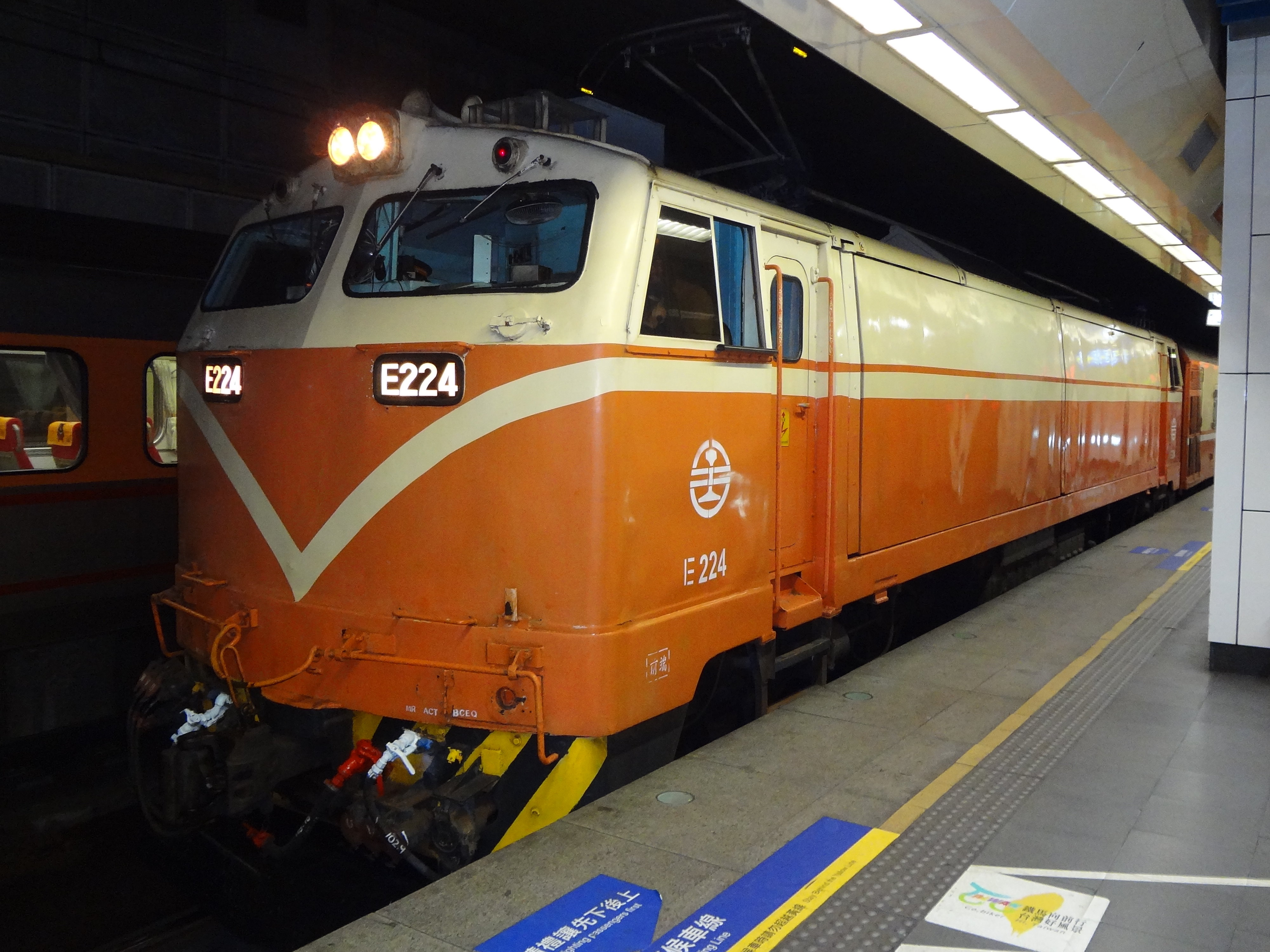
E224
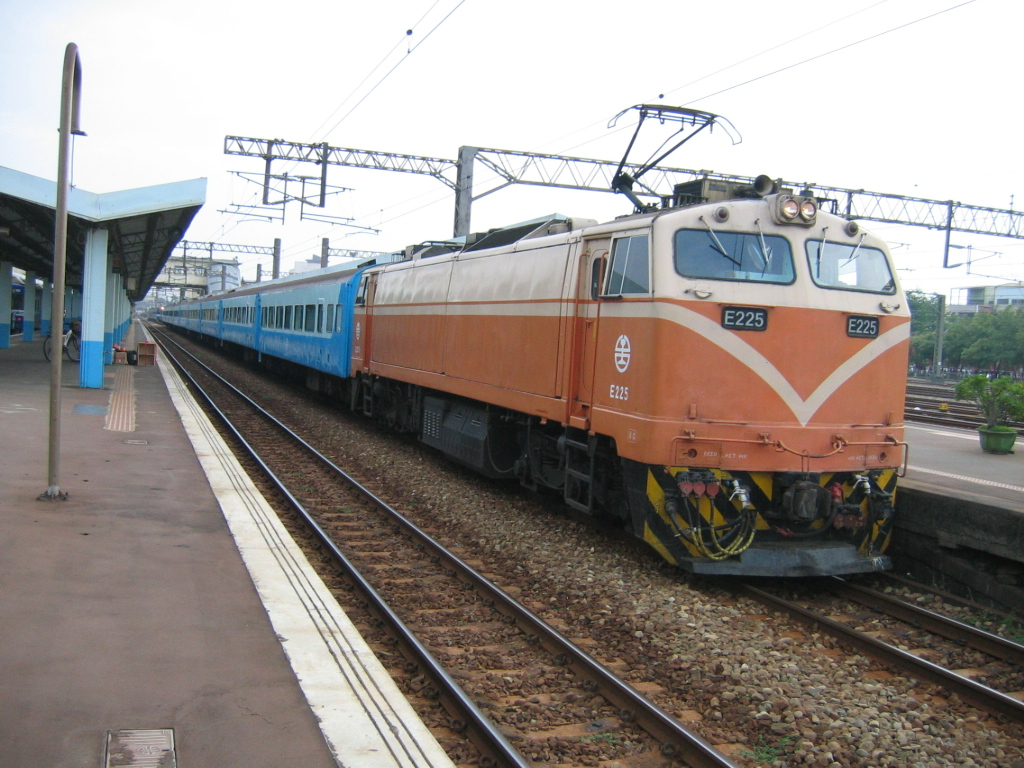
E225
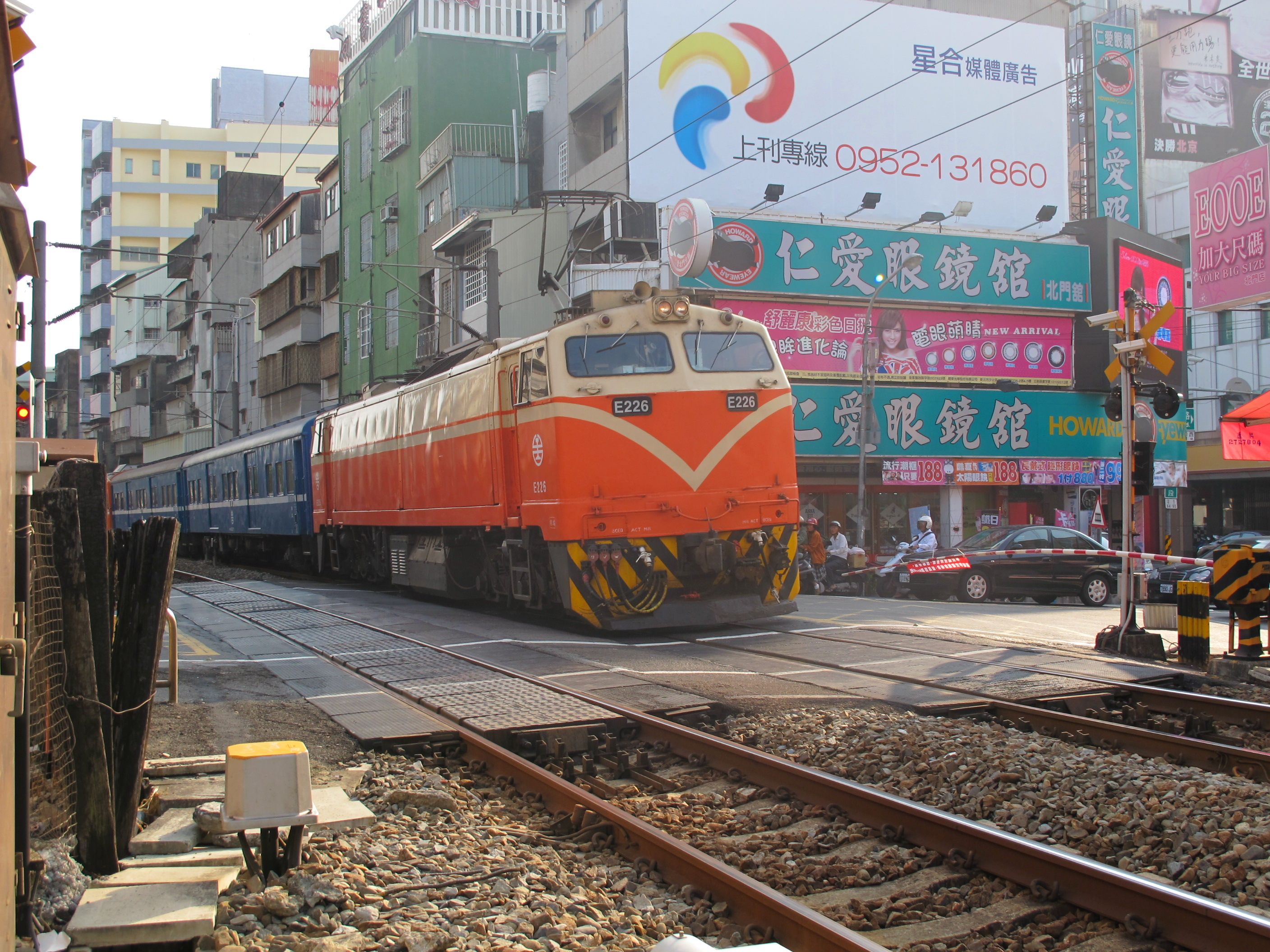
E226
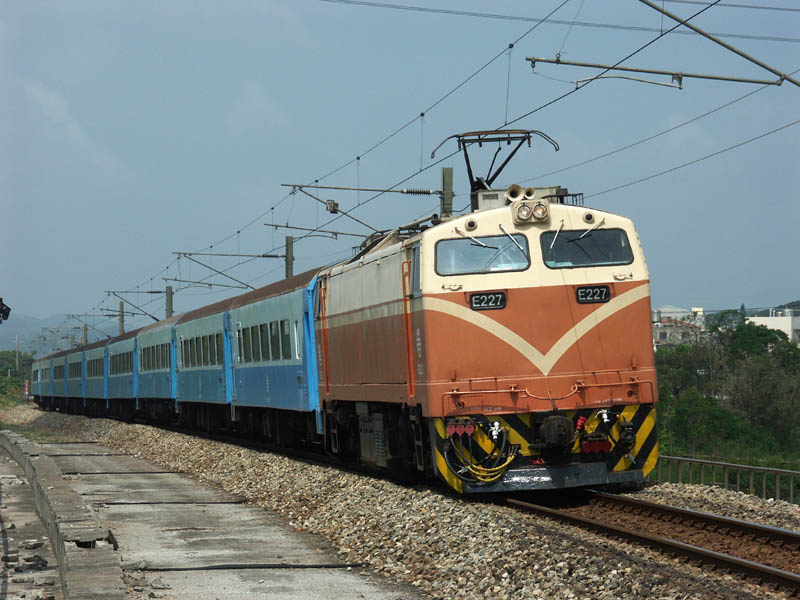
E227
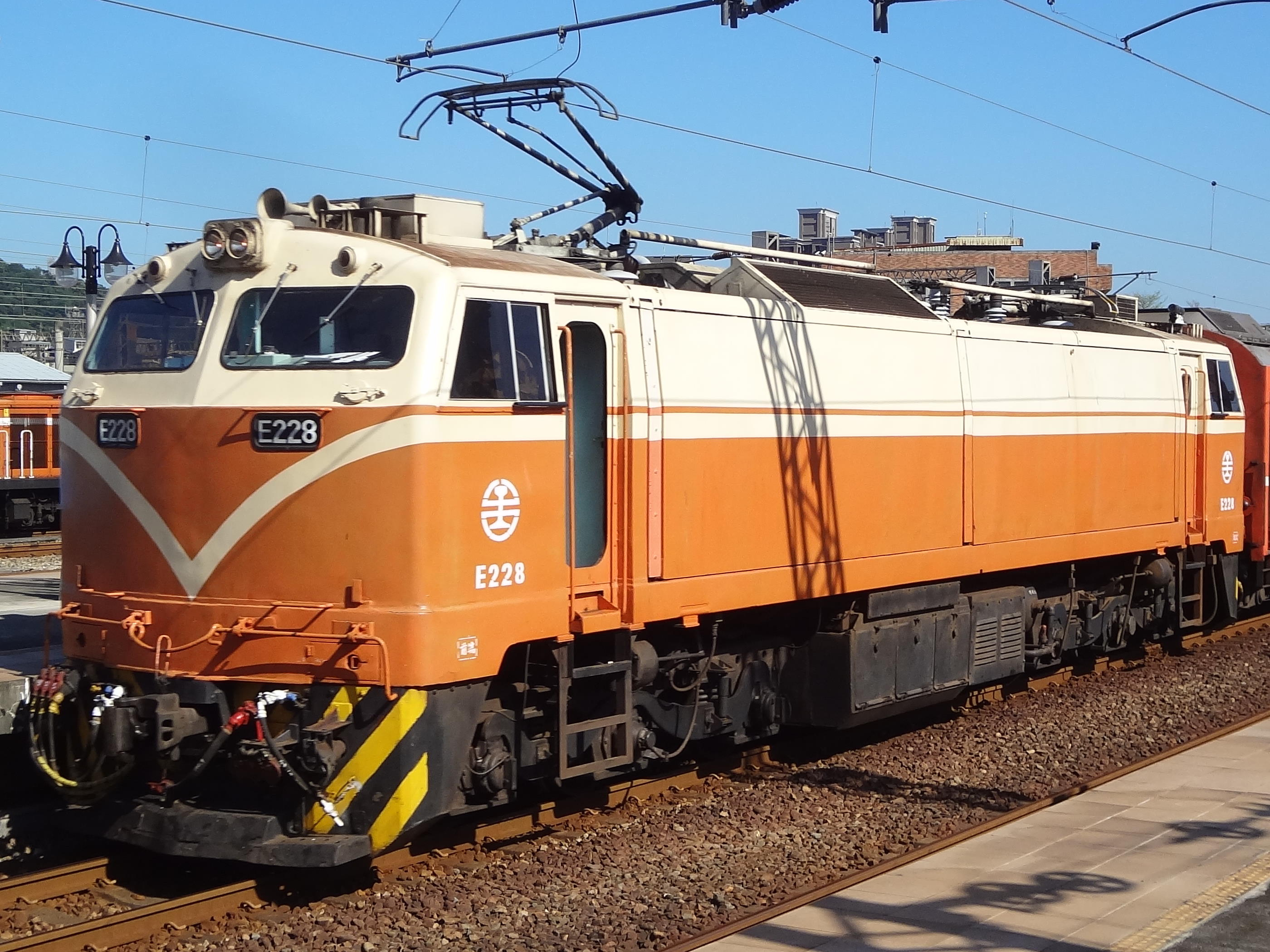
E228
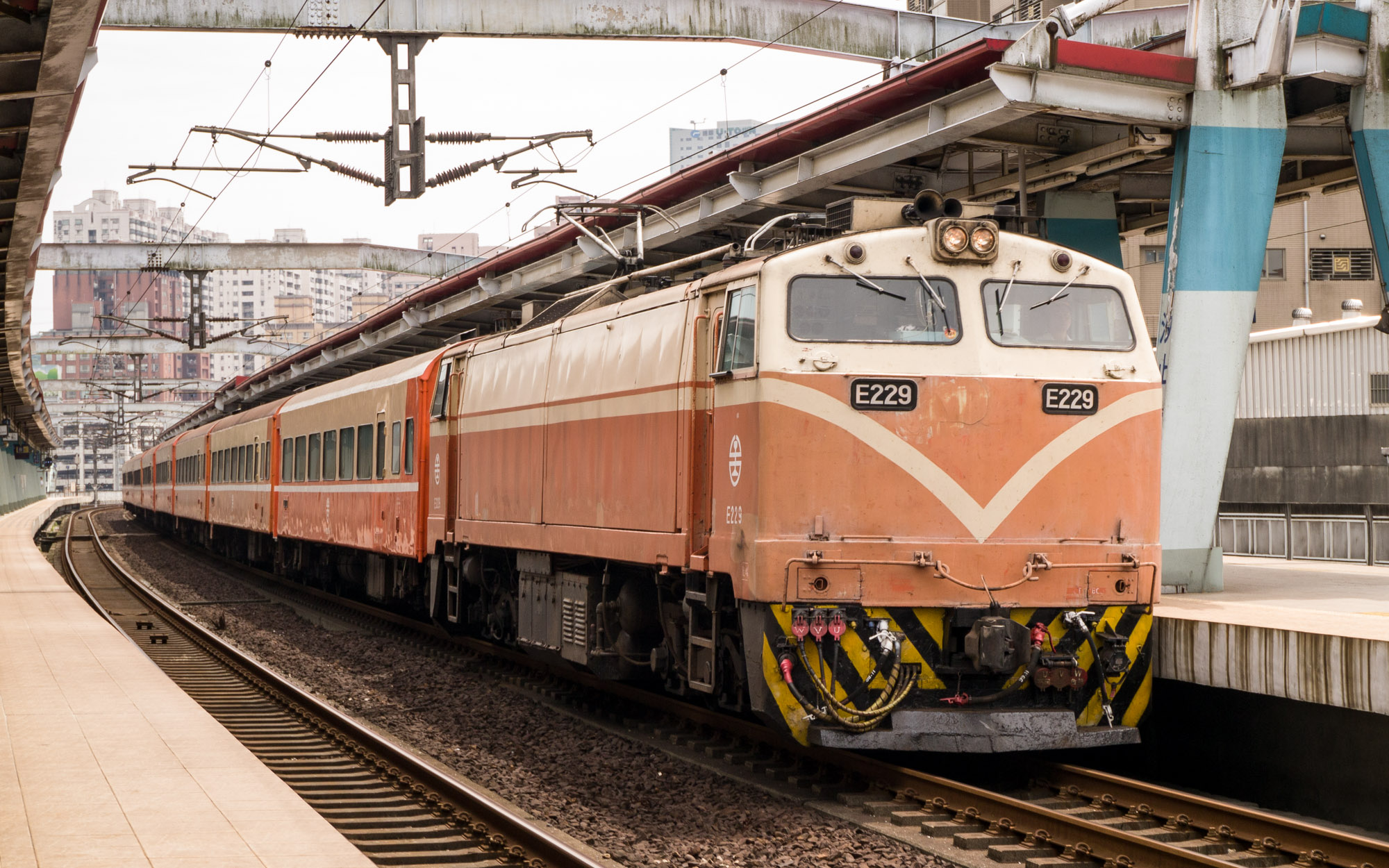
E229
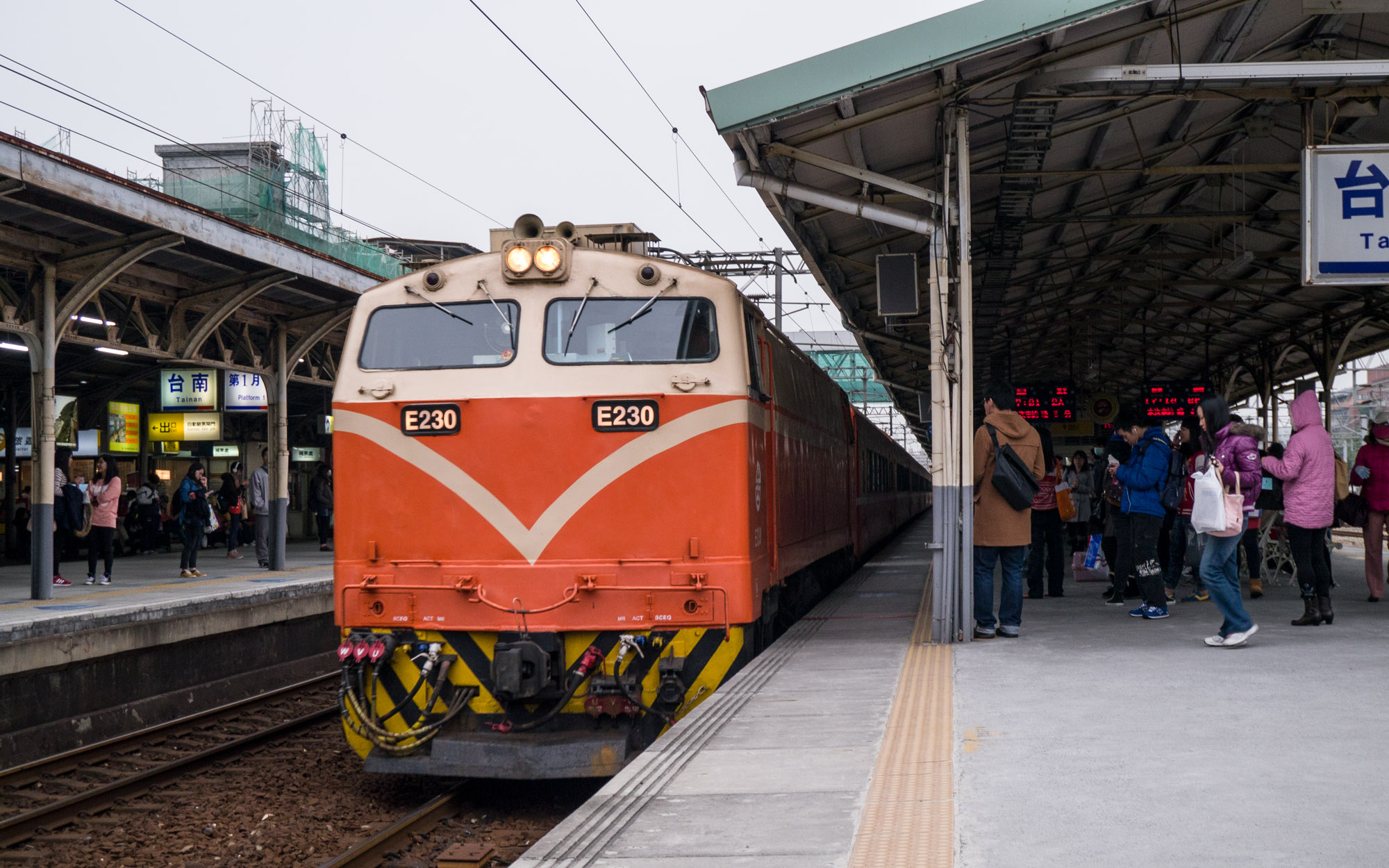
E230
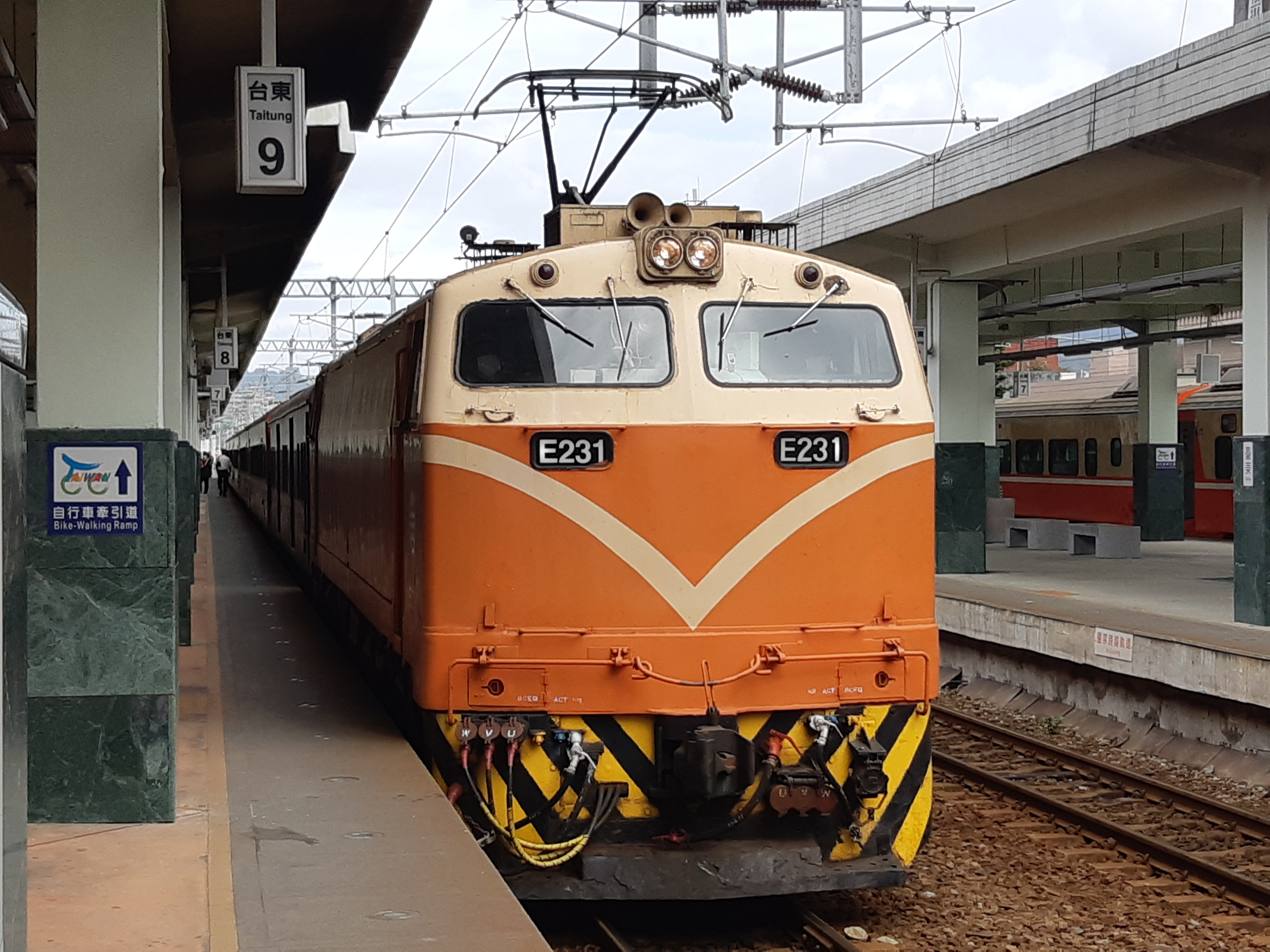
E231
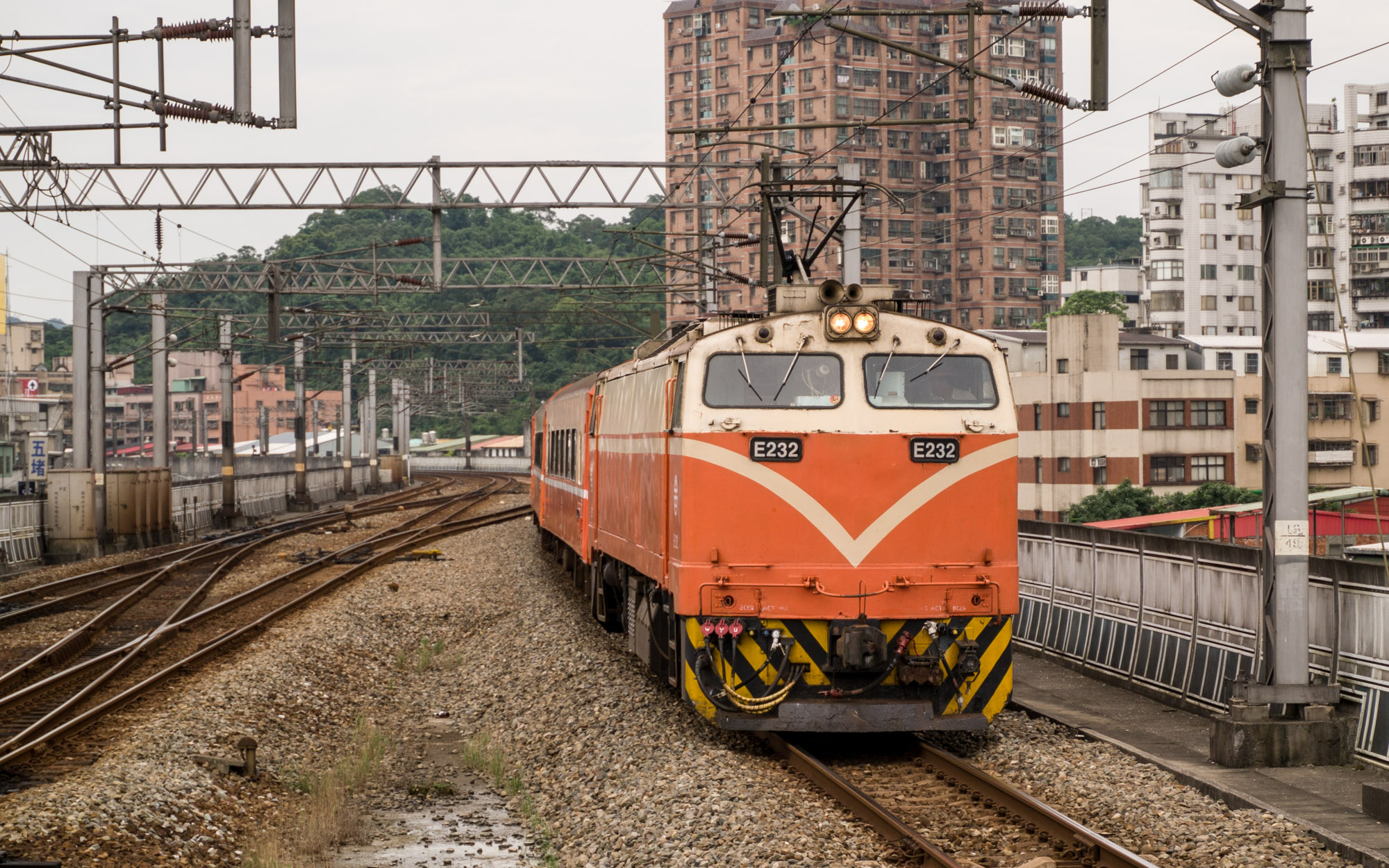
E232
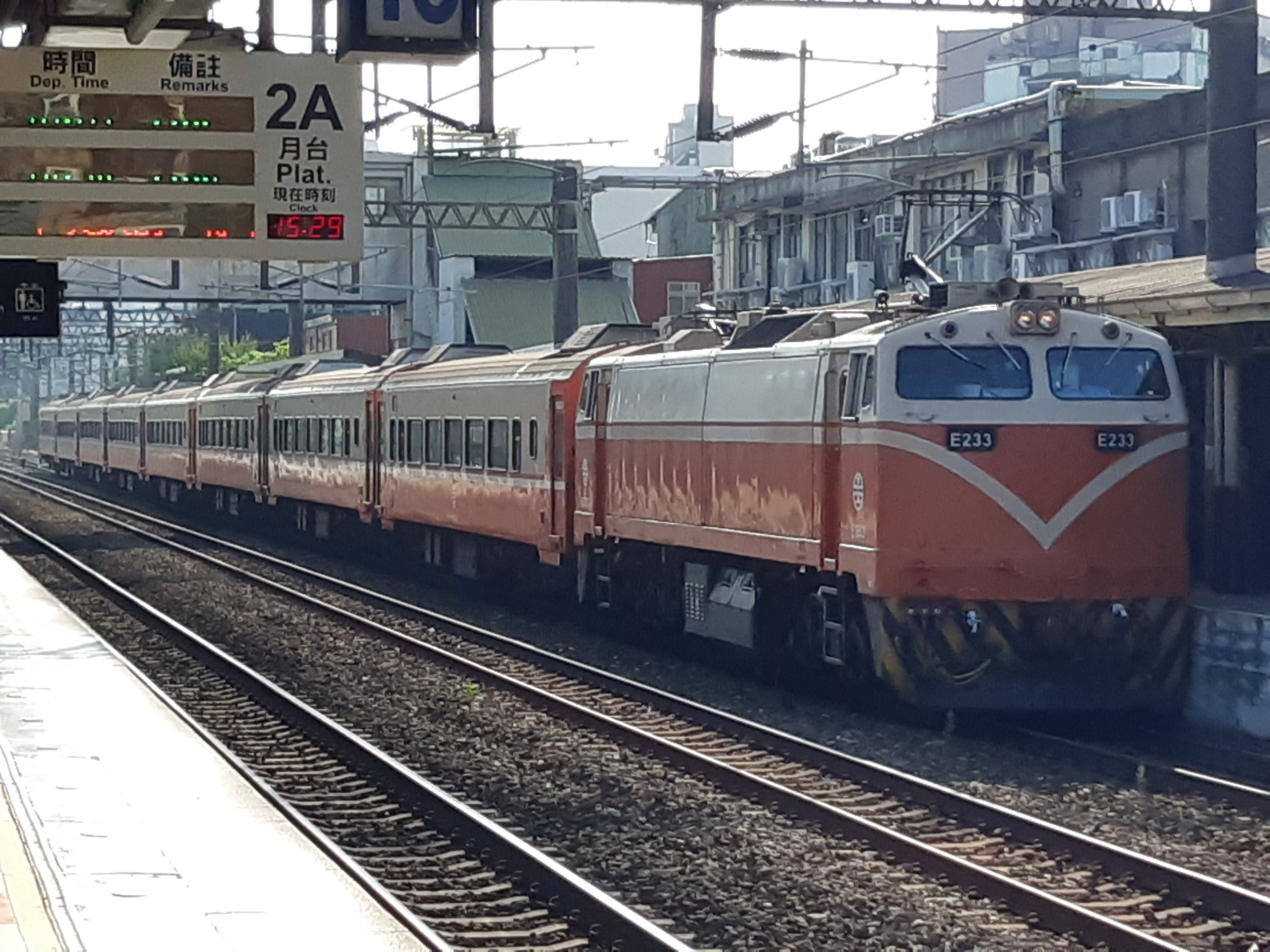
E233
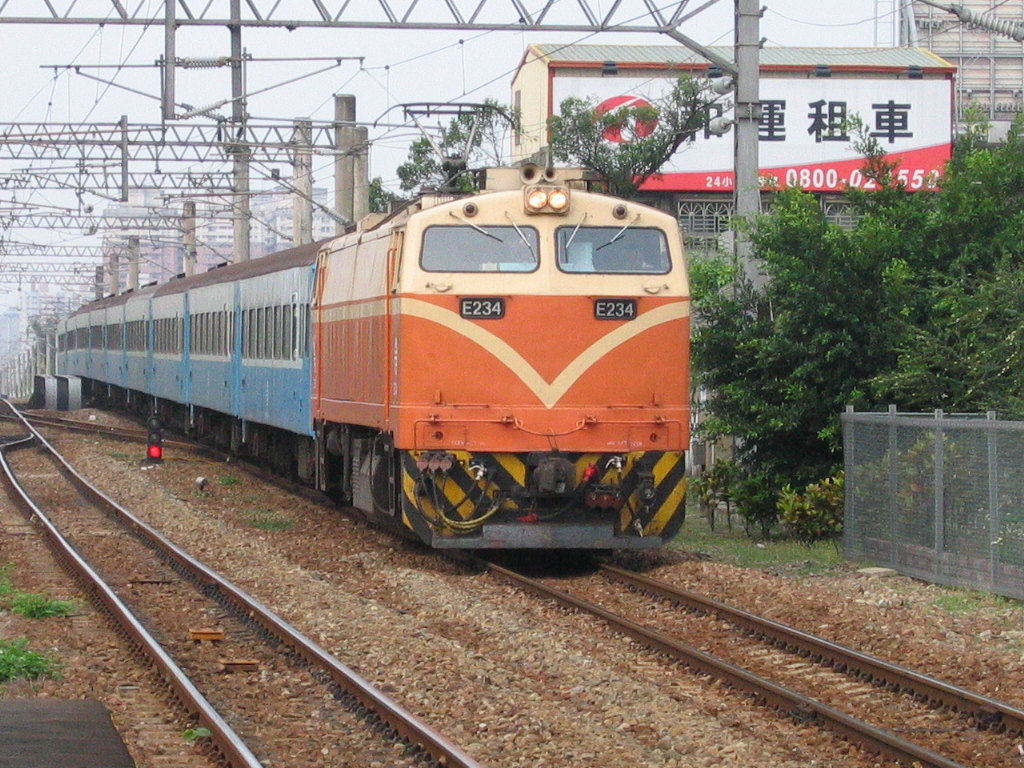
E234
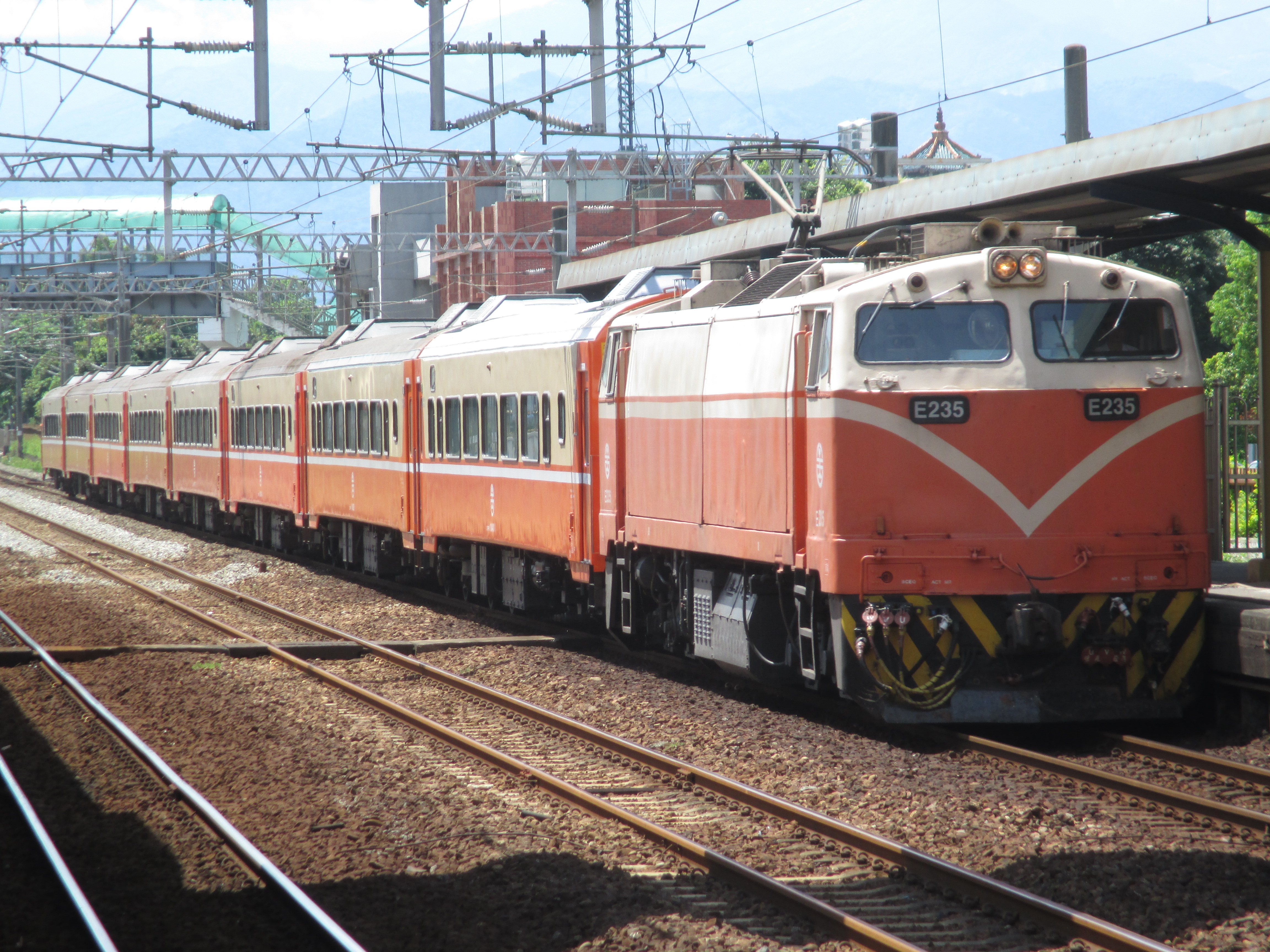
E235
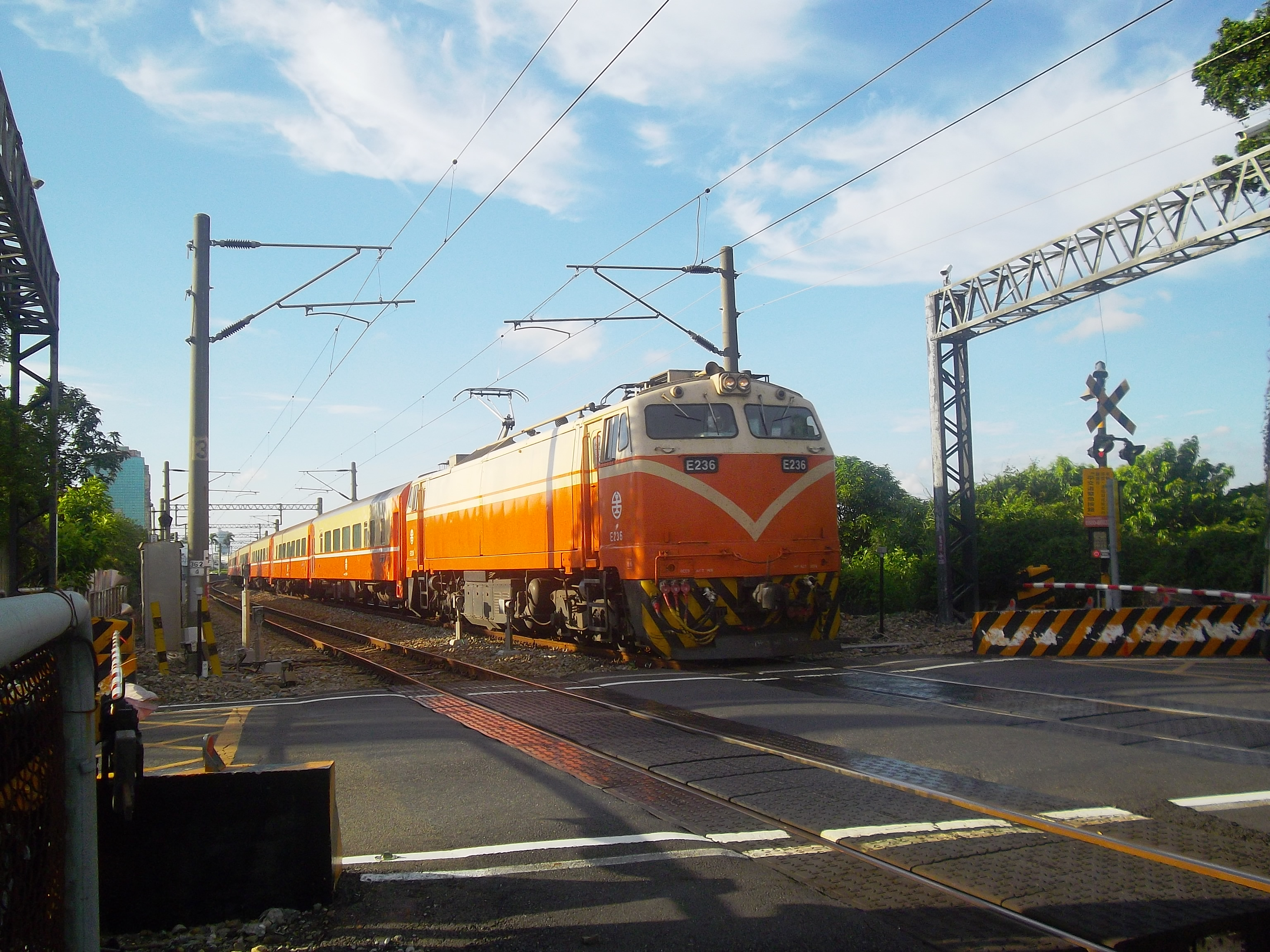
E236
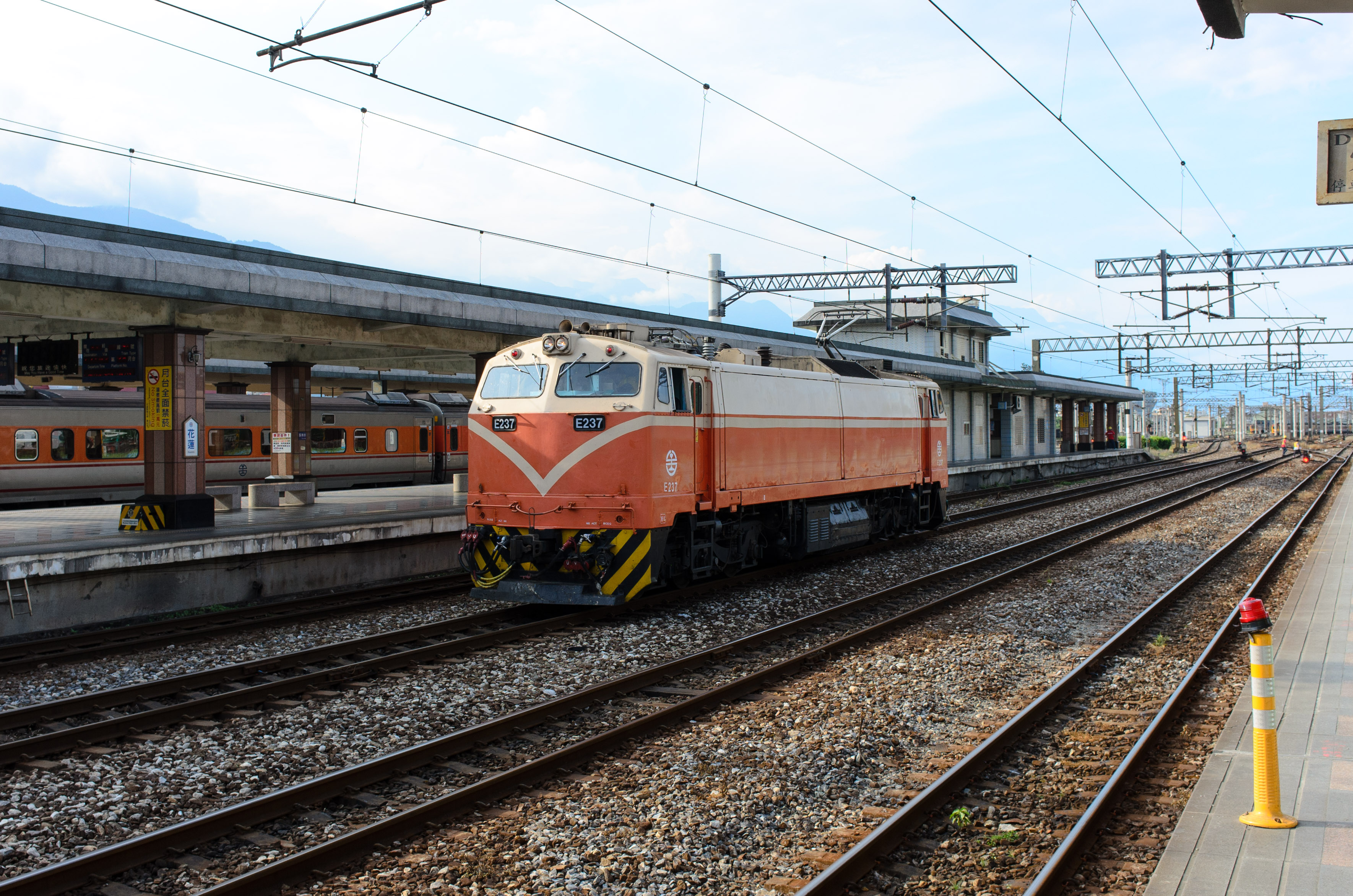
E237
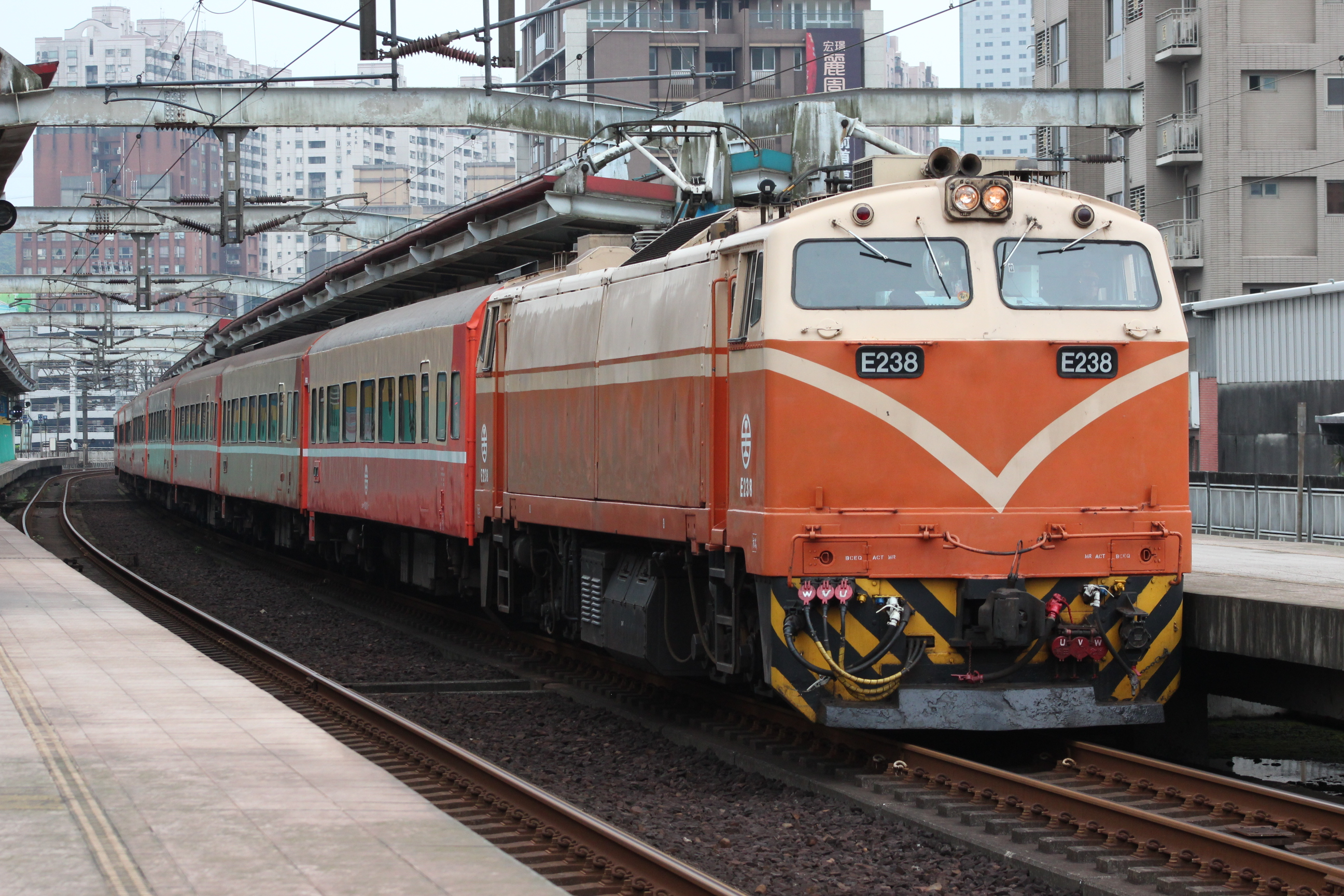
E238
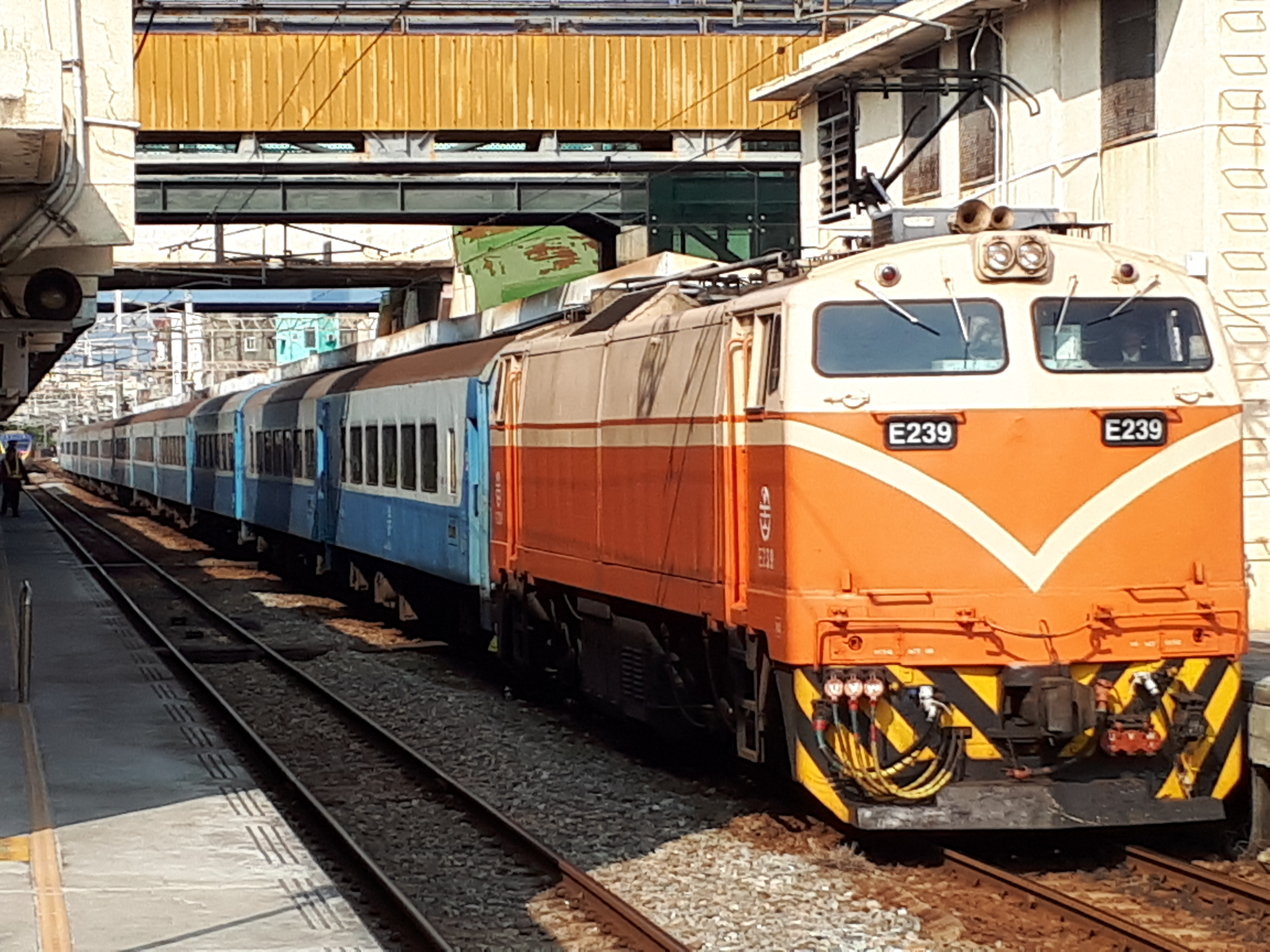
E239
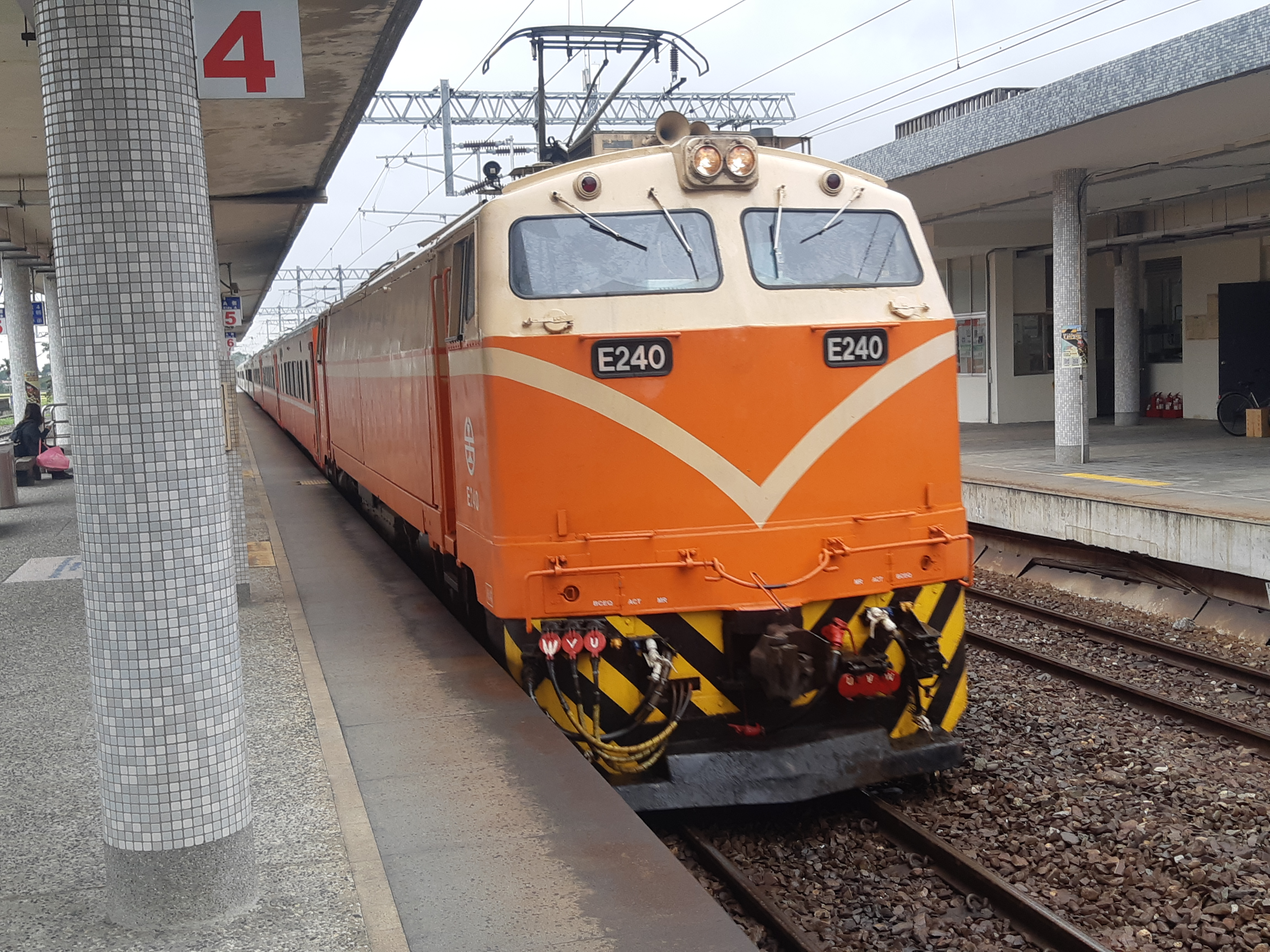
E240

E300型

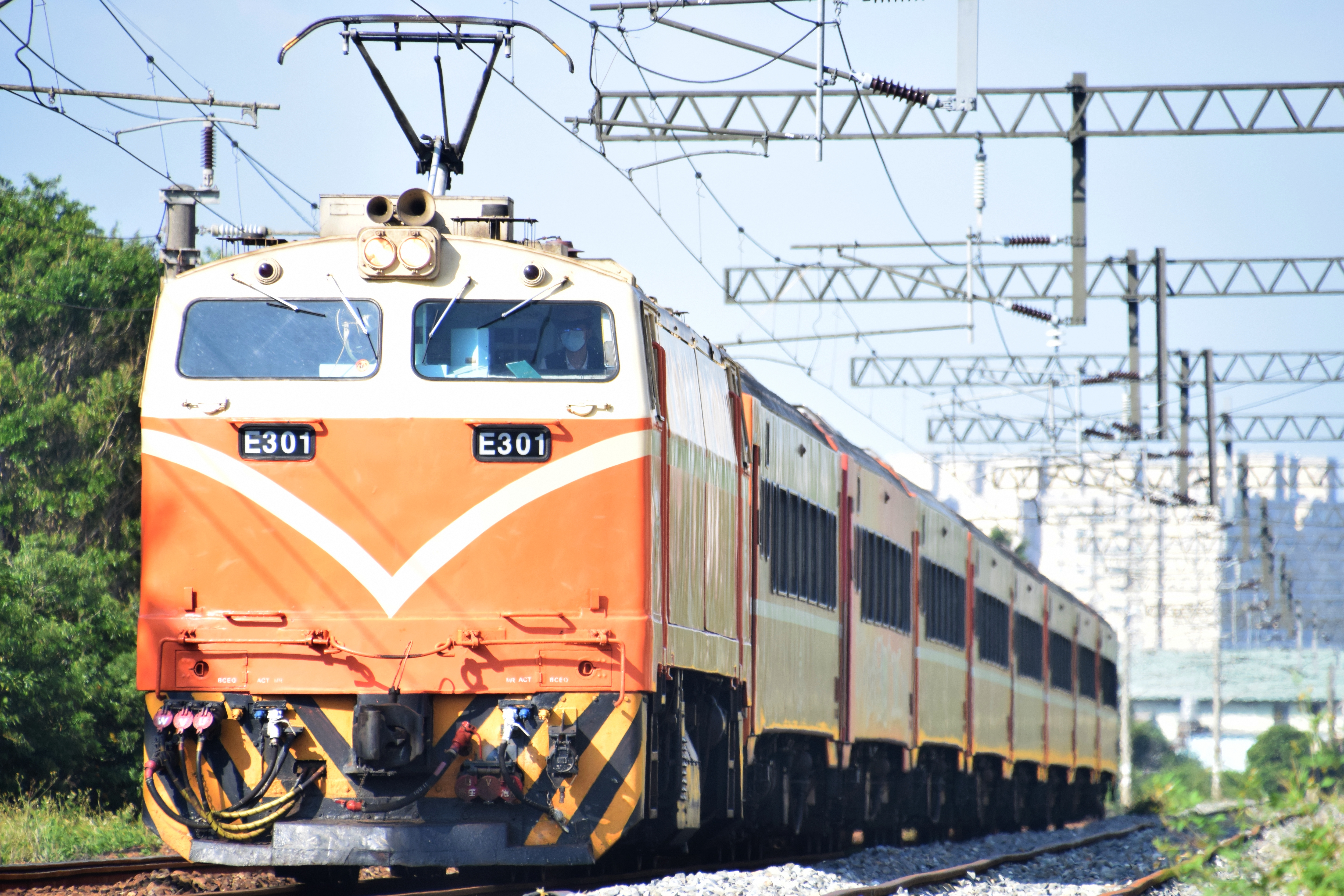
E301
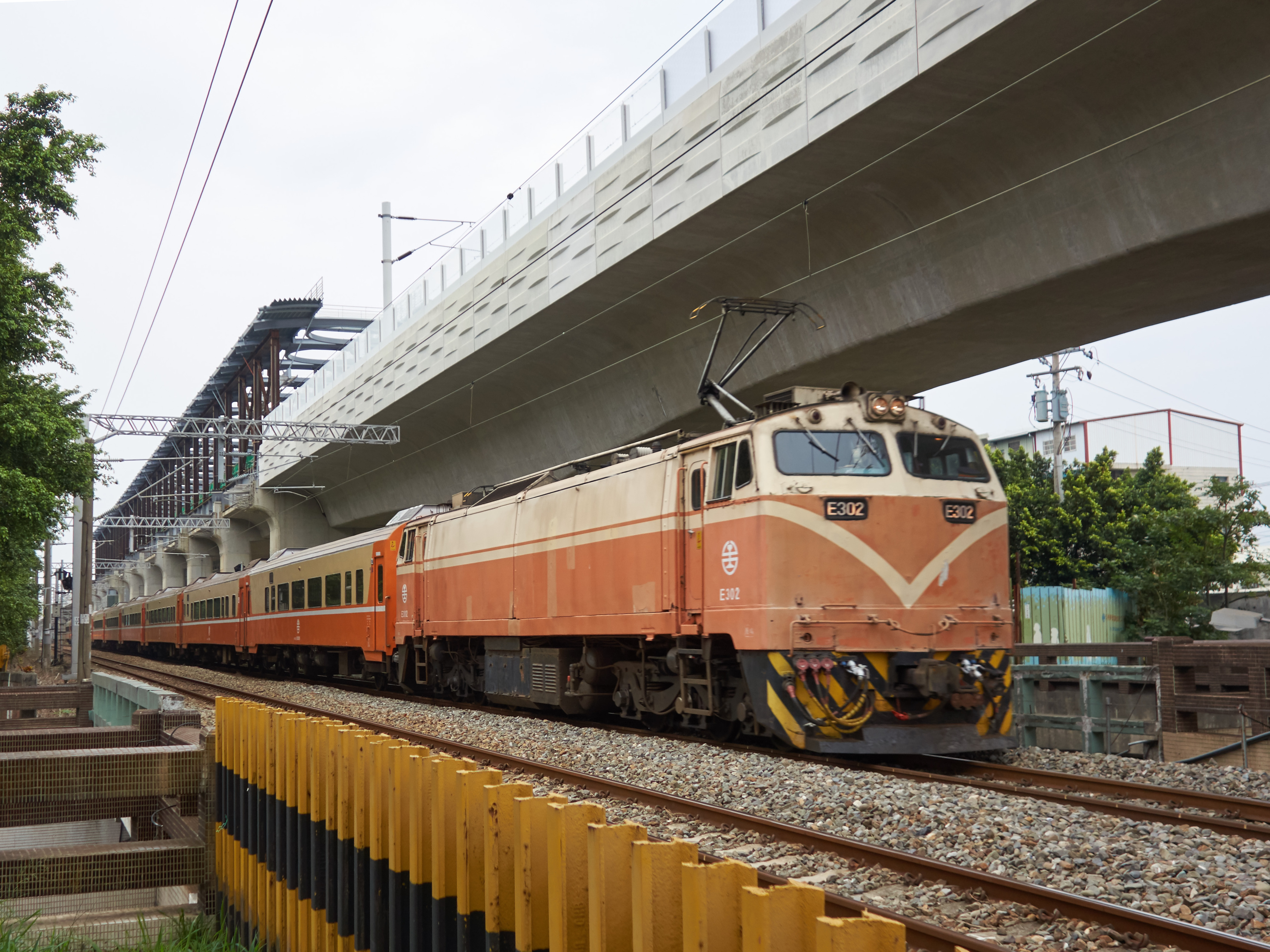
E302
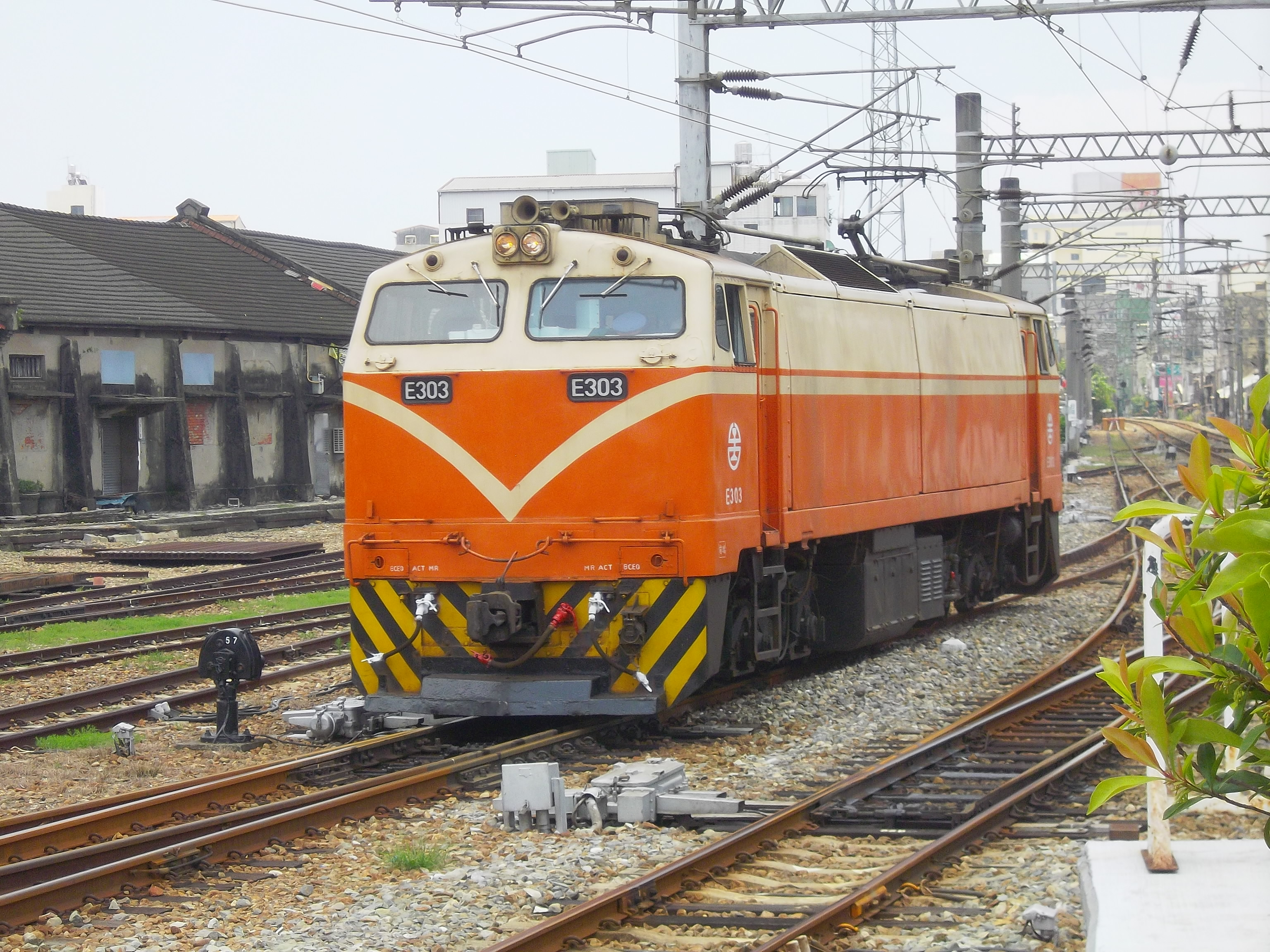
E303
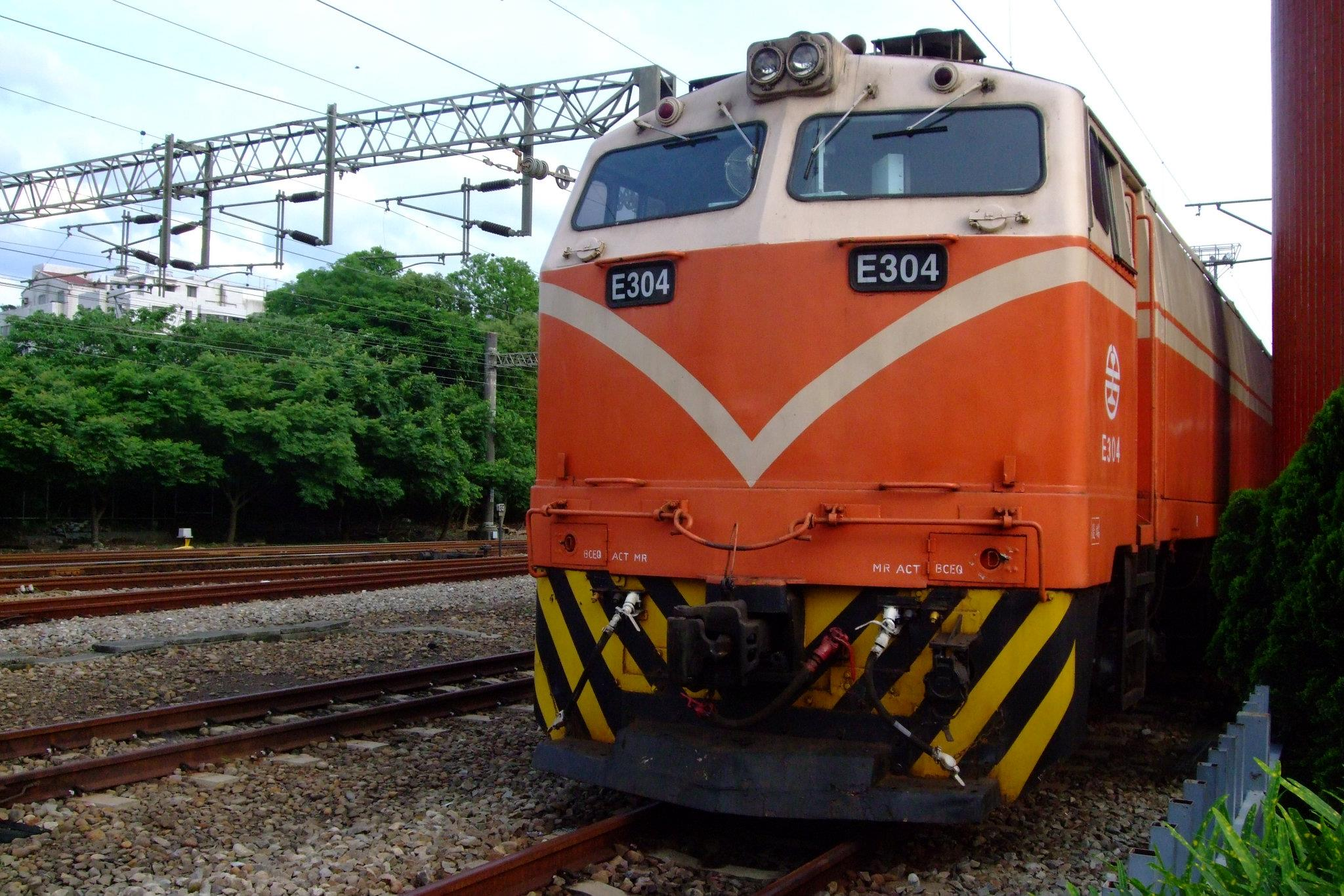
E304
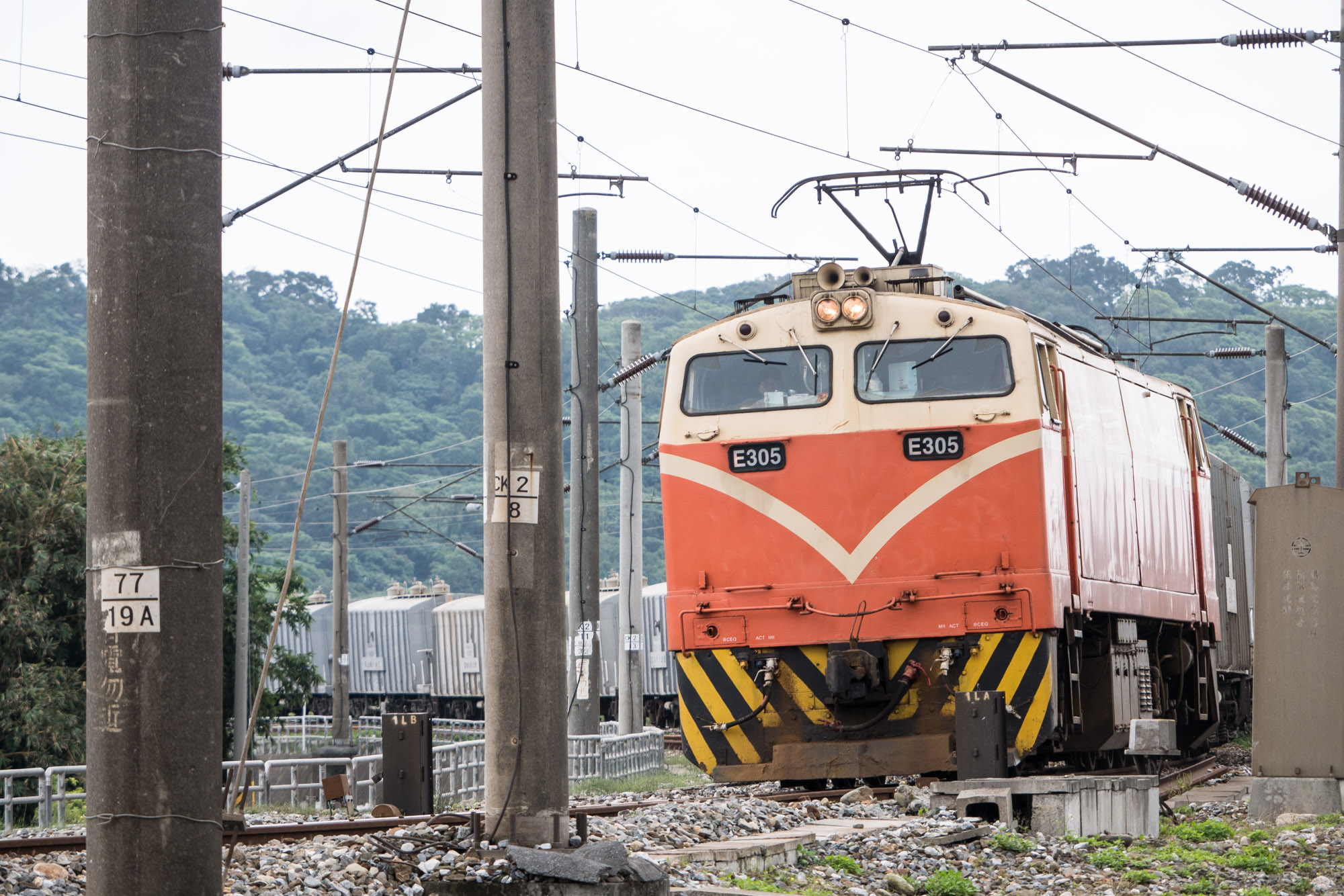
E305
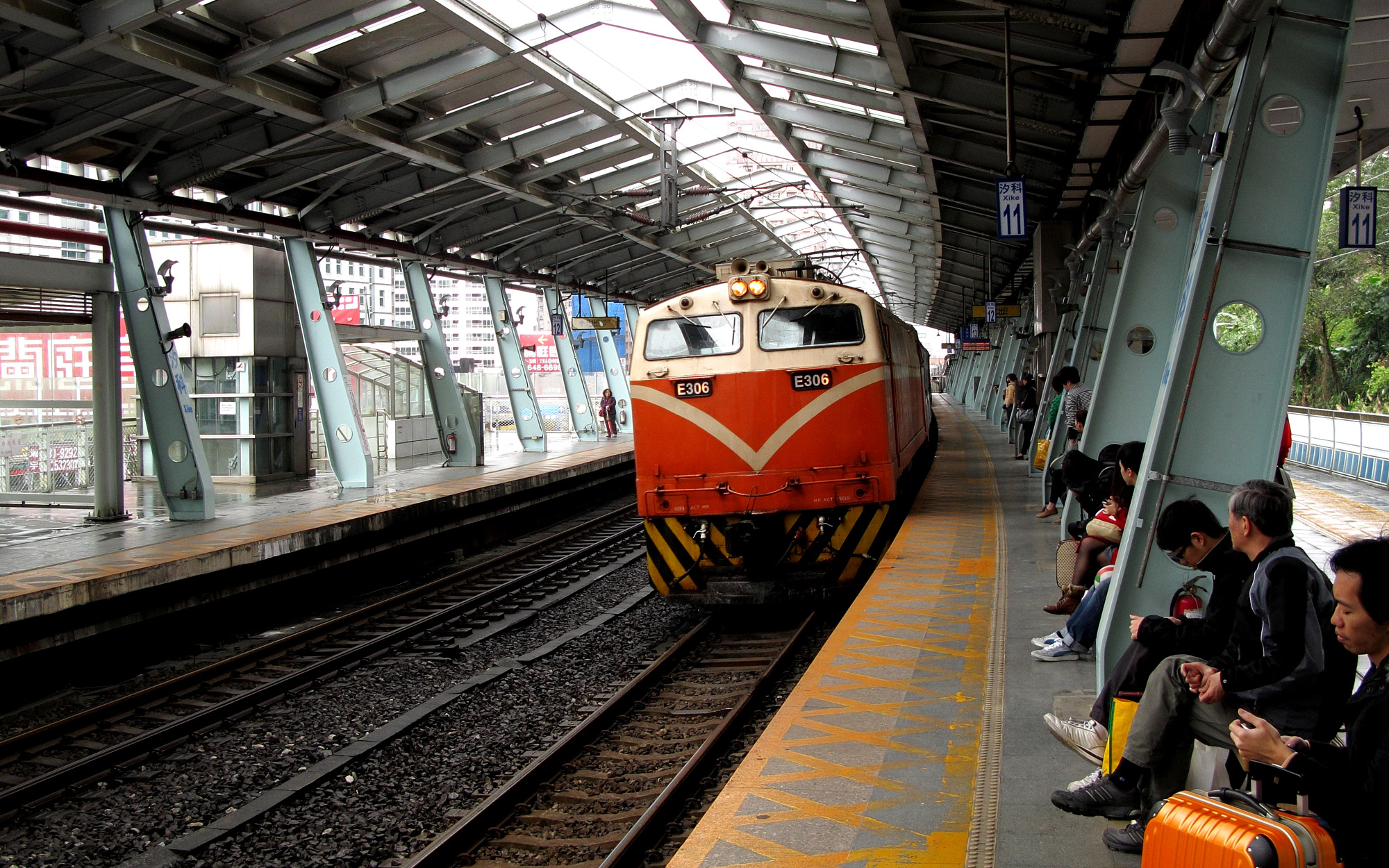
E306
E307
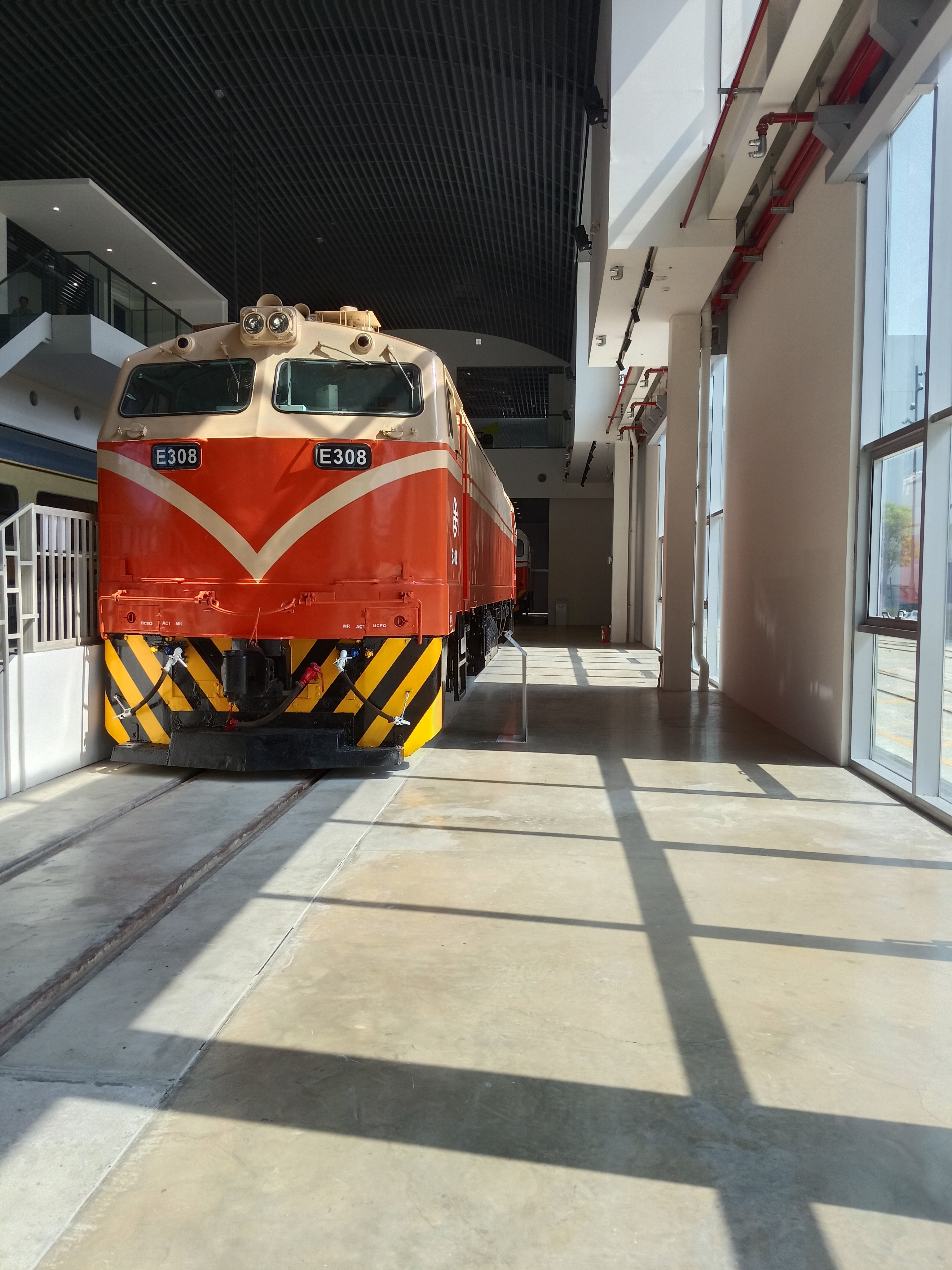
E308（廃車）
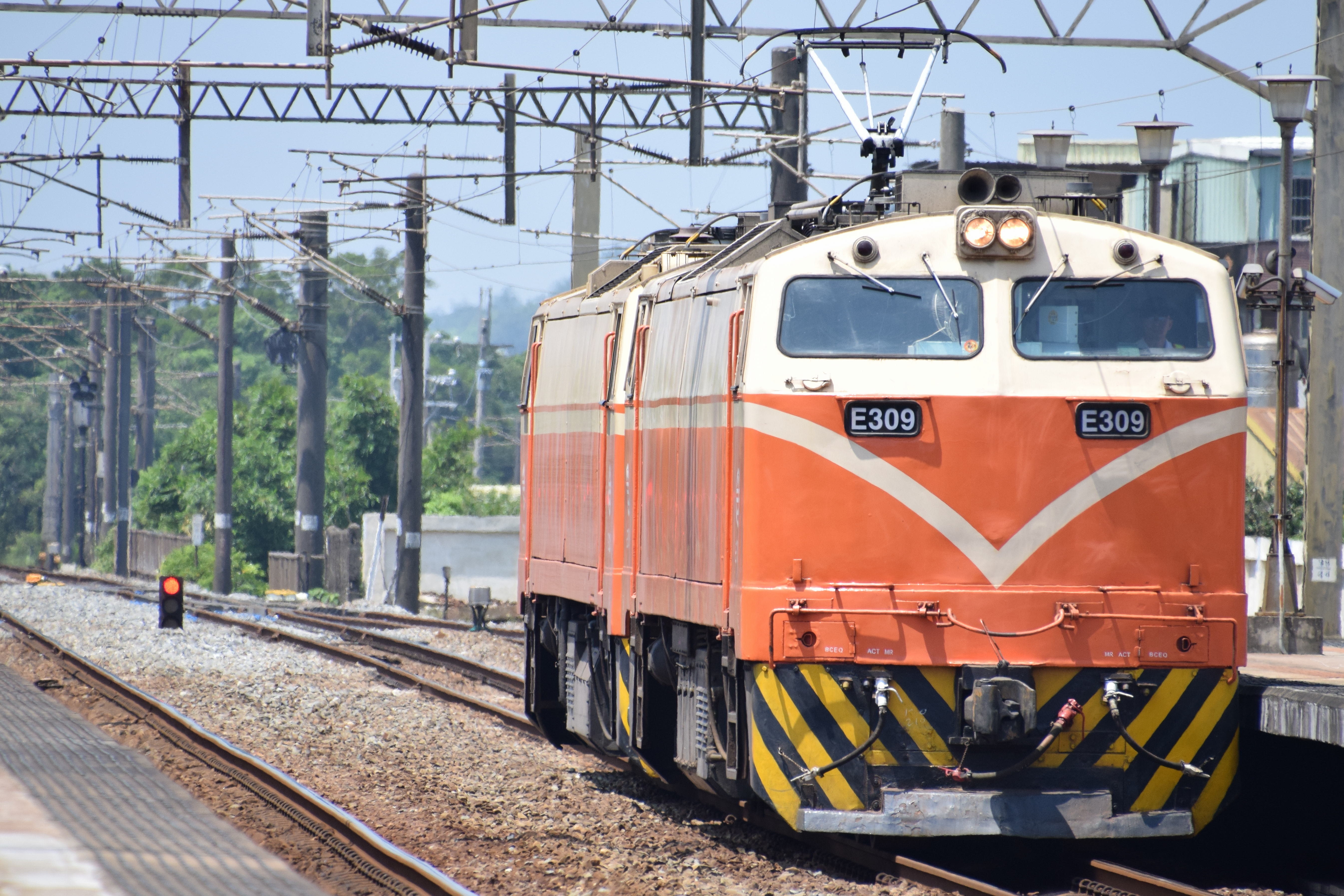
E309（廃車）
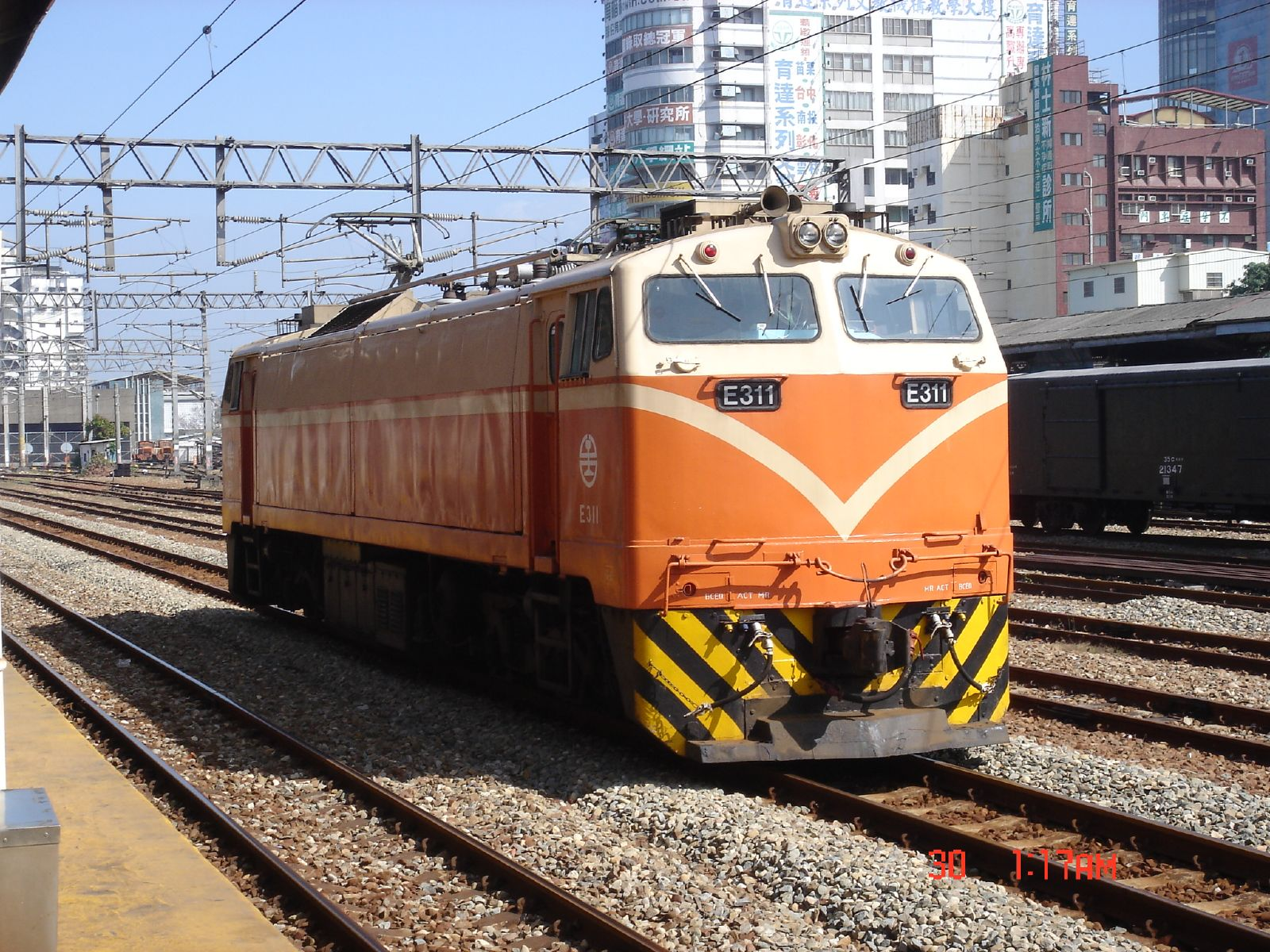
E311
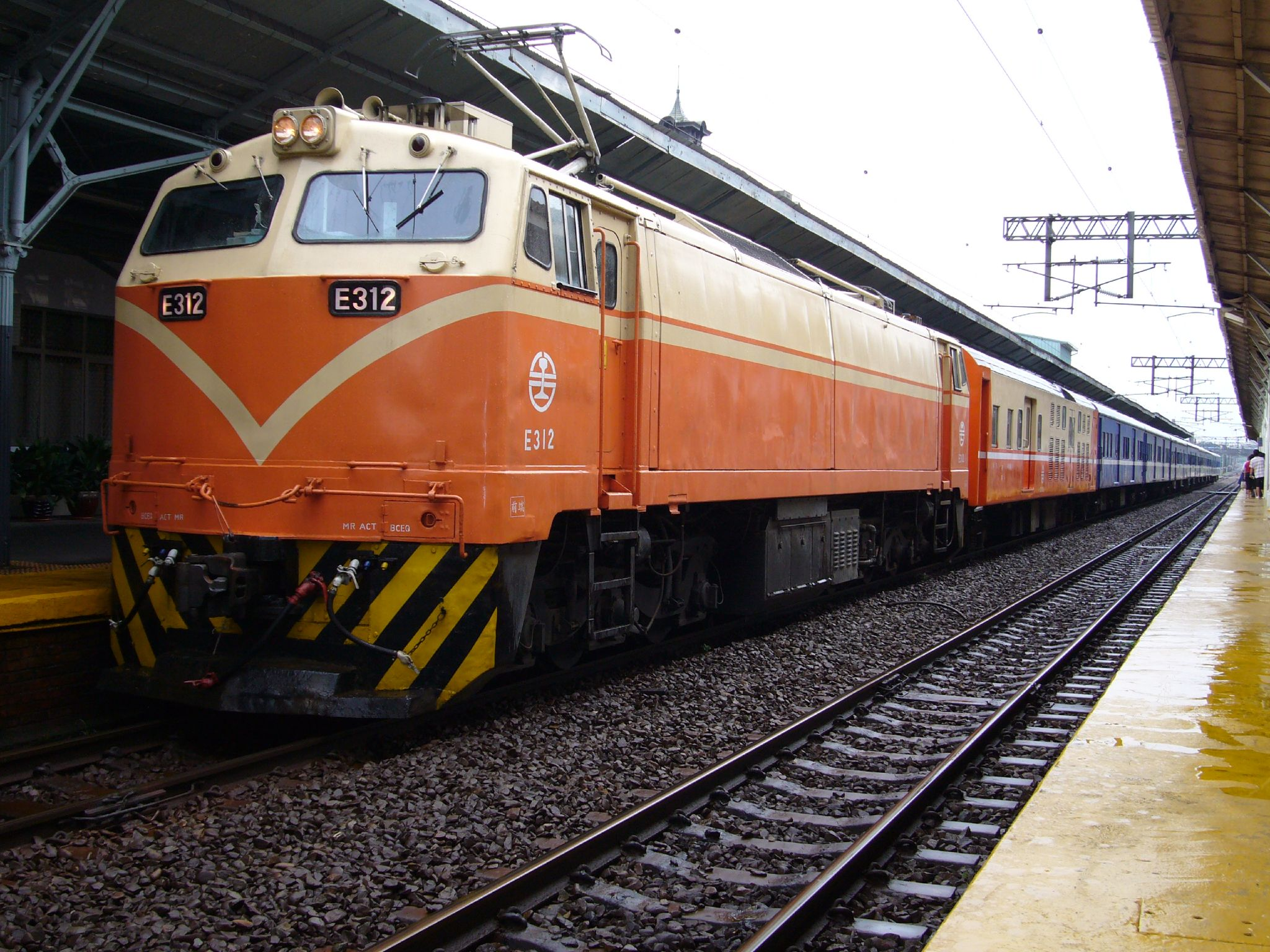
E312
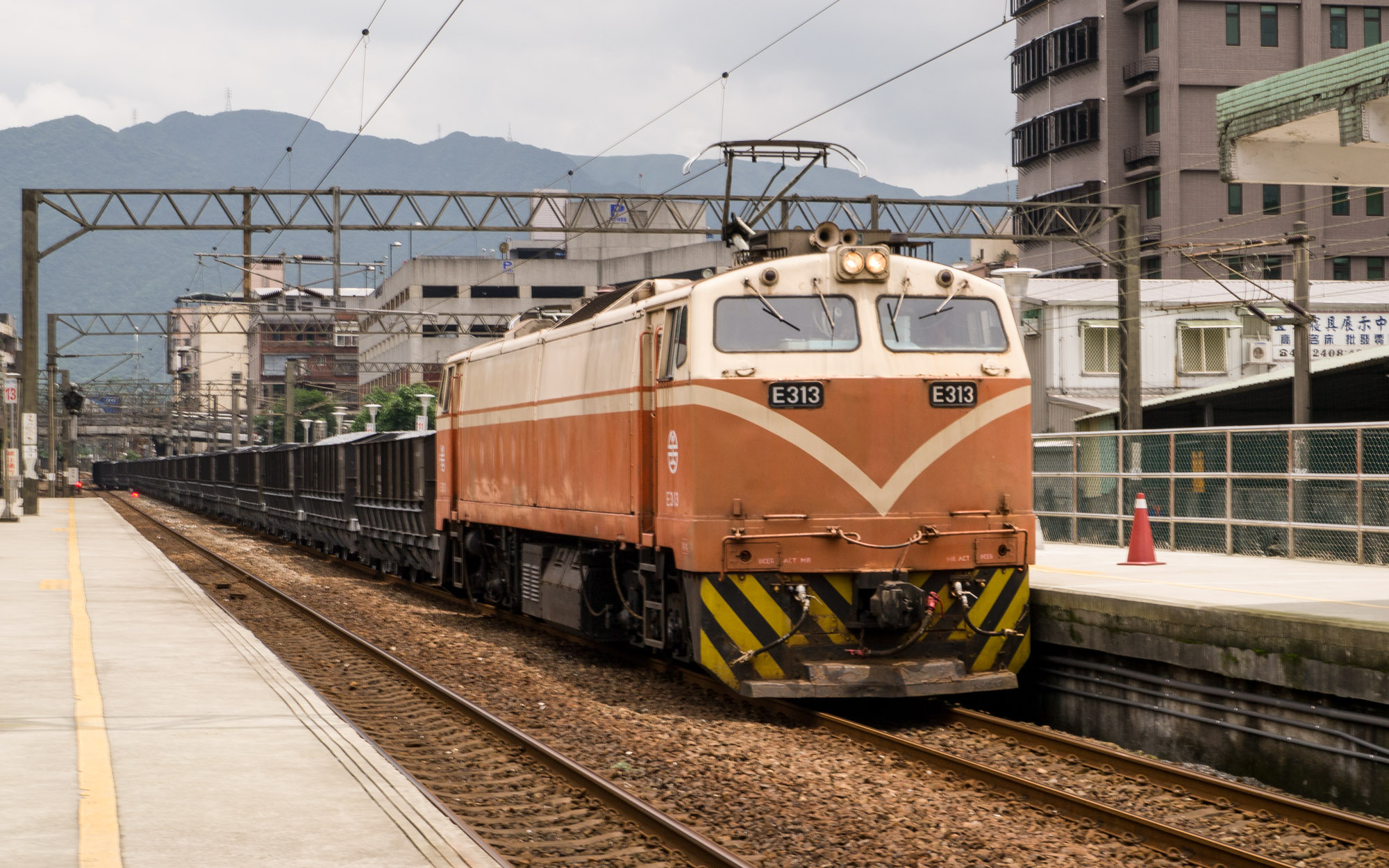
E313（廃車）
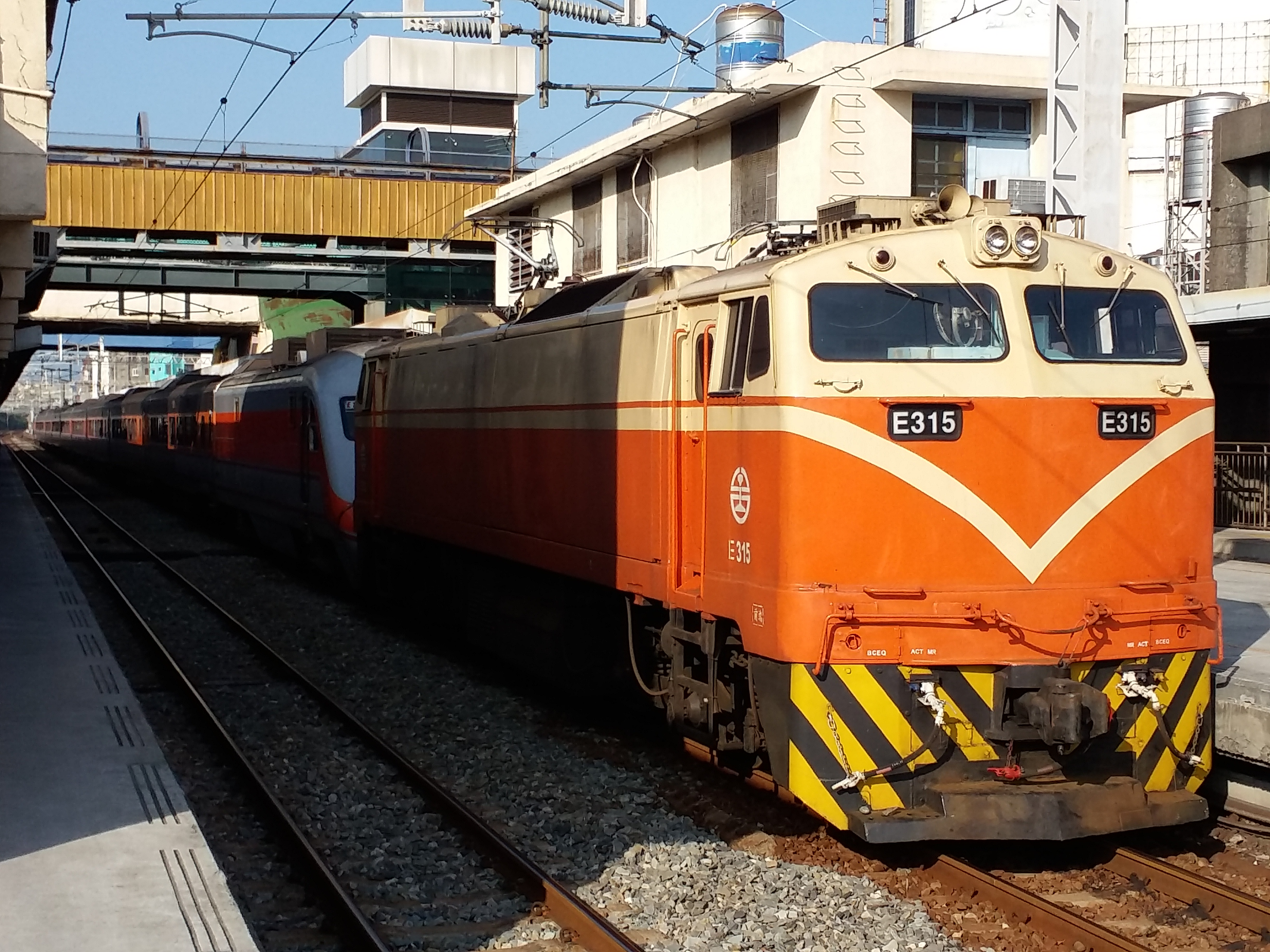
E315
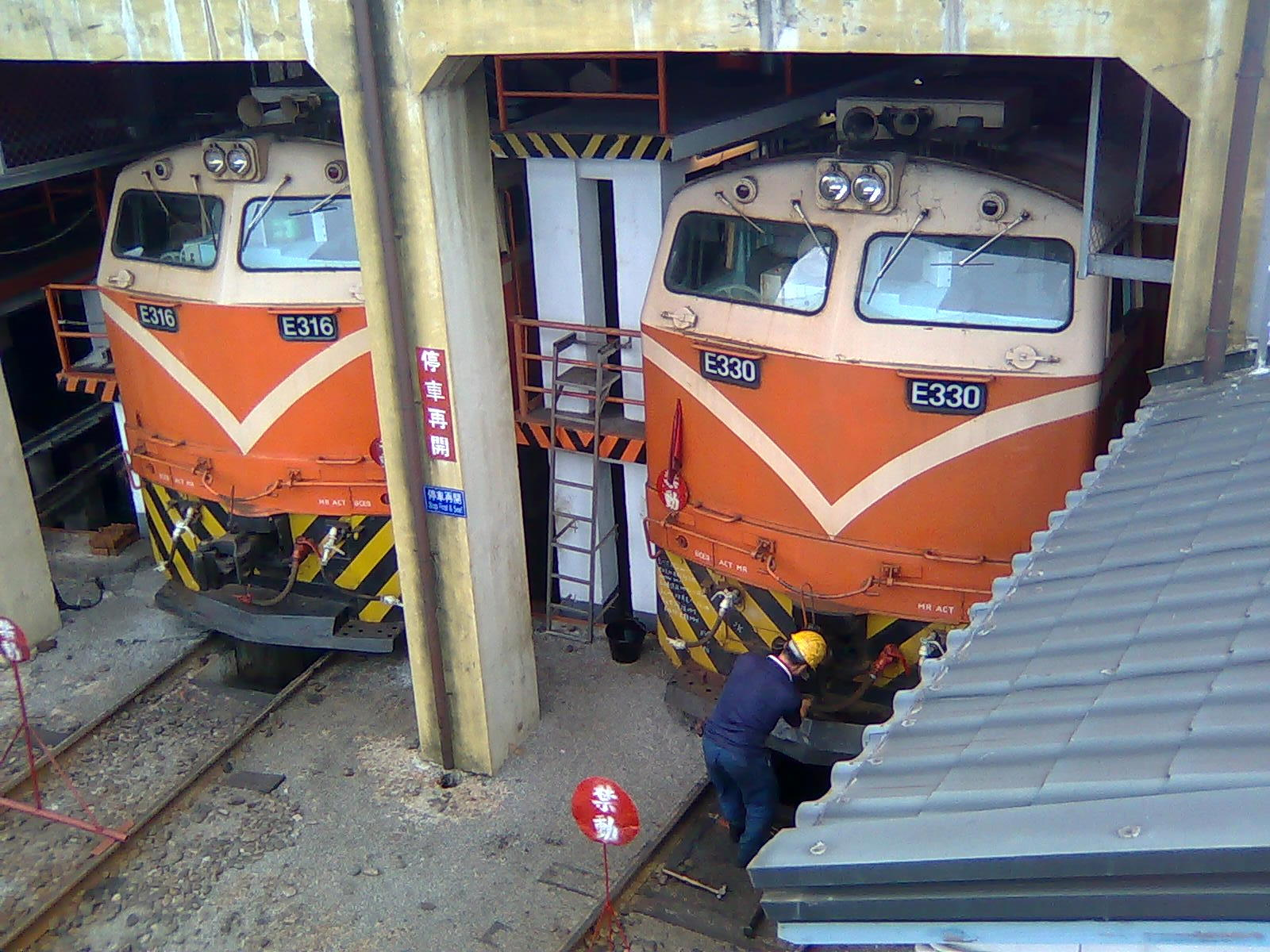
E330（廃車）與E316
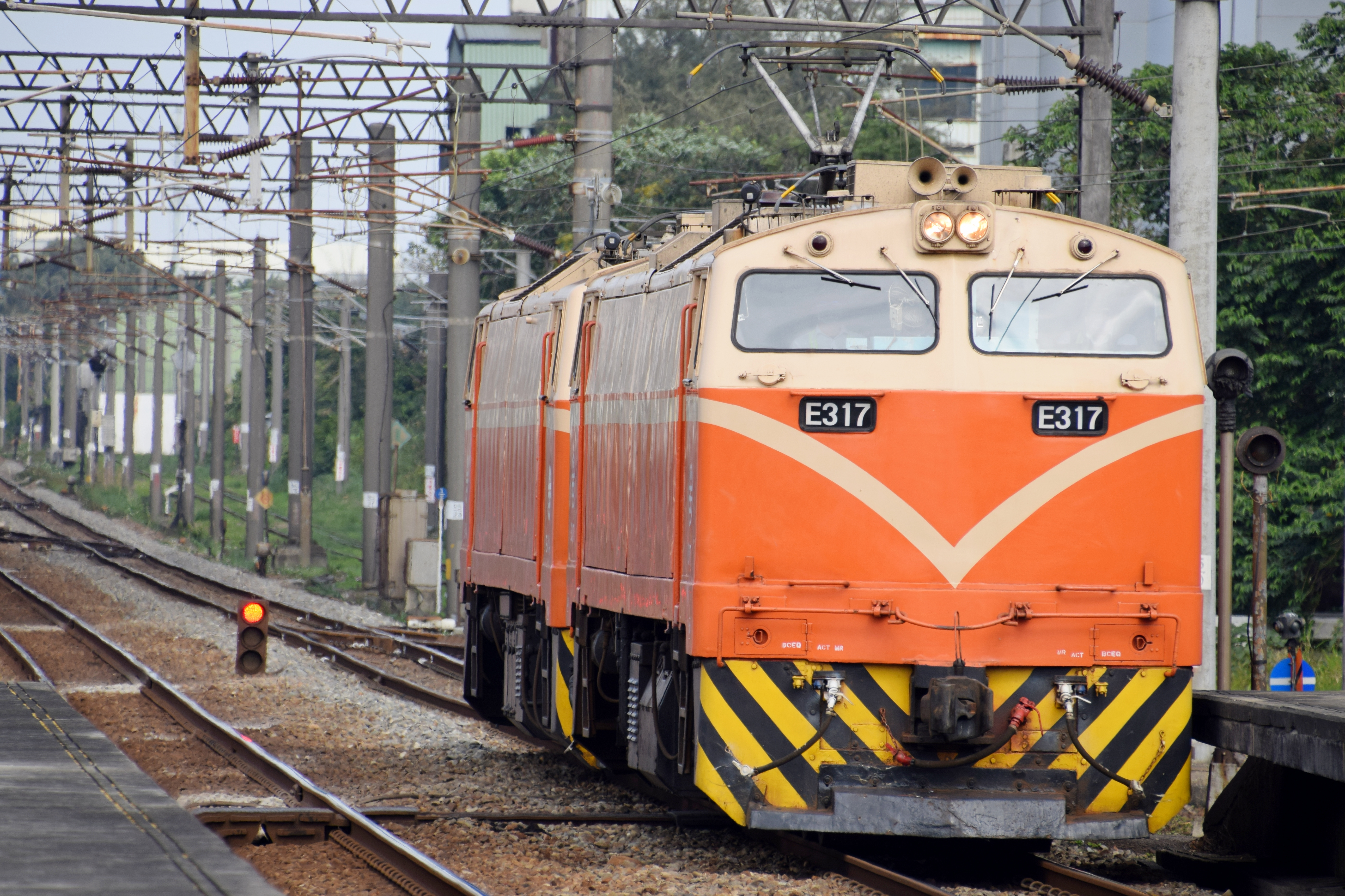
E317
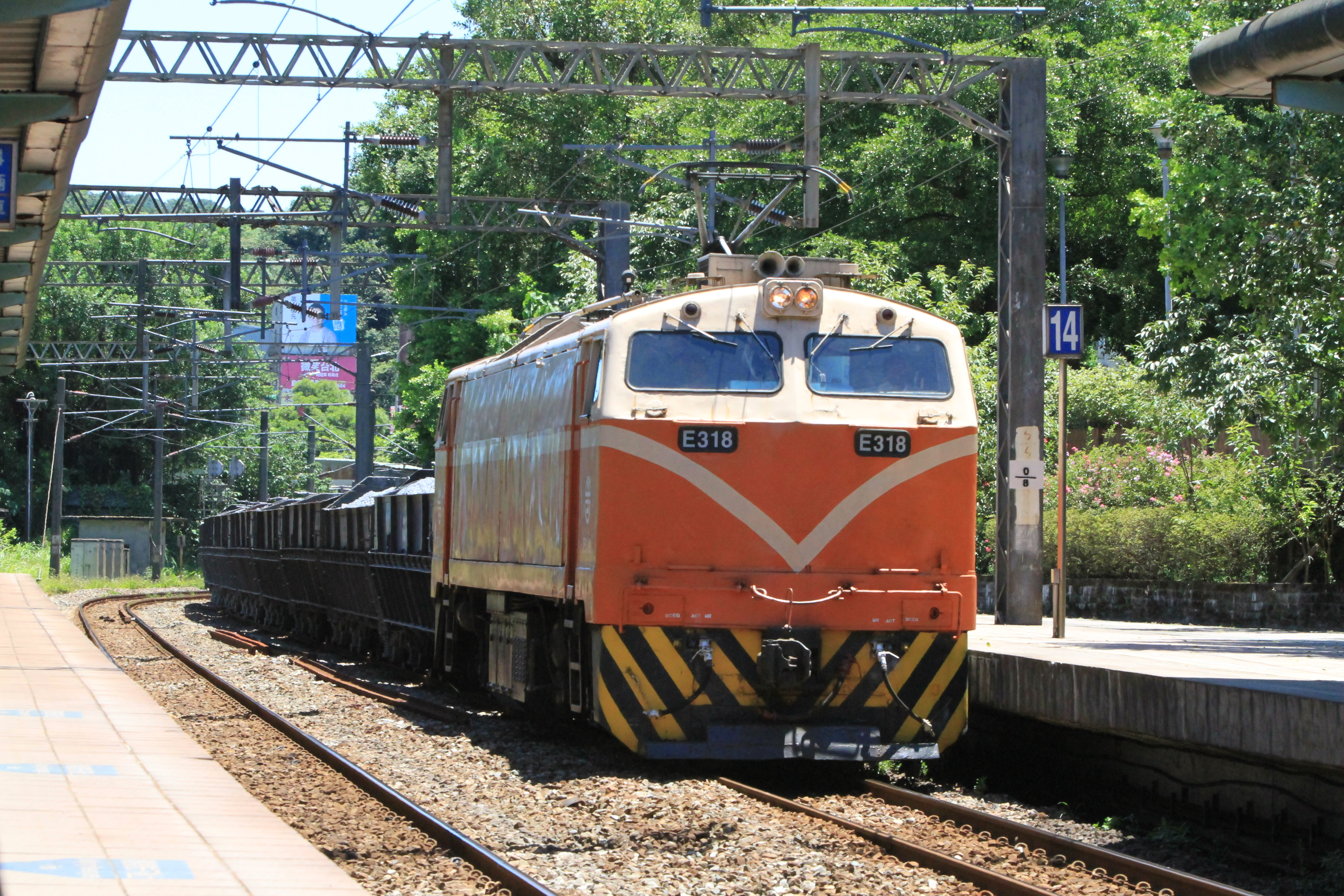
E318
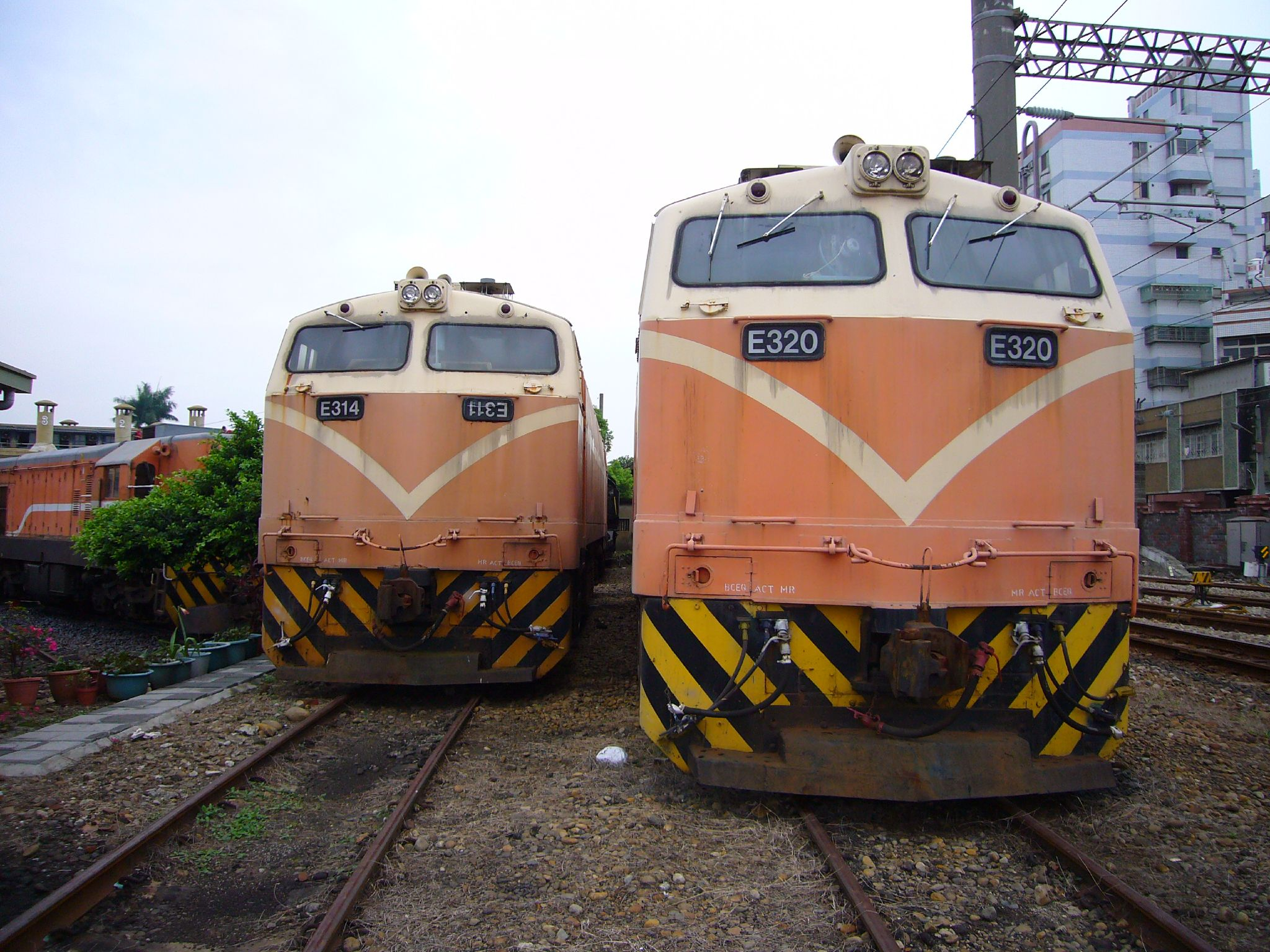
E314（廃車）與E320（廃車）
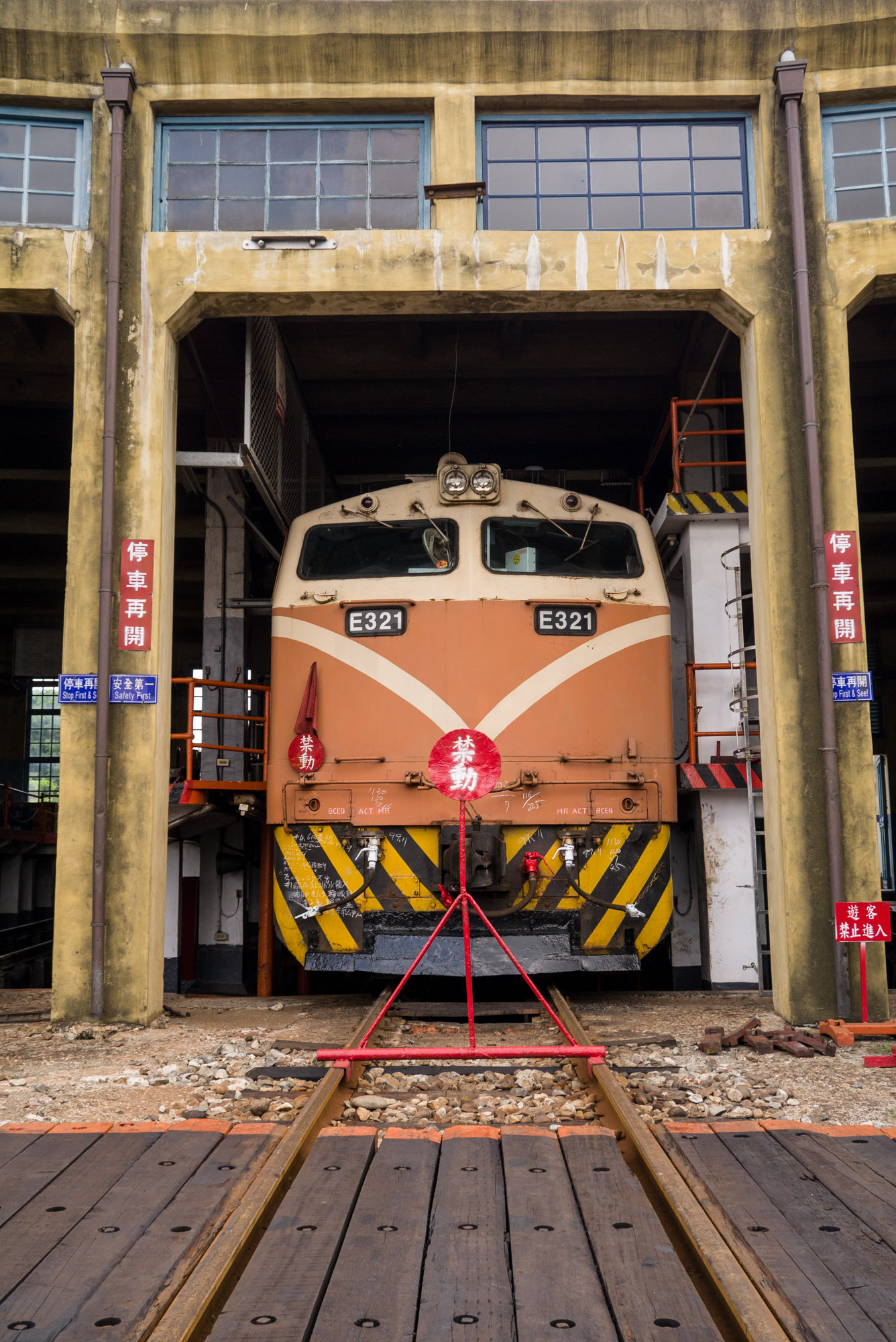
E321（廃車）
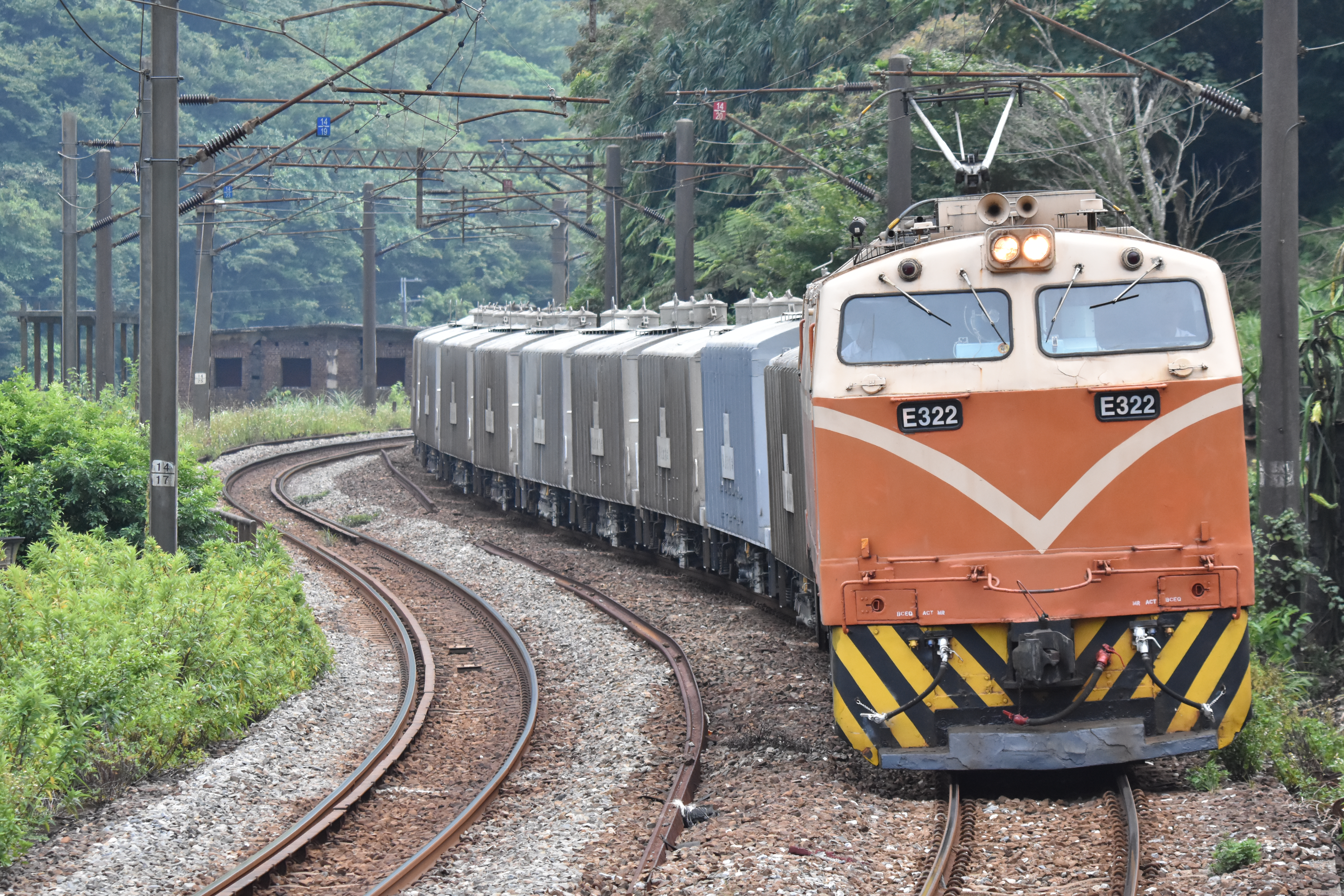
E322
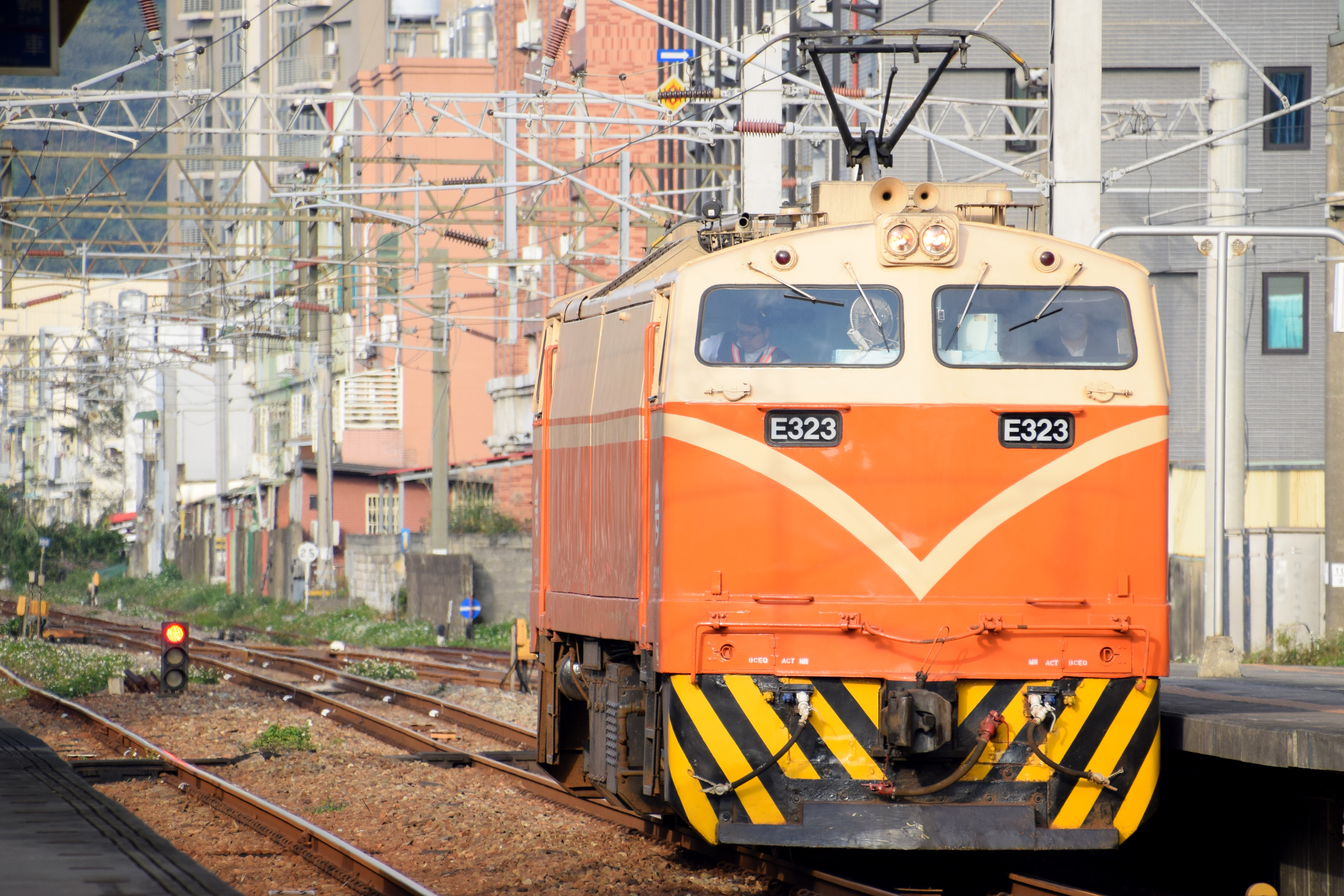
E323
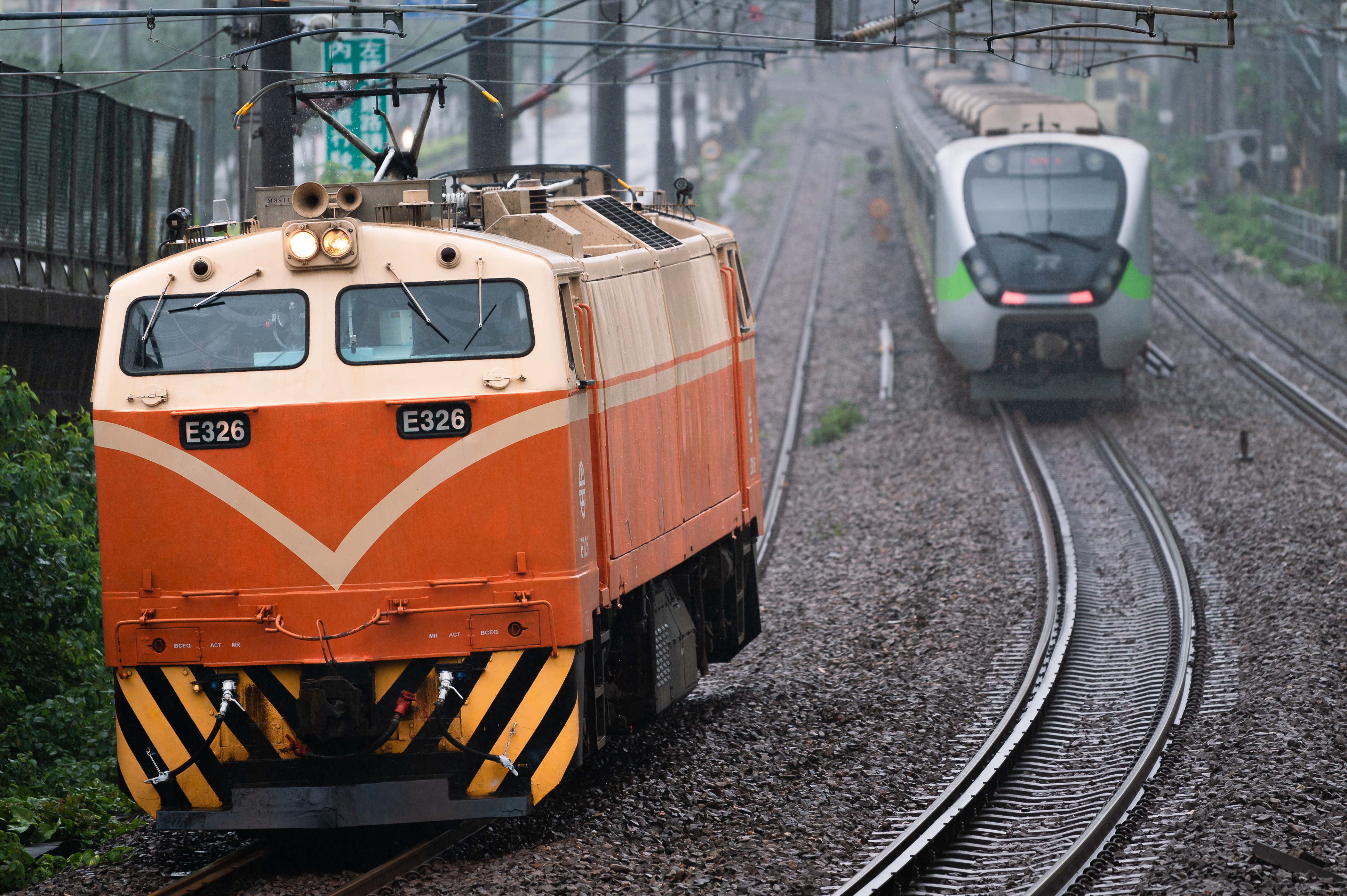
E326
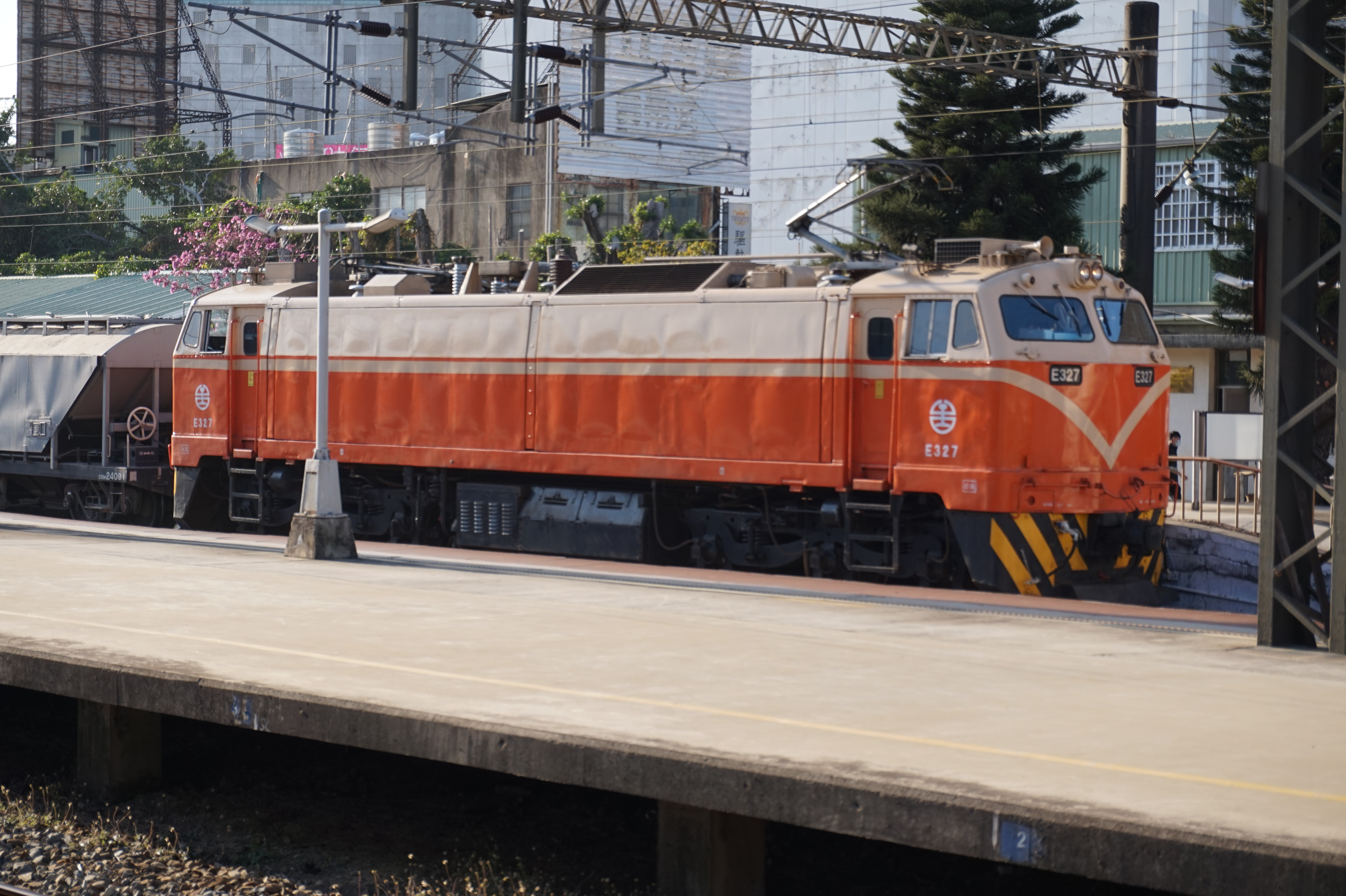
E327
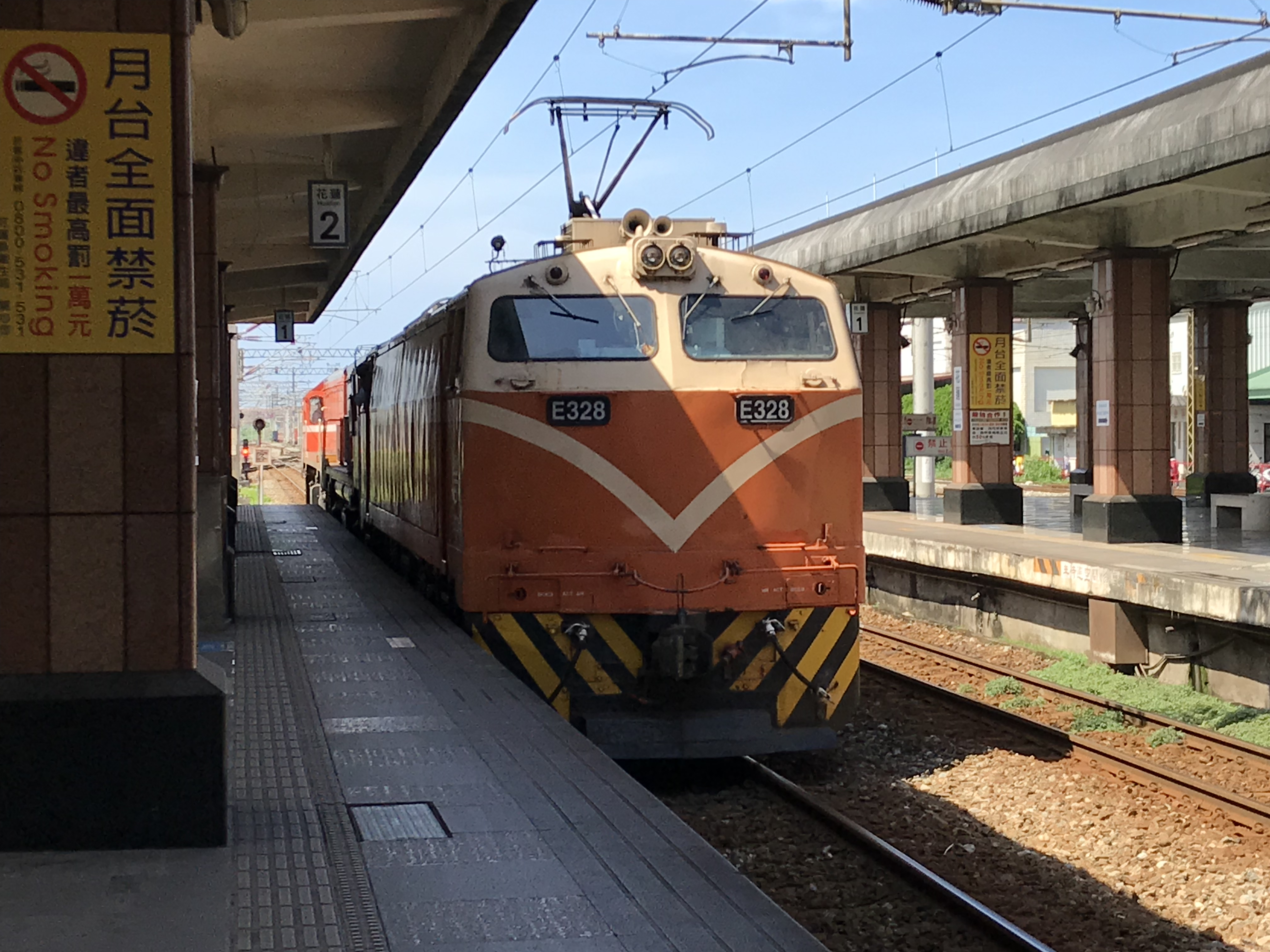
E328
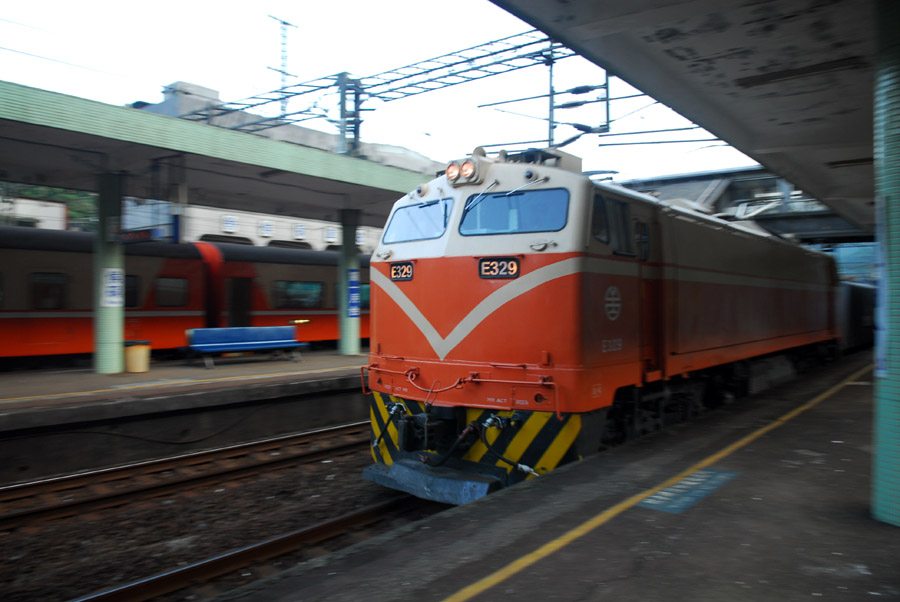
E329
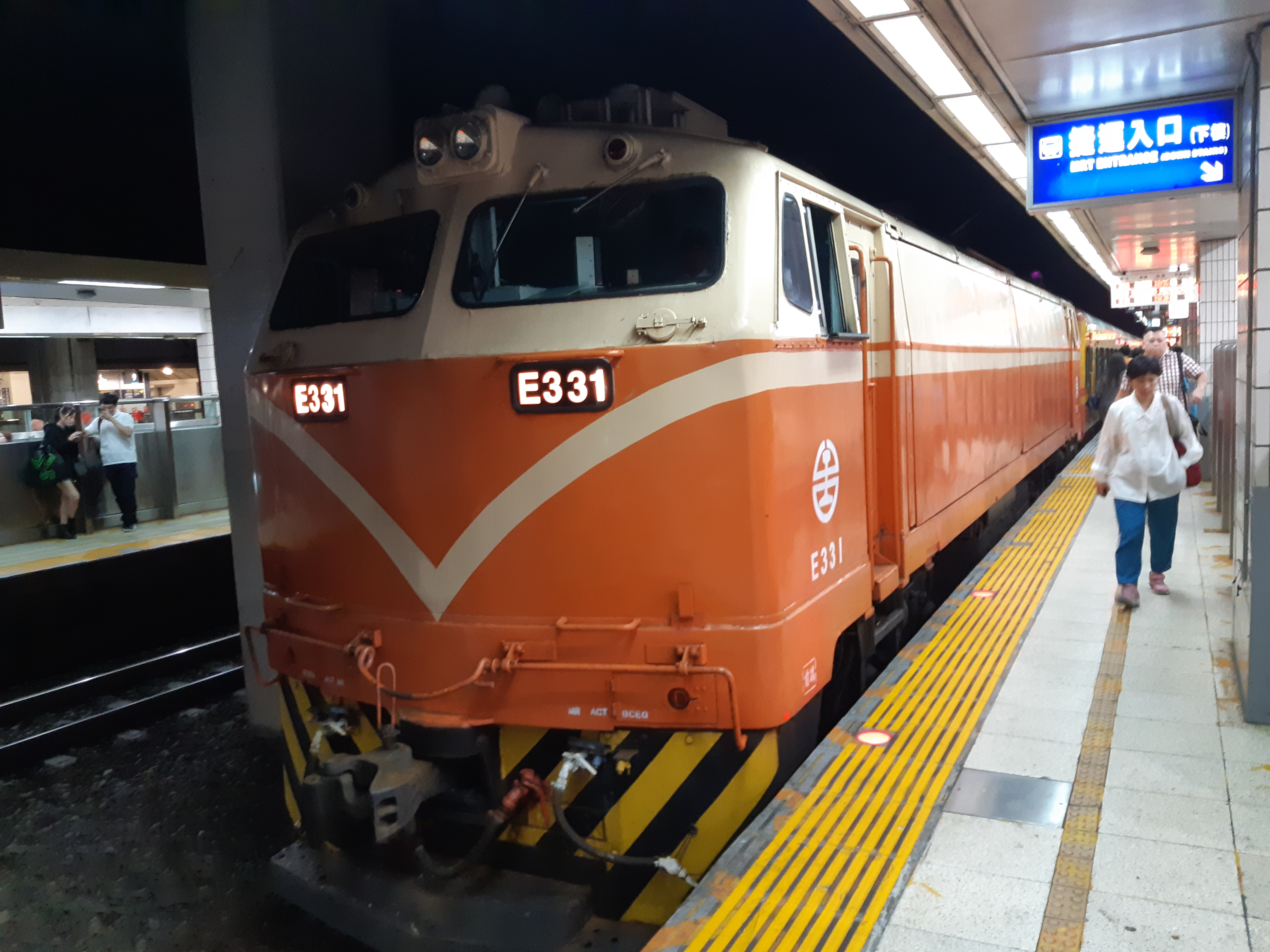
E331
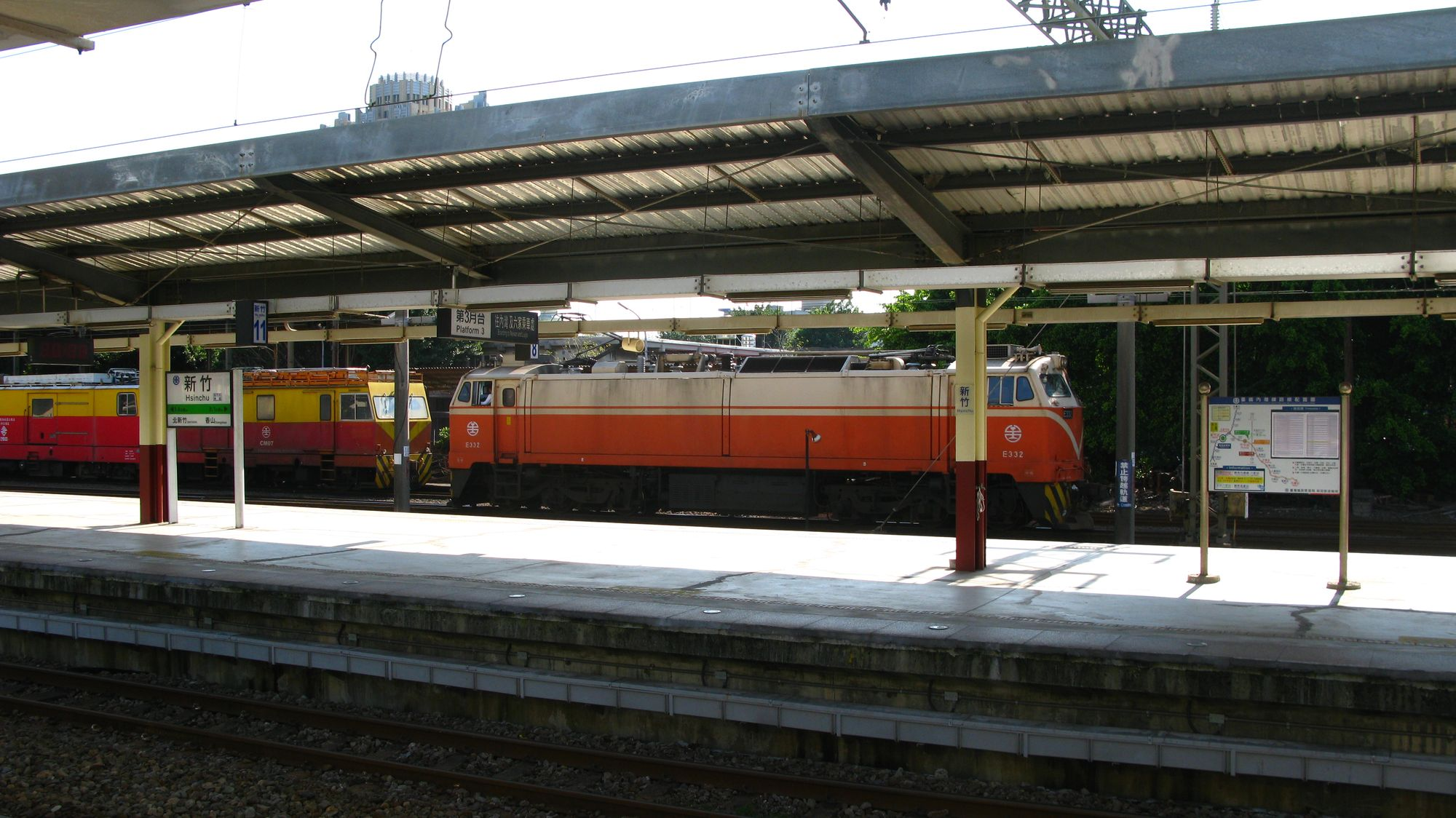
E332（廃車）
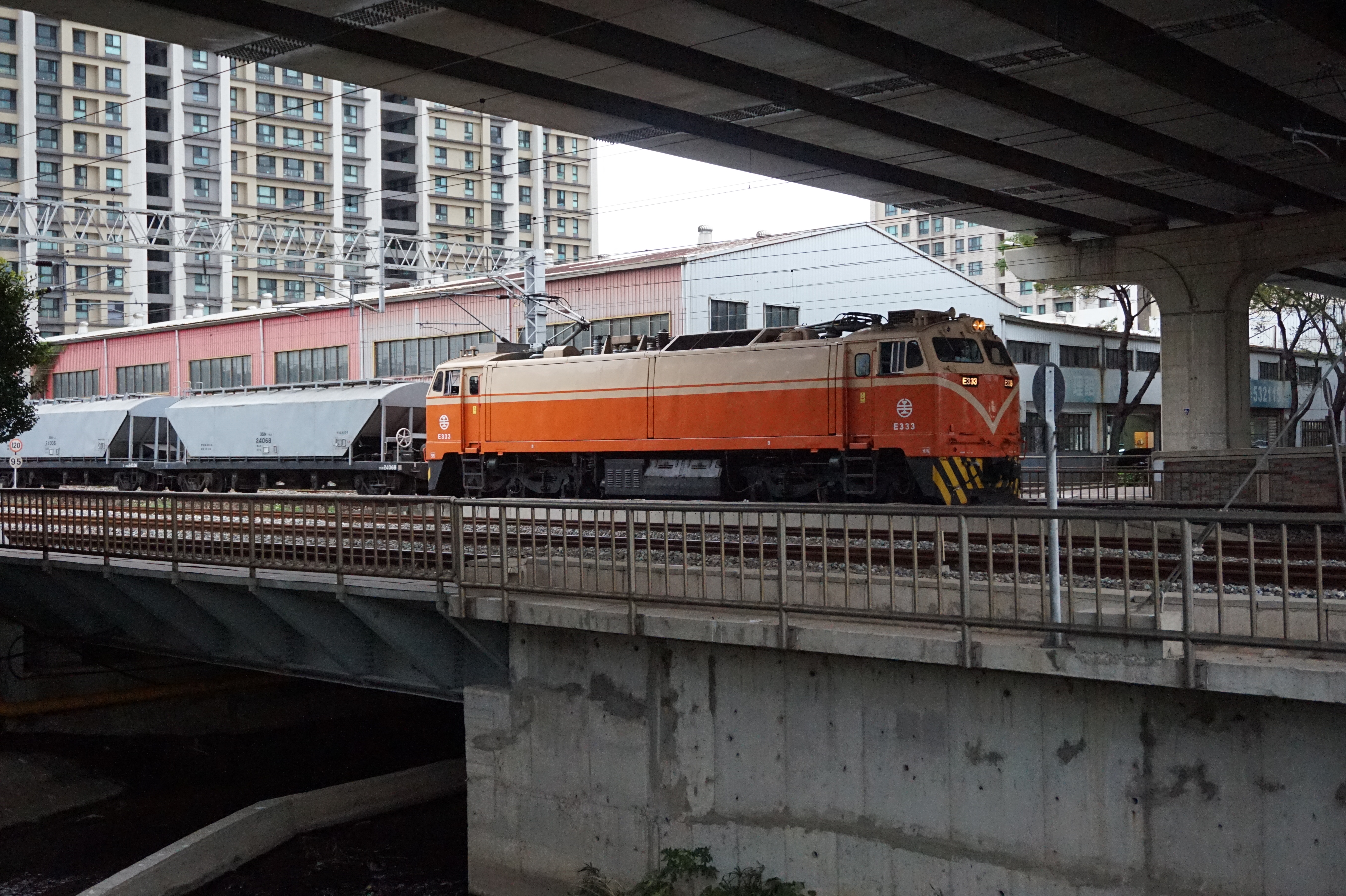
E333
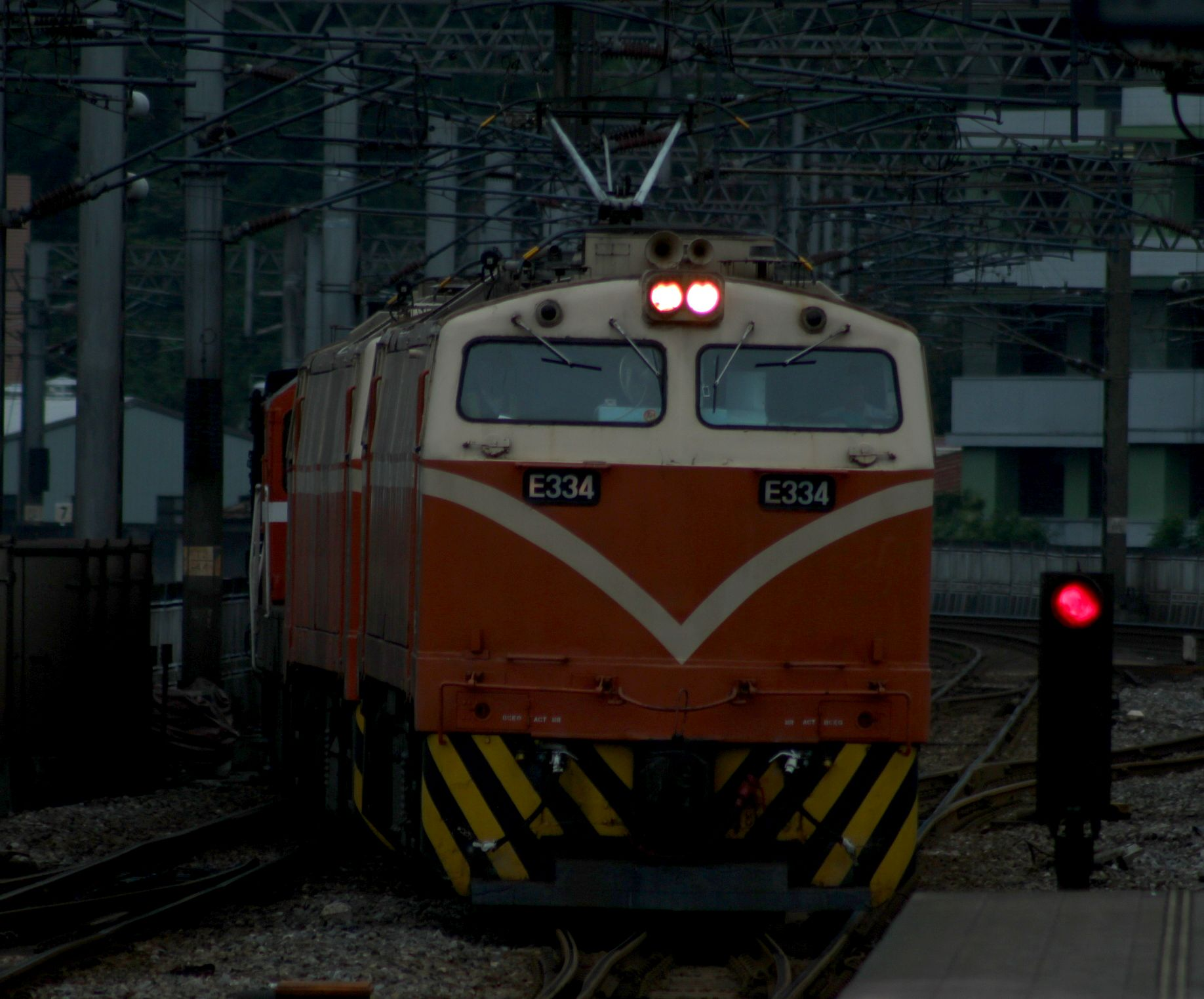
E334
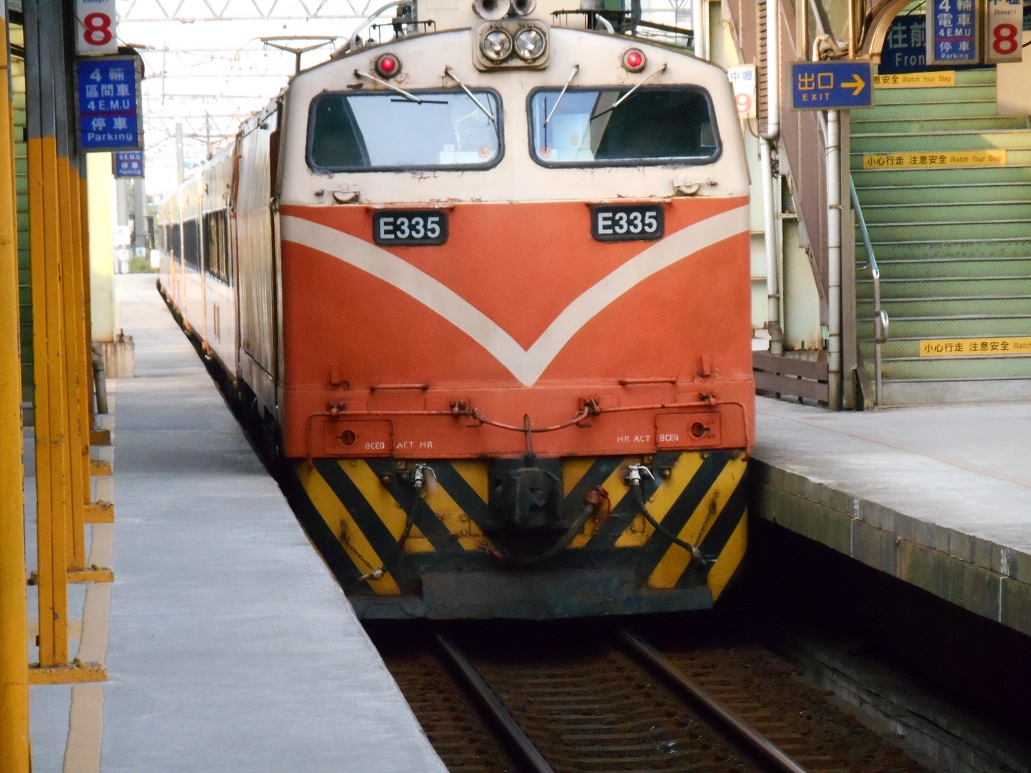
E335
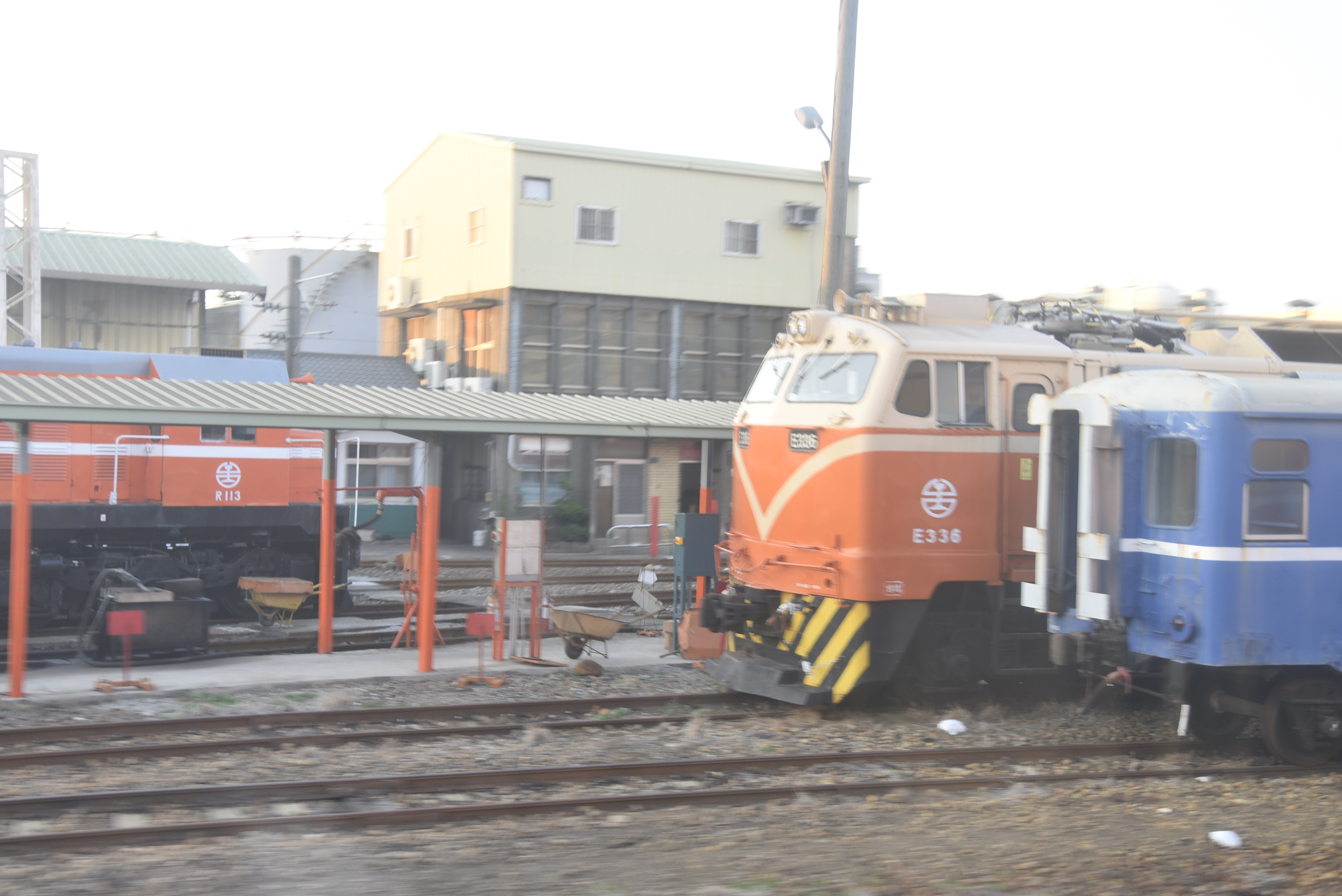
E336
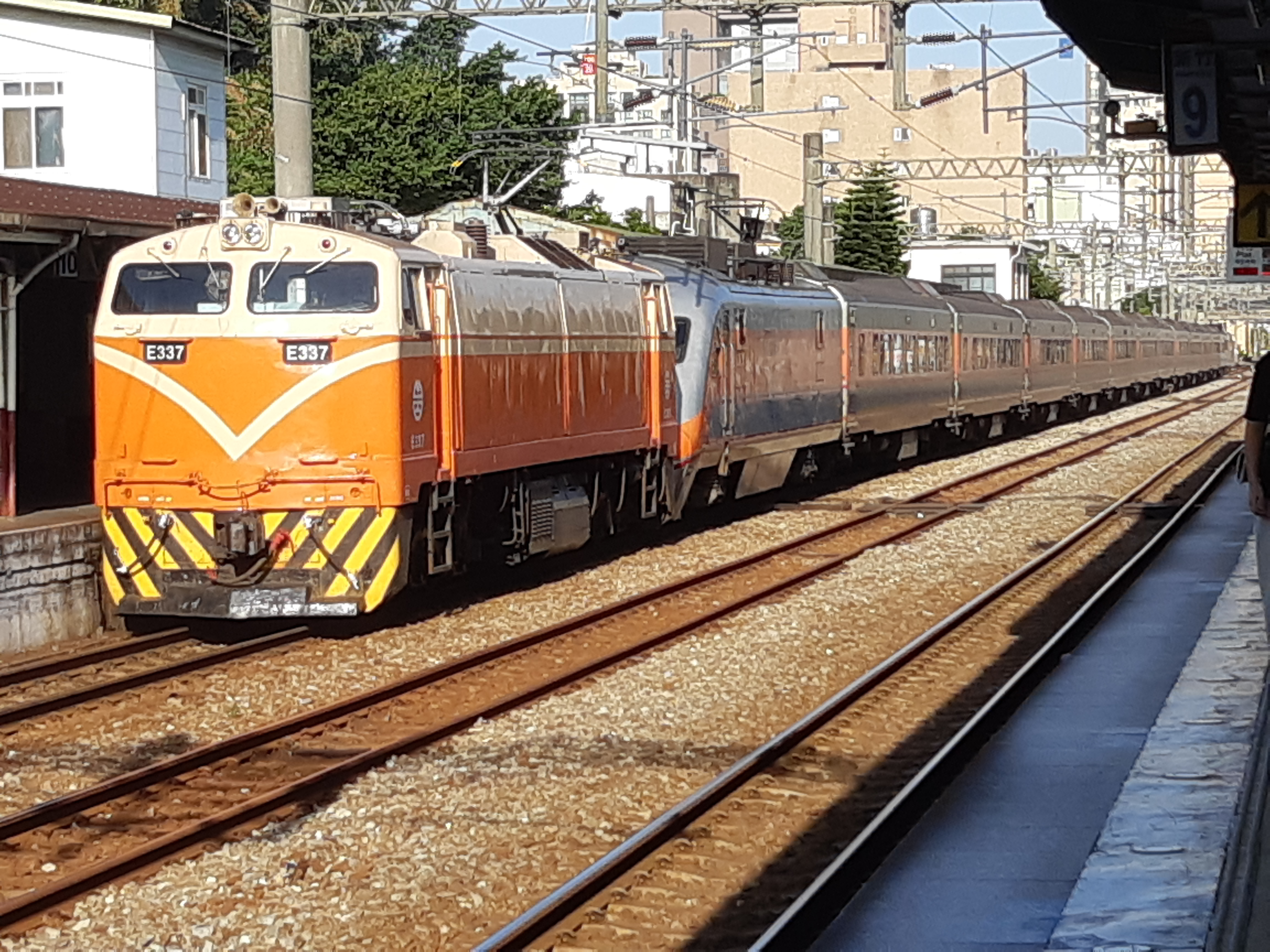
E337
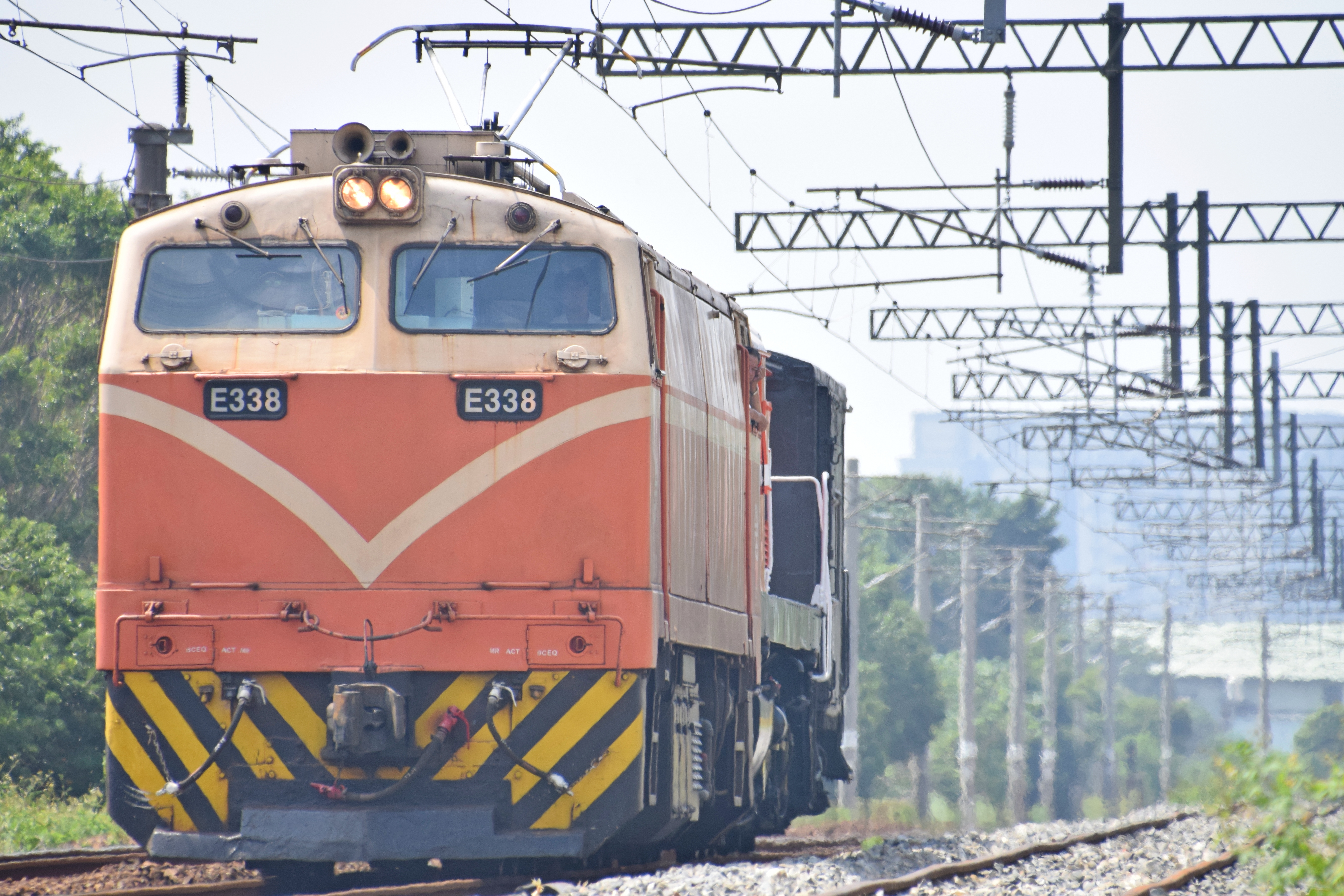
E338
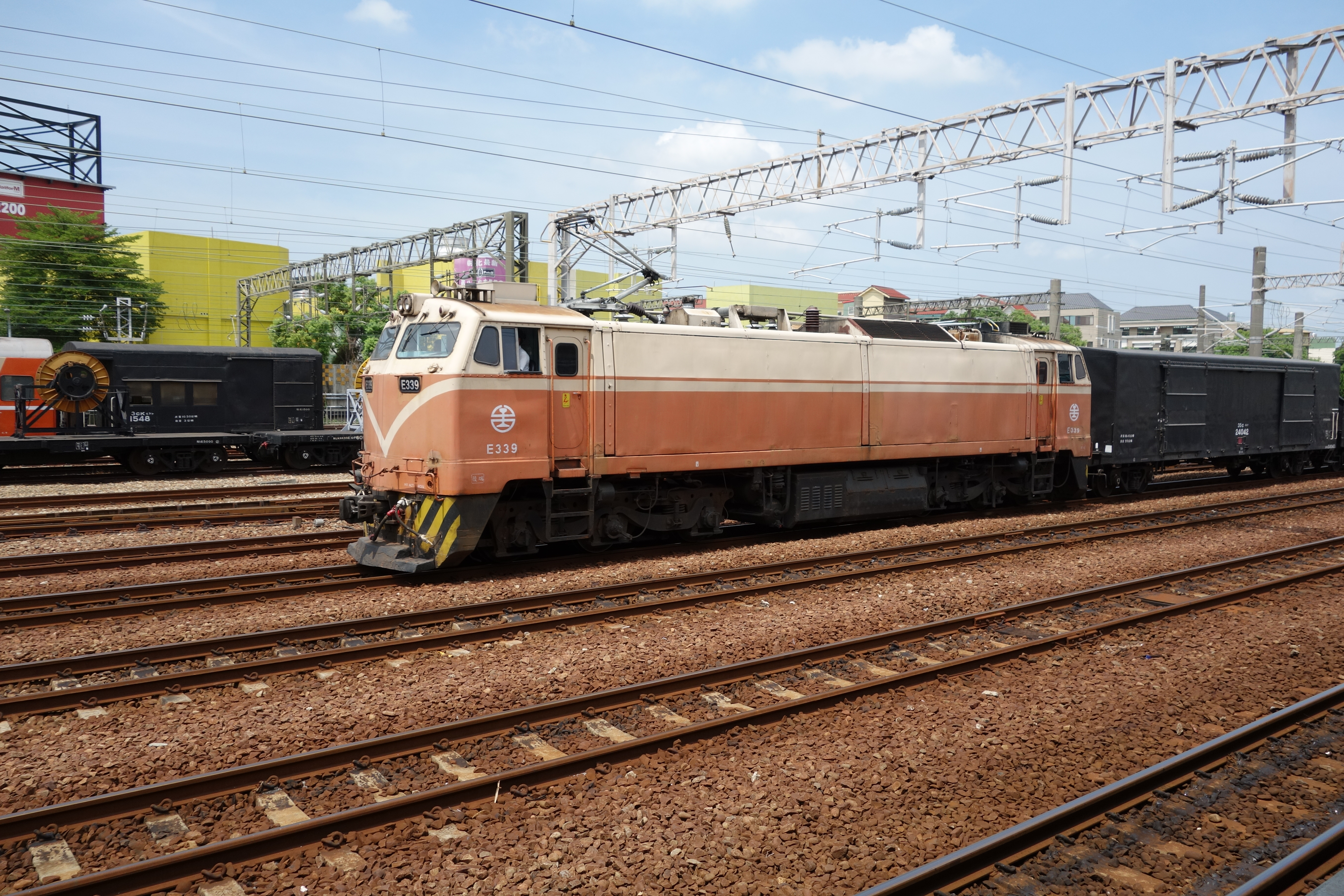
E339

E400型
- E401
- E402（廃車）
- E403
- E404
- E405
- E406
- E407
- E408
- E409
- E410
- E411
- E412
- E413（廃車）
- E414
- E415
- E416
- E417
- E418